# Sentado

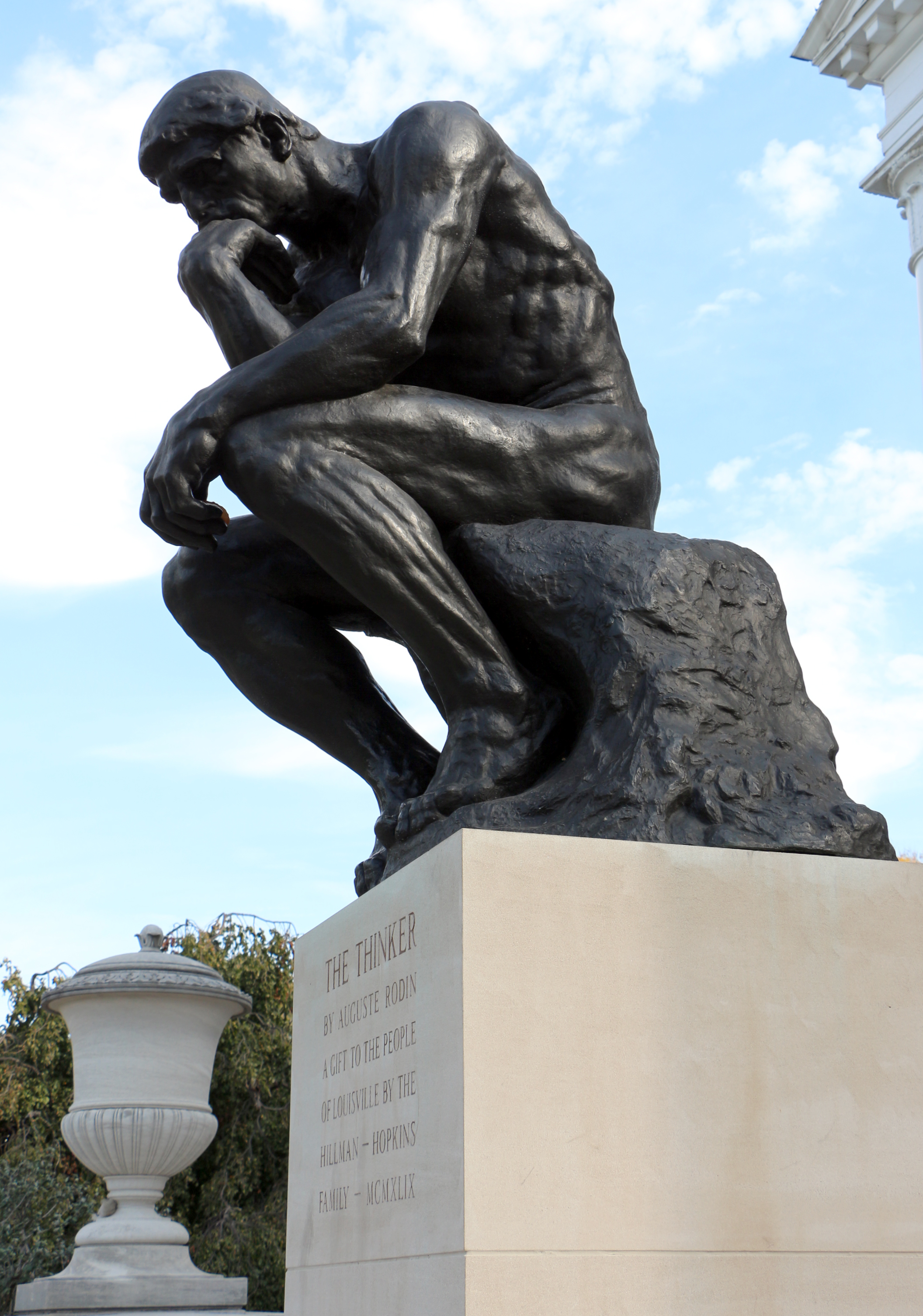
El pensador, de Auguste Rodin

Sentado o sedente es una postura del cuerpo humano en la que el peso se soporta esencialmente por la tuberosidad isquiática con las nalgas en contacto con el suelo o la superficie horizontal que se utilice como asiento; en vez de por los miembros inferiores, que son el apoyo en otras posturas (de pie, arrodillado o en cuclillas). En la postura sentada, el torso se mantiene más o menos erguido, aunque para adoptar una postura más relajada se suele inclinar para apoyarse en algún otro objeto (como el respaldo o los brazos de una silla o sillón).
También pueden identificarse con "estar sentado" o "tomar asiento" algunas forma de arrodillamiento en la que las nalgas descansan sobre los talones, como en la postura japonesa llamada seiza y en la postura hindú llamada vajrasana. En cuanto a la llamada posición de loto, las nalgas descansan en el suelo (o superficie horizontal) y las piernas se cruzan a su misma altura.
"Sentarse a hablar" es una expresión muy común que tiene un hondo significado: las reuniones que se celebran sentados implican que los que así están no van a agredirse. La toguna o "casa de la palabra" del pueblo africano dogon tiene el techo bajo, para que se haya de permanecer sentado en ella. En la Ilíada se hace una referencia a quién destacaba cuando estaban sentados (Ulises, el más inteligente) y quién cuando estaban de pie (Menelao, el más fuerte).

Los miembros de un grupo reunido en círculo, sentados en distintas posturas.

## Posiciones

### Sobre el suelo

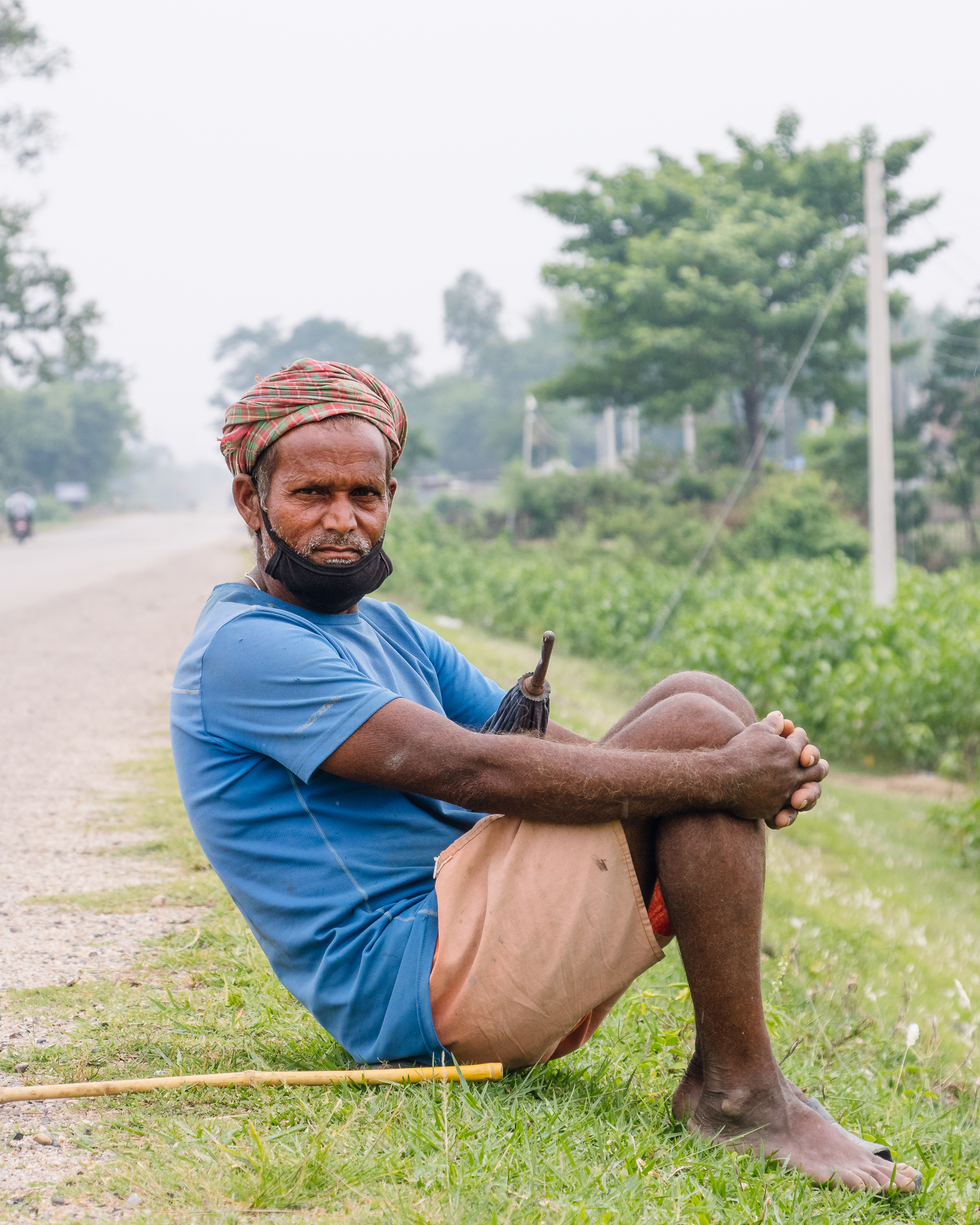
Hombre sentado en el suelo junto a una carretera de Nepal.

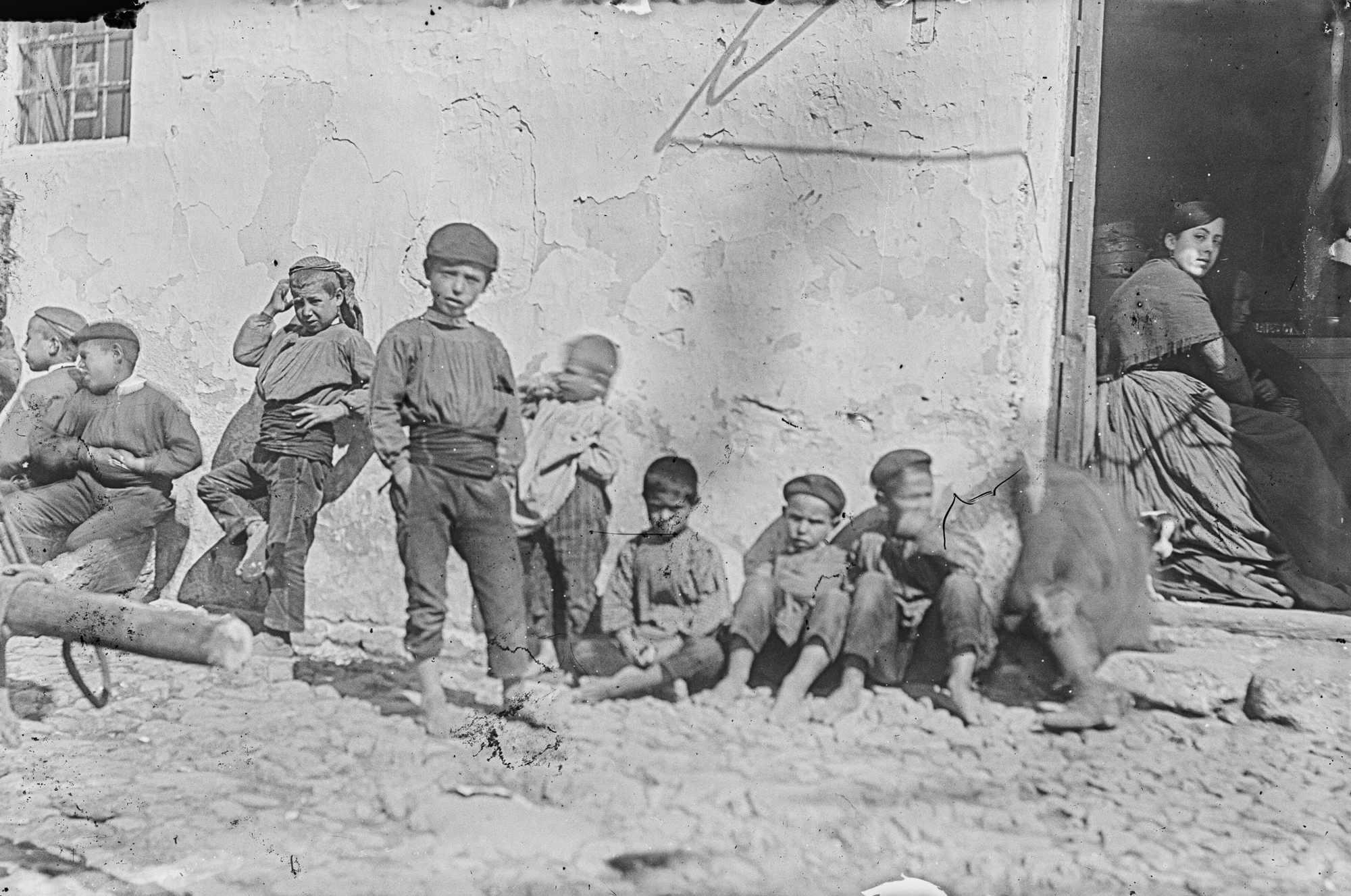
Niños sentados en la calle, apoyando la espalda en la pared. En casa, una mujer joven y una anciana están sentadas ante una mesa (zona rural de Álava, España, finales del o comienzos del)

La manera más común de sentarse sobre el suelo implica doblar las rodillas. Es posible sentarse con las piernas estiradas, usando algo sólido para la espalda o apoyándose en los brazos. Sentarse con las piernas dobladas puede hacerse con las piernas casi paralelas entre sí o cruzadas una sobre otra.
Una posición usual con las piernas cruzadas es con la parte baja de ambas piernas doblada hacia el cuerpo, cruzándose entre sí en el tobillo o la pantorrilla, con ambos tobillos sobre el suelo, algunas veces con los pies introducidos bajo las rodillas o los muslos. La posición se conoce en varias lenguas europeas como la postura del sastre (tailor's posture), por ser esa la tradicional posición de trabajo de los sastres (también se denomina por ese oficio el músculo sartorio y un tipo de lesión, el "juanete de sastre" -tailor's bunion o bunionette, científicamente digitus quintus varus-). La postura también recibe, en varios países, el nombre con el que se conoce a los nómadas de las estepas: Indian style en Estados Unidos, "estilo turco" (Turkish style) en varias lenguas europeas, y agura 胡座 en japonés (traducible como "el estilo de sentarse de los bárbaros" -que no pertenecen a la etnia han, aplicado a turcos, mongoles y otros pueblos de Asia Central-). En yoga se conoce como postura sukhasana (término traducible como "postura fácil").

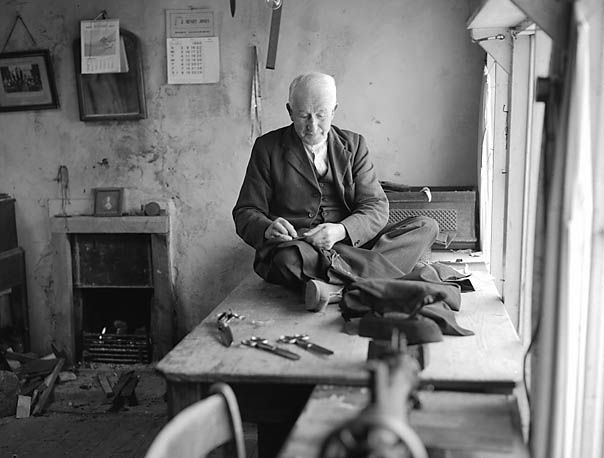
Un sastre trabajando en su postura tradicional. Gales, 1955.
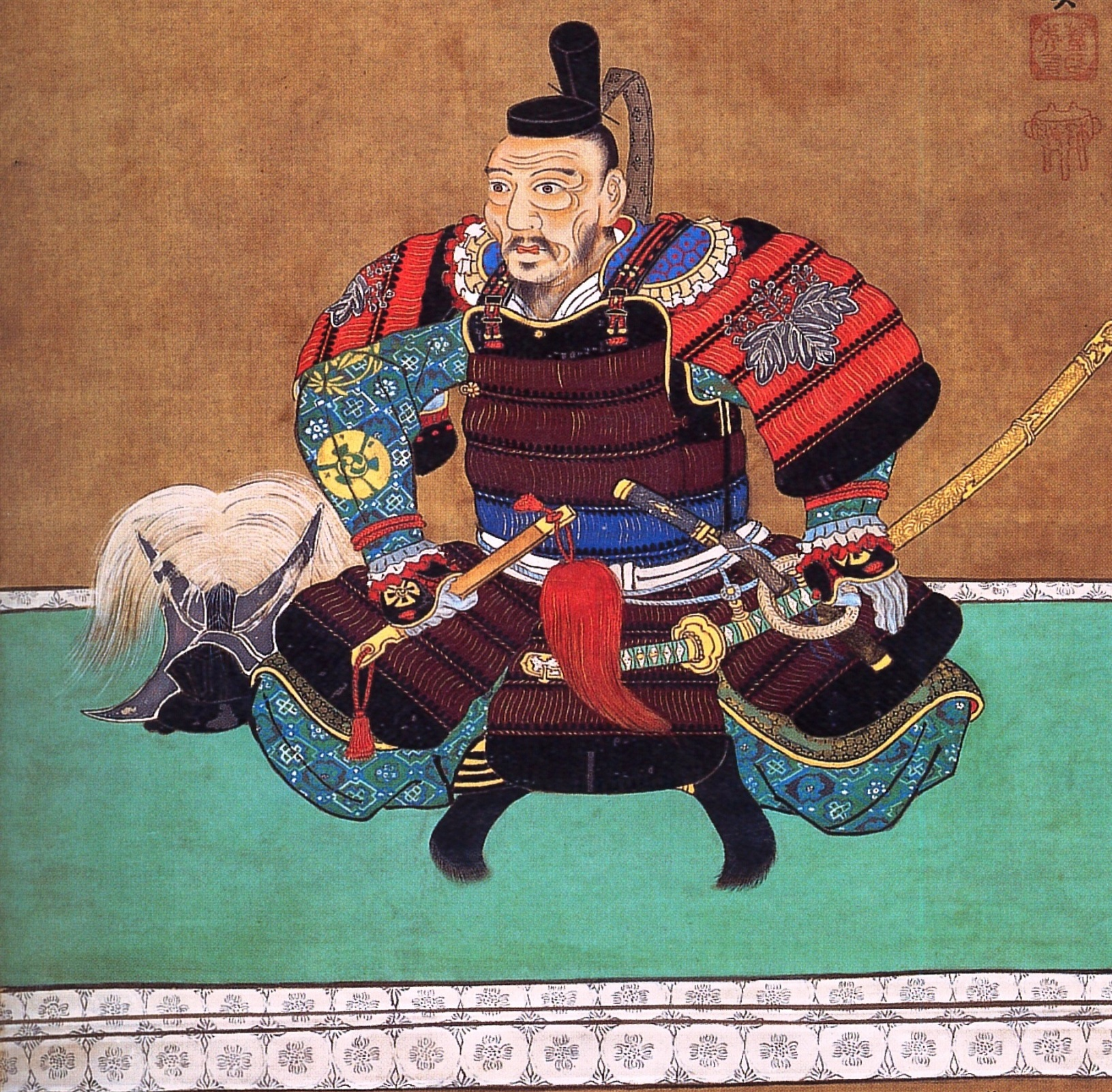
Toyotomi Hideyoshi sentado en la posición agura.
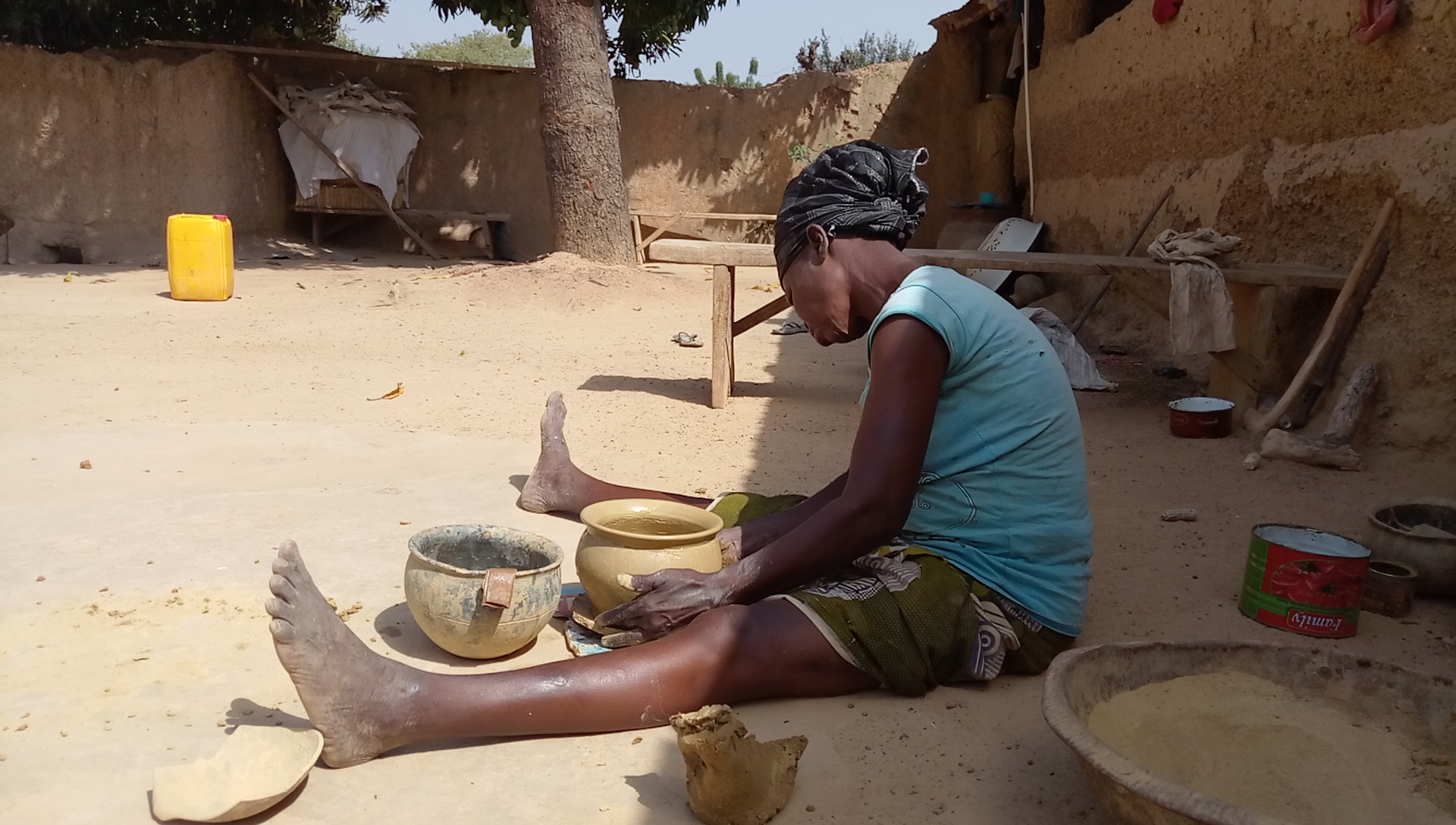
Alfarera trabajando sentado en el suelo.

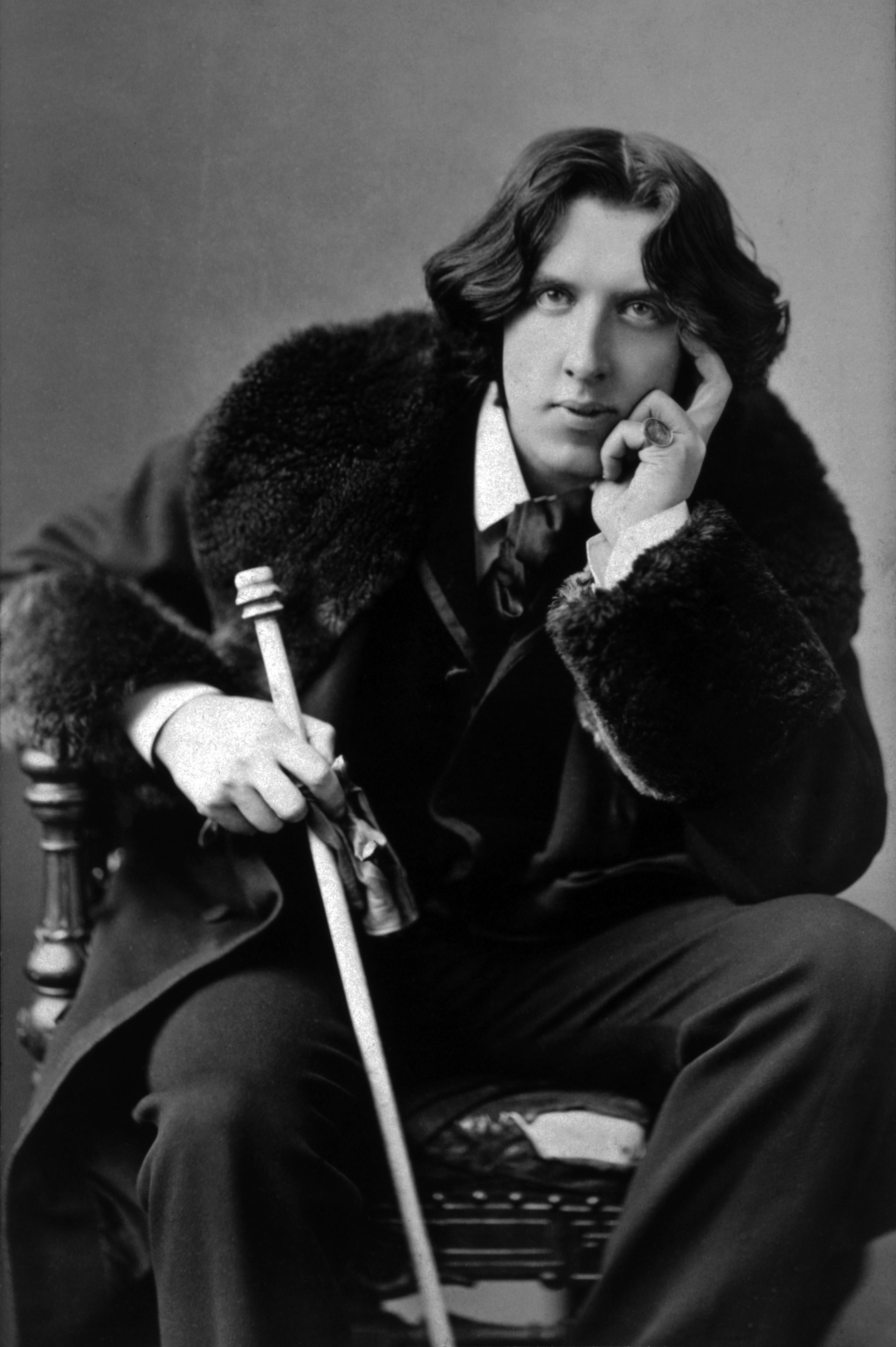
Retrato de Oscar Wilde. Fotografía de Napoleon Sarony (1882).

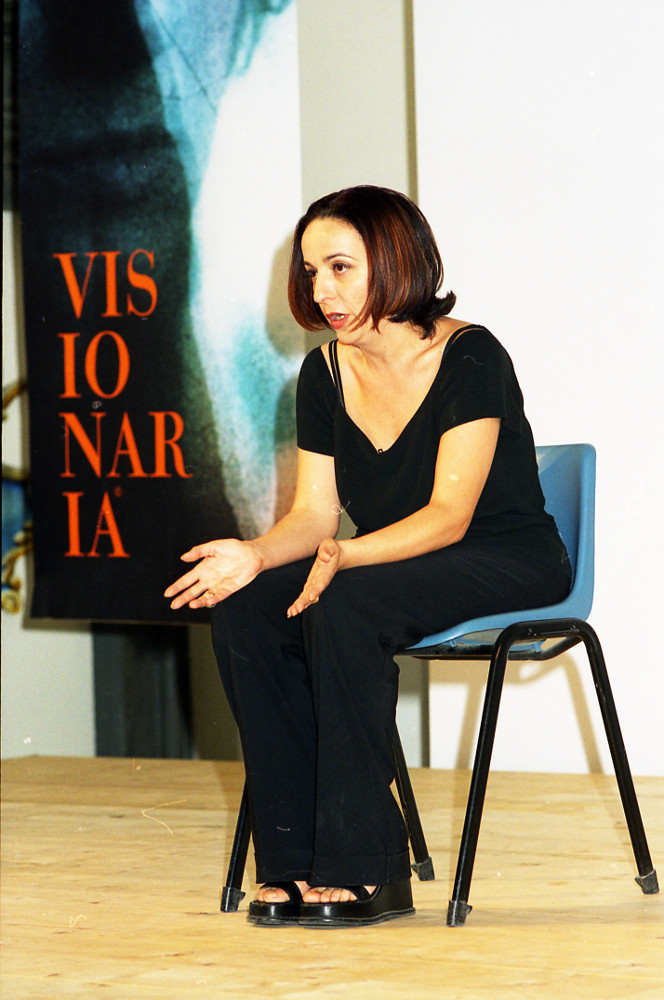
Mujer sentada en una silla.

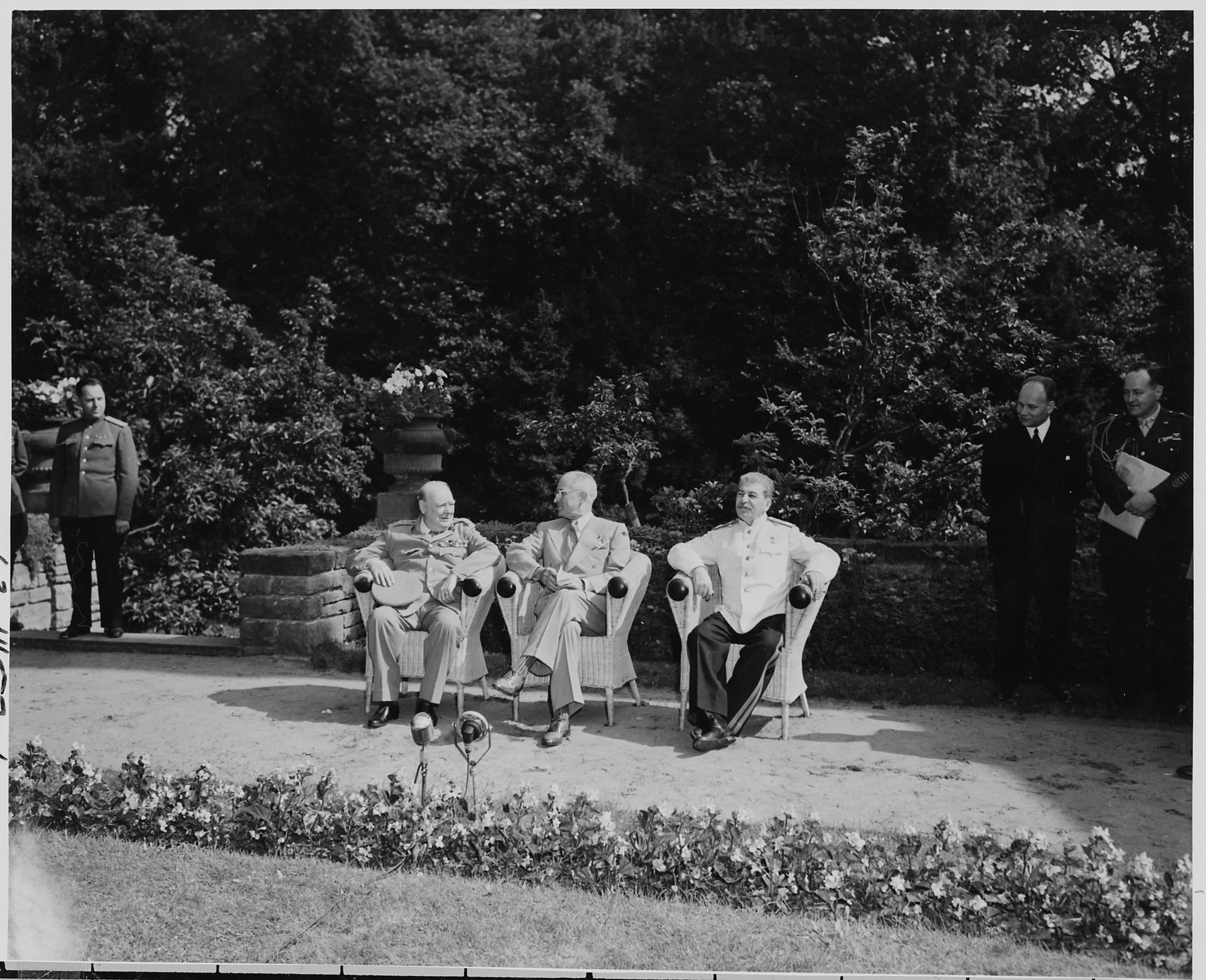
Churchill, Truman y Stalin durante la conferencia de Potsdam (1945).

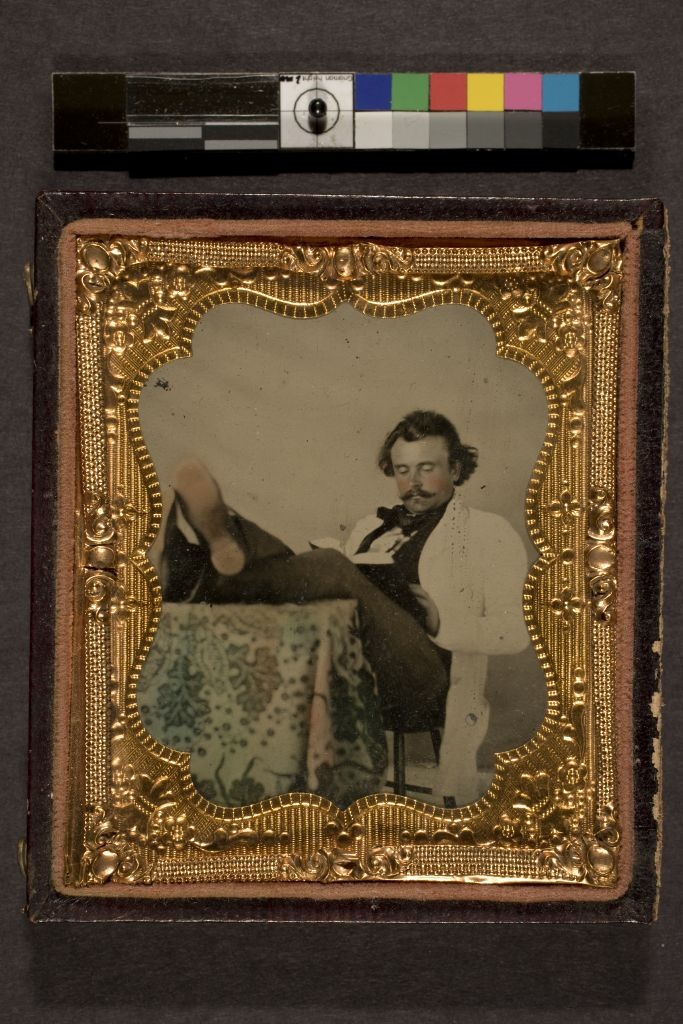
Fotografía coloreada de un hombre leyendo con los pies sobre una mesa (1865).

### En un asiento elevado
Cualquier superficie más o menos lisa a una apropiada altura puede usarse como asiento, haya sido o no fabricada con ese fin: sillas, sillones, sillitas, taburetes, escabeles, descalzadoras, posaderos, bancos, banquetas, banquillos, butacas, butacones, sofás, cheslones, poltronas, confidentes, escaños, cátedras, poyos, gradas, etc. Todas tienen en común que las nalgas se apoyan en la superficie del asiento, variando cómo se disponen las piernas, los brazos y la espalda.
El tronco puede mantenerse erguido, reclinarse hacia atrás, hacia adelante o hacia un lado.
En cuanto a la postura de las piernas, hay dos formas principales de sentarse: la primera, con una o ambas piernas delante de la persona sentada (más o menos juntas o separadas, o cruzada una sobre otra); la segunda, a horcajadas, con las piernas abiertas y dispuestas a cada lado del asiento, que queda entre ellas.
Los pies pueden descansar sobre el suelo o en un reposapiés, y quedar verticales, horizontales o inclinados. Si el asiento es demasiado alto (o la persona demasiado baja) los pies quedan colgando sin tocar el suelo.
"Poner los pies encima de la mesa" es una postura característica que, buscando la mayor comodidad, expresa el mayor grado de confianza o de imposición de la superioridad. Se considera de mala educación.

### Denominaciones orientales
En las tradiciones orientales hay distintas denominaciones para posturas sentadas: 正座 zhengzuo (la forma tradicional de sentarse en la China antigua, que difiere de otra denominada 跪座, en la que el empeine no toca el suelo), vajrasana ("posición del diamante, el asana o postura del yoga similar a la seiza japonesa), baddha konasana (llamada "postura del zapatero"), la posición del loto (en la que cada pie descansa en el muslo de la pierna opuesta, de modo que las plantas de los pies quedan hacia arriba), la posición birmana (una variante de la asana siddhasana, llamada así por las esculturas budistas en Birmania, en la que ambos pies se sitúan frente a la pelvis con las rodillas plegadas y tocando el suelo con los lados, los talones apuntan hacia la pelvis o hacia arriba, y los dedos se estiran de forma que el empeine yazca en el suelo; parece similar a la posición de piernas curzadas, pero los pies no se sitúan bajo el muslo de la pierna opuesta, de modo que las piernas no se cruzan, sino que cada pie se sitúa frente al otro).
En varias mitologías y en magia popular, la forma de sentarse es un acto mágico que conecta al sentado con otras personas, lugares o estados.

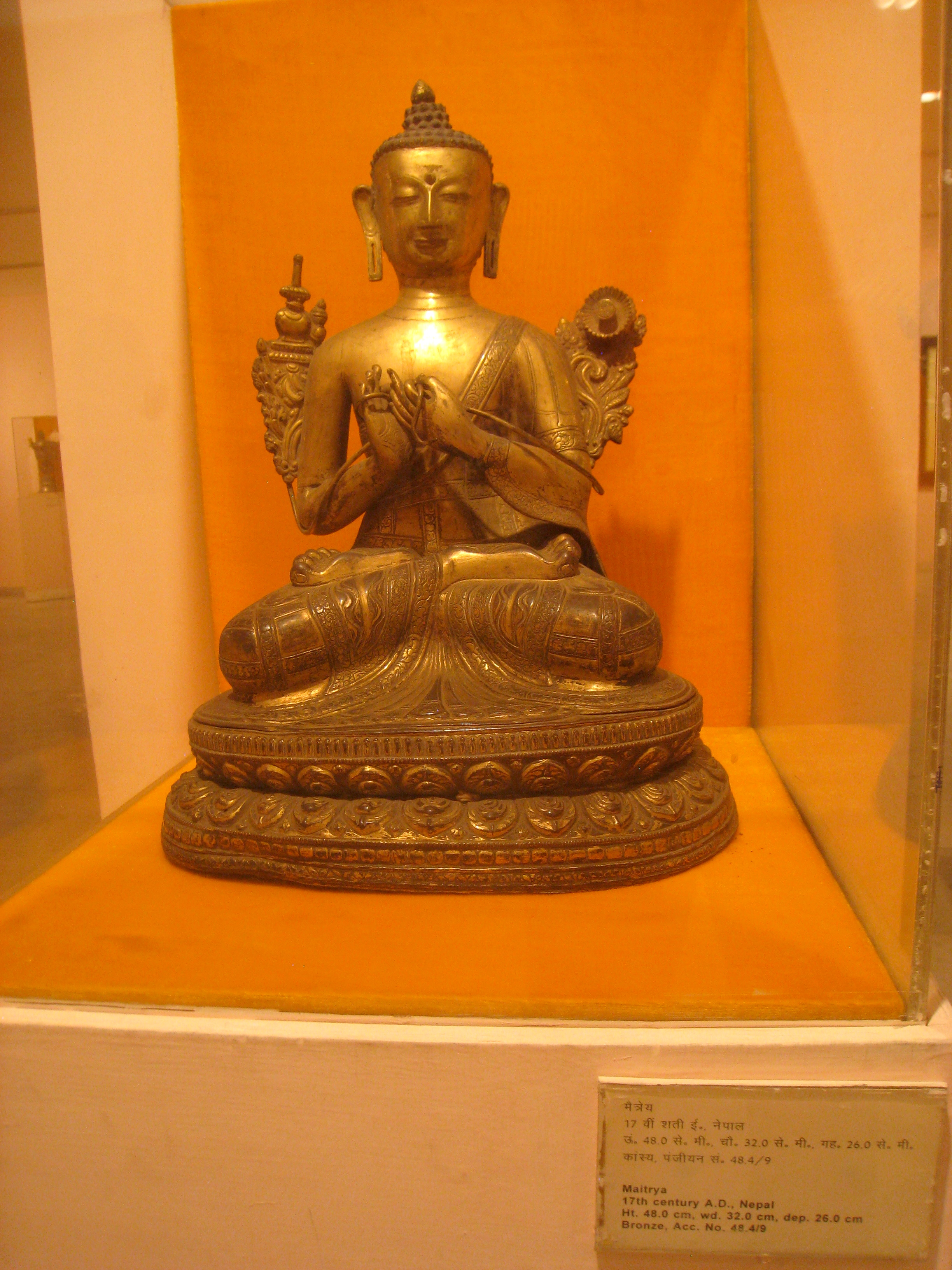
Estatua india de Buda, sentado con las piernas cruzadas.
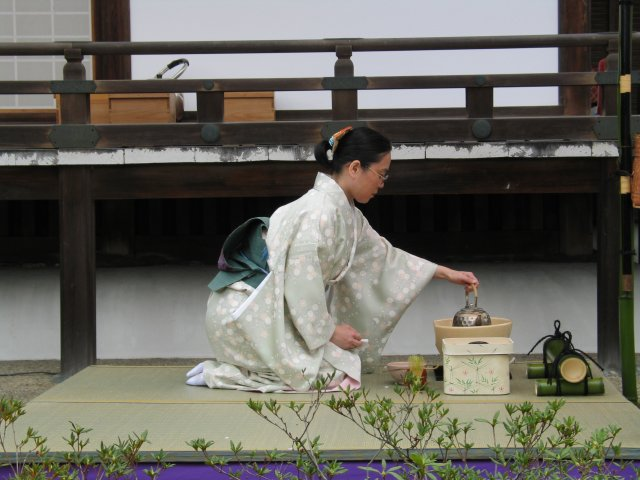
Ceremonia del té, que se realiza en la posición seiza.

## Prevalencia y riesgos para la salud

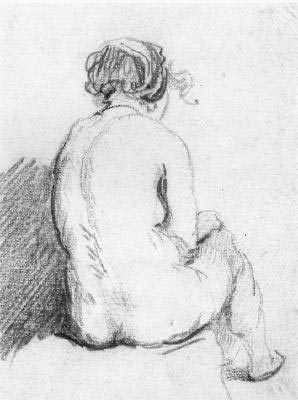
Desnudo femenino sentado de espaldas (escuela de Rembrandt, mediados del)

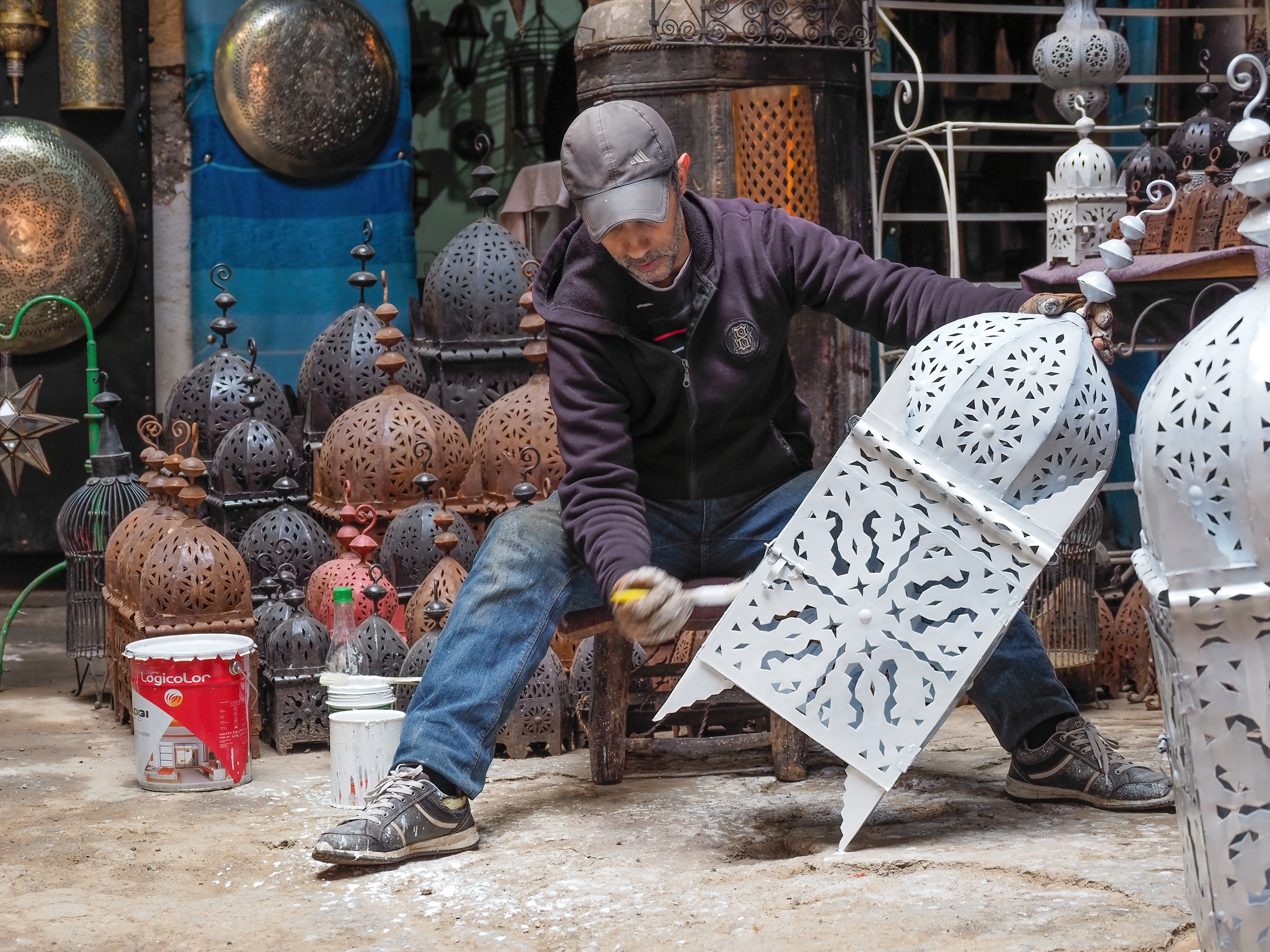
Artesano de la medina de Marrakech trabajando sentado en una silla baja

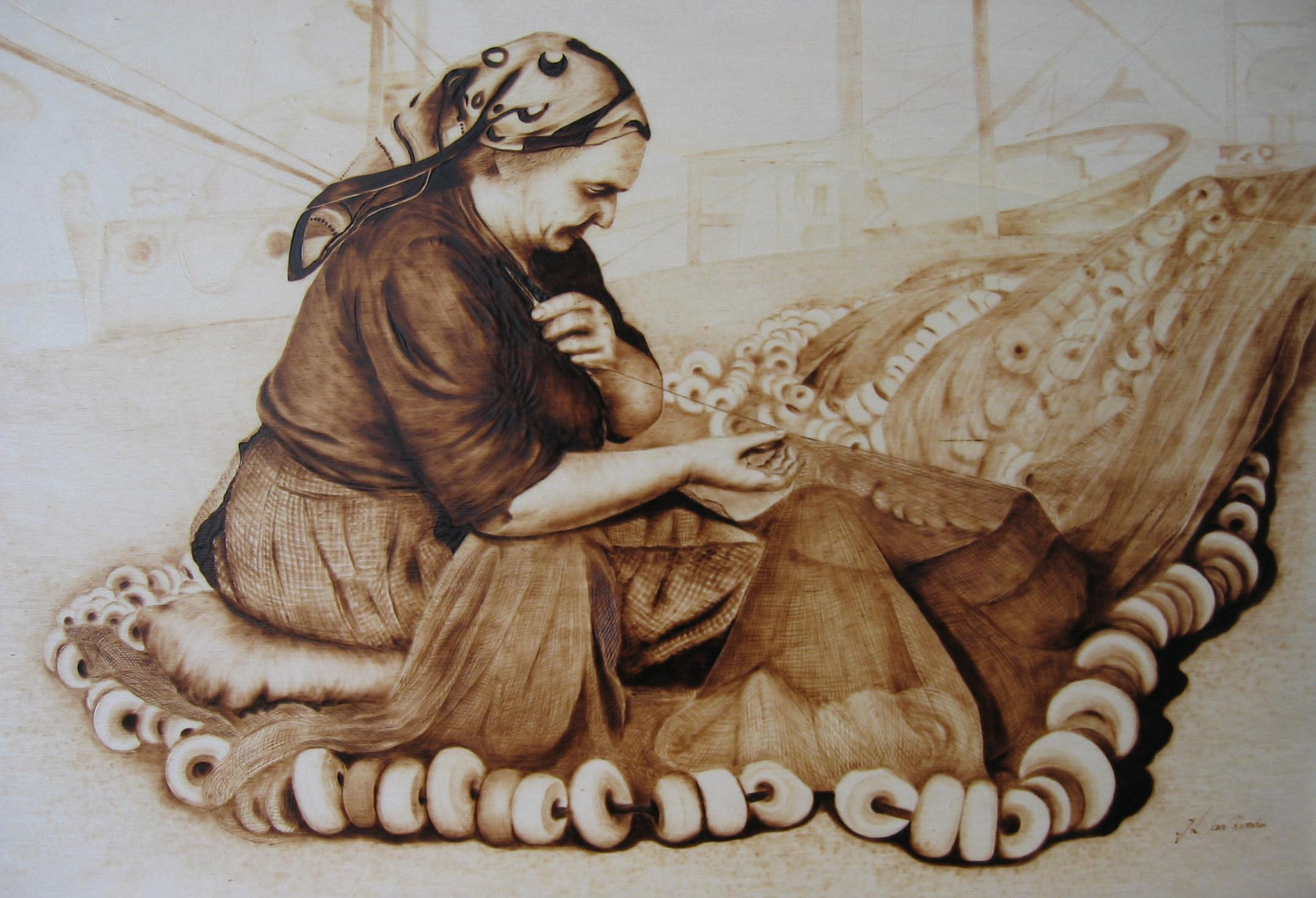
Mujer reparando redes de pesca sentada en un cojín sobre el suelo.

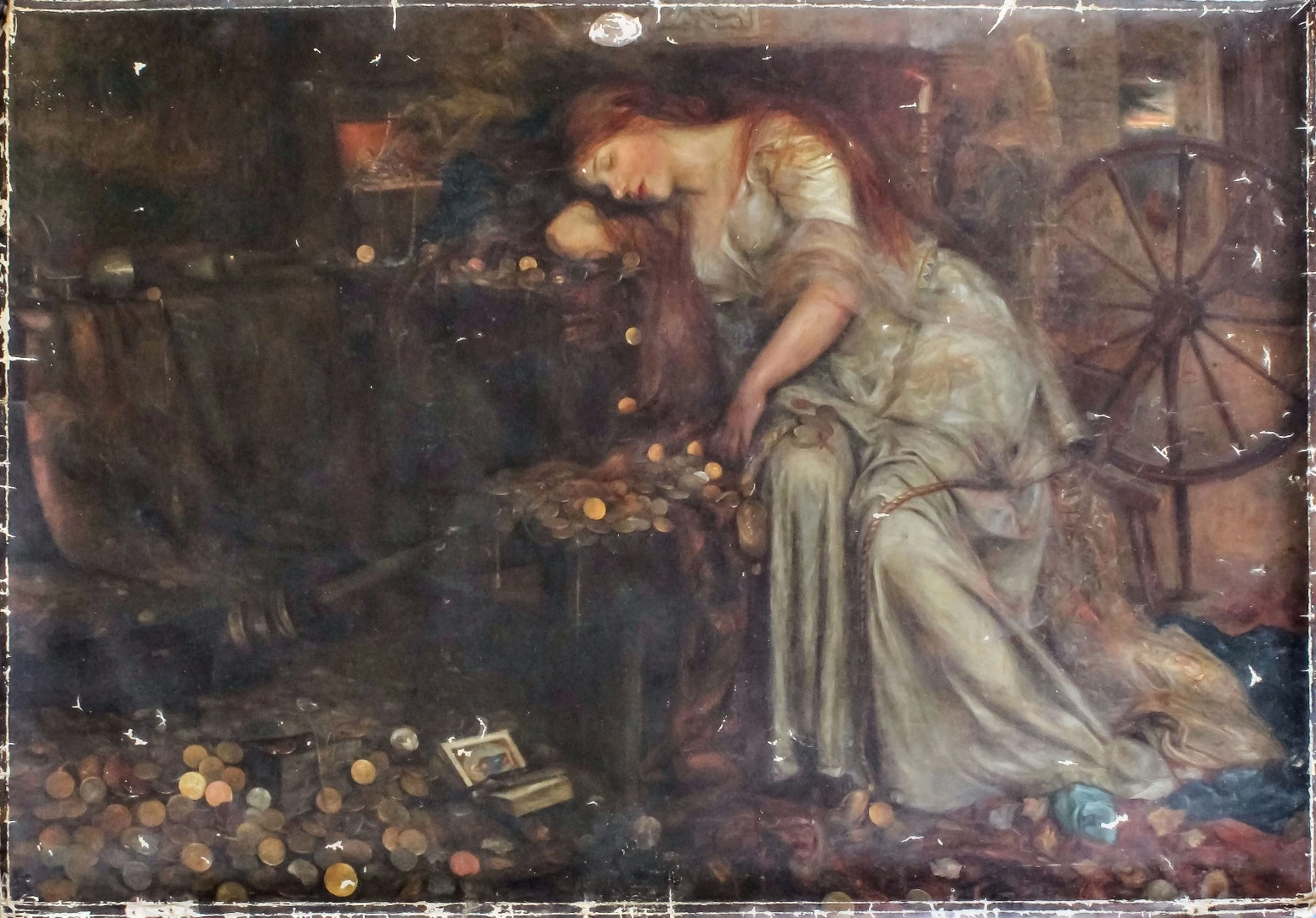
Una mujer se duerme sentada en su puesto de trabajo industrial. Ilustración (anónimo de escuela inglesa, al estilo de John William Waterhouse) para el poema The Miller's Daughter de Alfred Tennyson (1833-1842).

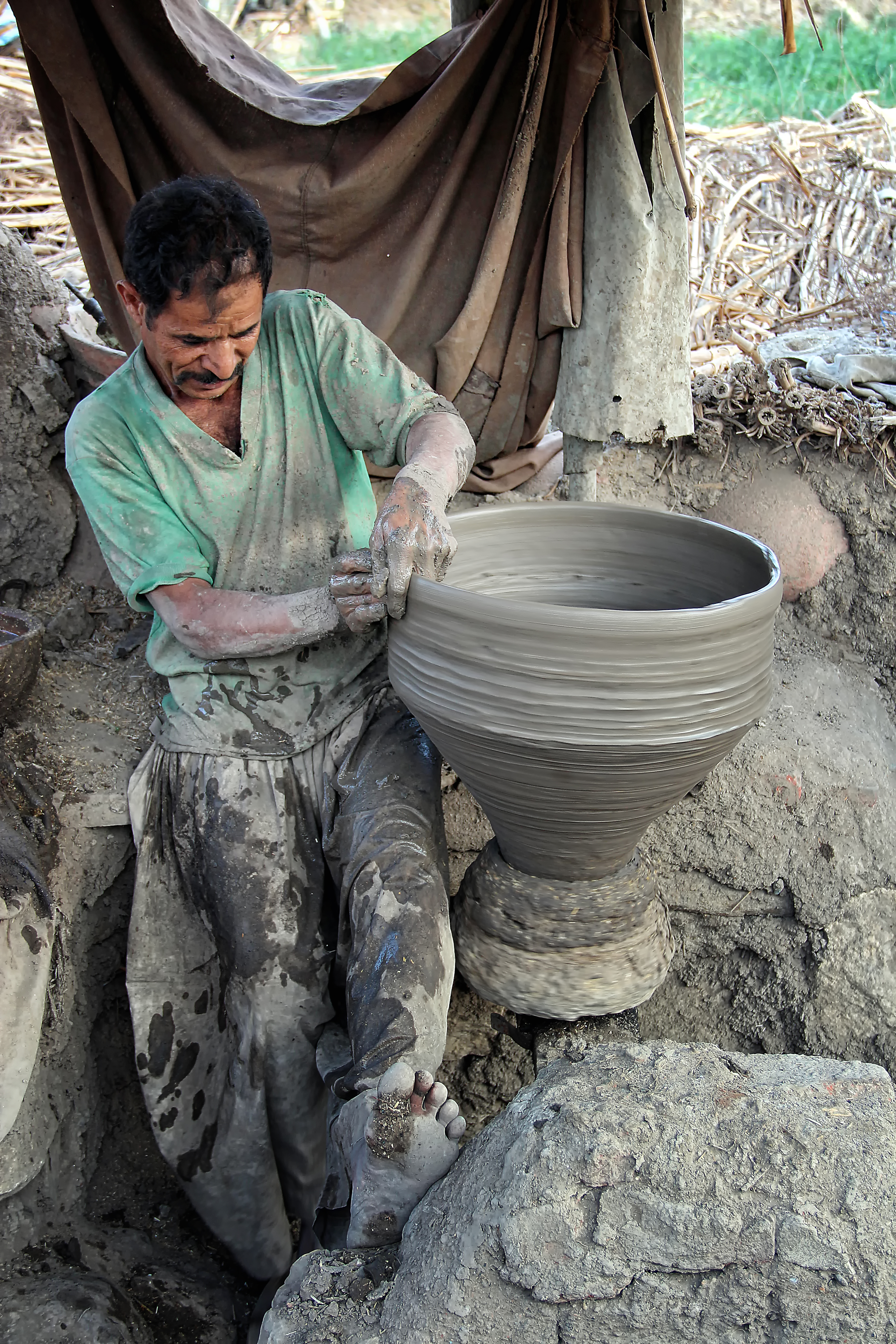
Alfarero trabajando sentado, con una pierna horizontal.

Ya en 1700, Bernardino Ramazzini (De Morbis Artificum Diatriba) consideraba sentarse en malas posturas una de las causas de las enfermedades de los "trabajadores en silla". Estudios actuales indican que hay una tasa de mortalidad significativamente mayor entre los que regularmente permanecen sentados durante periodos prolongados, riesgo que no se anula con el ejercicio, aunque desciende. Las causas de mortalidad y morbilidad incluyen enfermedad cardiaca, obesidad, diabetes tipo 2 y varios tipos de cáncer. La relación entre la postura sentada y enfermedades como las cardiovasculares y la diabetes está bien establecida, pero el riesgo de mortalidad por cáncer no ha quedado aclarado. El tiempo de postura sentada también se asocia con un riesgo incrementado de depresión en niños y adolescentes. Se ha demostrado la correlación entre postura ocupacional sentada y alto índice de masa corporal, pero no se ha establecido la causalidad. Se han propuesto varias hipótesis para explicar por qué la postura sentada es un riesgo para la salud, como cambios en el gasto cardiaco, vitamina D, inflamación, actividad de hormonas sexuales, actividad de la lipoproteinlipasa y actividad de la GLUT4 debido a largos periodos de descarga muscular, entre otras.

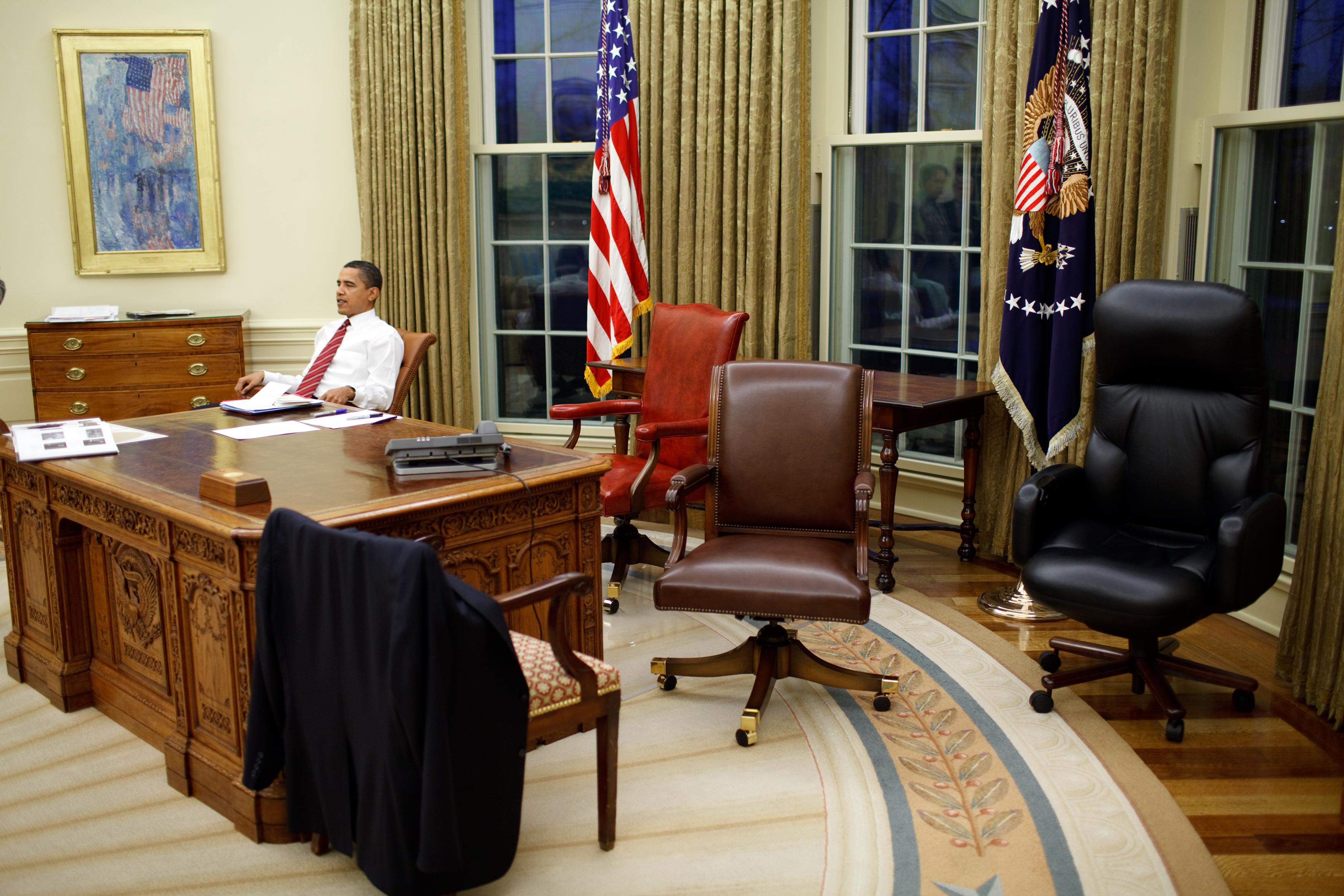
Barack Obama probando diferentes sillas de oficina en el Despacho Oval de la Casa Blanca (2009).

Permanecer sentado mucho tiempo (lo que se asocia con una forma de vida físicamente poco activa, calificada significativamente de "sedentaria") puede acarrear riesgos para la salud, incluso mayores tasas de mortalidad. Según un estudio, el 47% de la población adulta del mundo permanece sentada una media de 4.7 horas al día; cifra que es superior en algunos países: la British Chiropractic Association calculó en 2006 que el 32% de la población británica pasaba sentada más de diez horas al día.

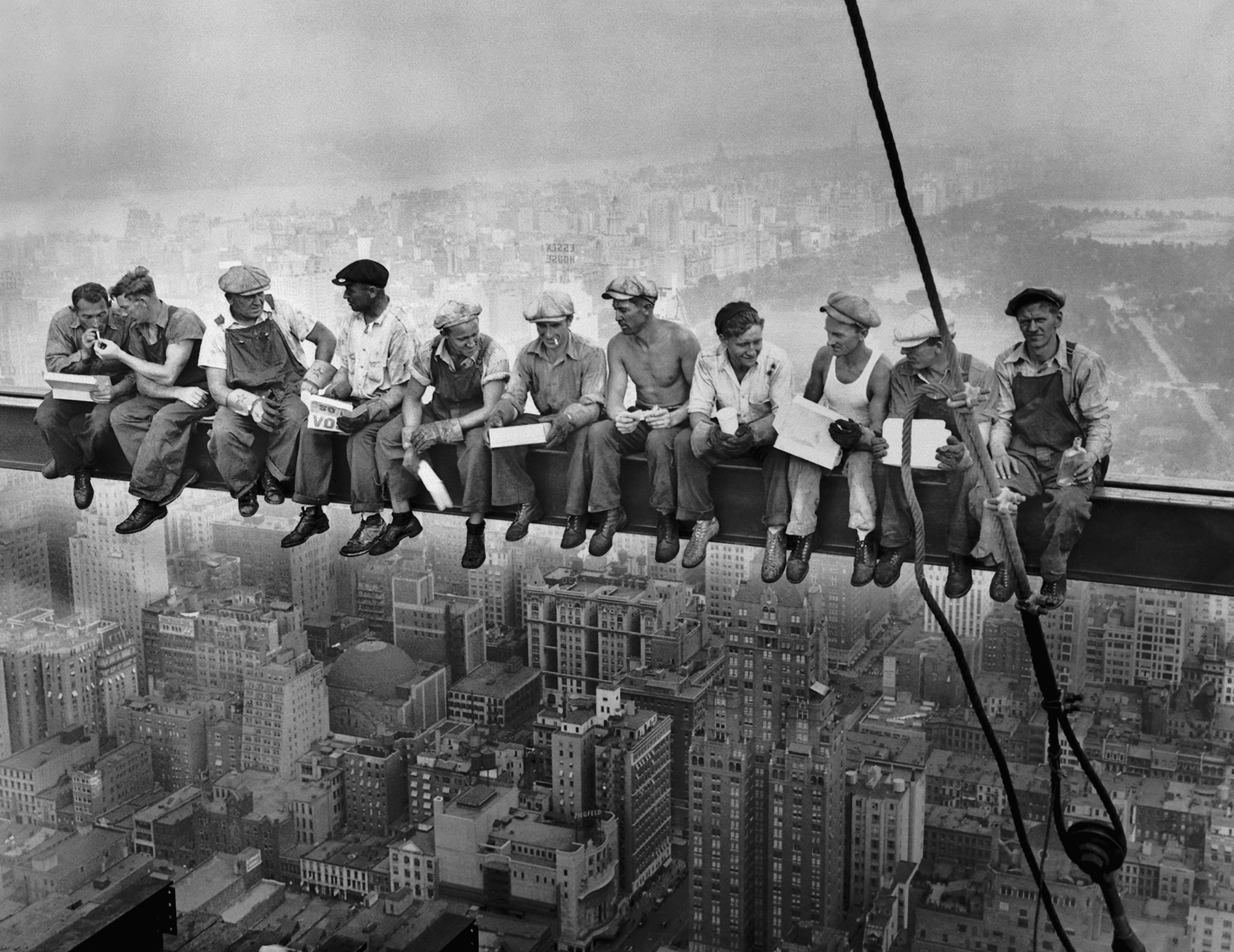
Lunch atop a Skyscraper (Nueva York, 1932).

En los países desarrollados los trabajadores pueden pasar más de la mitad de su jornada laboral sentados. Los programas de salud laboral para reducir esa exposición desarrollan varias estrategias: aconsejamiento, cambios en la política de lugar de trabajo, pausas en el trabajo, reuniones que se tienen de pie o andando, mesas o escritorios elevables que permiten trabajar de pie (sit-stand desk, standing desk, stand-up desk, en francés bureau debout), dispositivos que permiten andar mientras se trabaja (incluso mesas de trabajo que incorporan una cinta de andar -treadmill desk-), balones terapéuticos para sentarse, etc. Los resultados de tales programas no son ambivalentes, pero hay una moderada evidencia que muestra que cambios en la sillas (ajustar la biomecánica de la silla o usar diferentes tipos de silla) puede reducir efectivamente los síntomas musculoesqueléticos en trabajadores que pasan sentados la mayor parte de su jornada.
Los programas de salud pública suelen enfocarse en el incremento de la actividad física más que en reducir el tiempo de estar sentado. Uno de los objetivos principales de estos programas de salud pública es el asiento en el lugar de trabajo. Por ejemplo, la OMS en Europa recomendó en 2015 la adopción de mesas ajustables en el puesto de trabajo. Hay pruebas contradictorias de los riesgos precisos que acarrea el permanecer sentado por largos periodos. Un informe Cochrane de 2018 encontró evidencia de baja calidad de que dar la opción de una mesa o escritorio que permita trabajar de pie pudiera reducir el tiempo en que los trabajadores permanecen sentados durante el primer año. Esa recucción del tiempo de estar sentado puede decrecer con el tiempo, y no hay prueba de que esas mesas sean efectivas a largo plazo. Por su parte, un estudio sistemático del British Journal of Medicine en 2018 concluyó que las intervenciones enfocadas en reducir el tiempo de estar sentado fuera del trabajo solo tuvieron un resultado modesto. No está claro cómo la introducción de escritorios elevables, comparado con otras intervenciones en el puesto de trabajo, reducen la cantidad de tiempo que el trabajador permanece sentado durante su jornada laboral.

Trabajador de oficina sentado, hablando por teléfono, delante de un cliente.
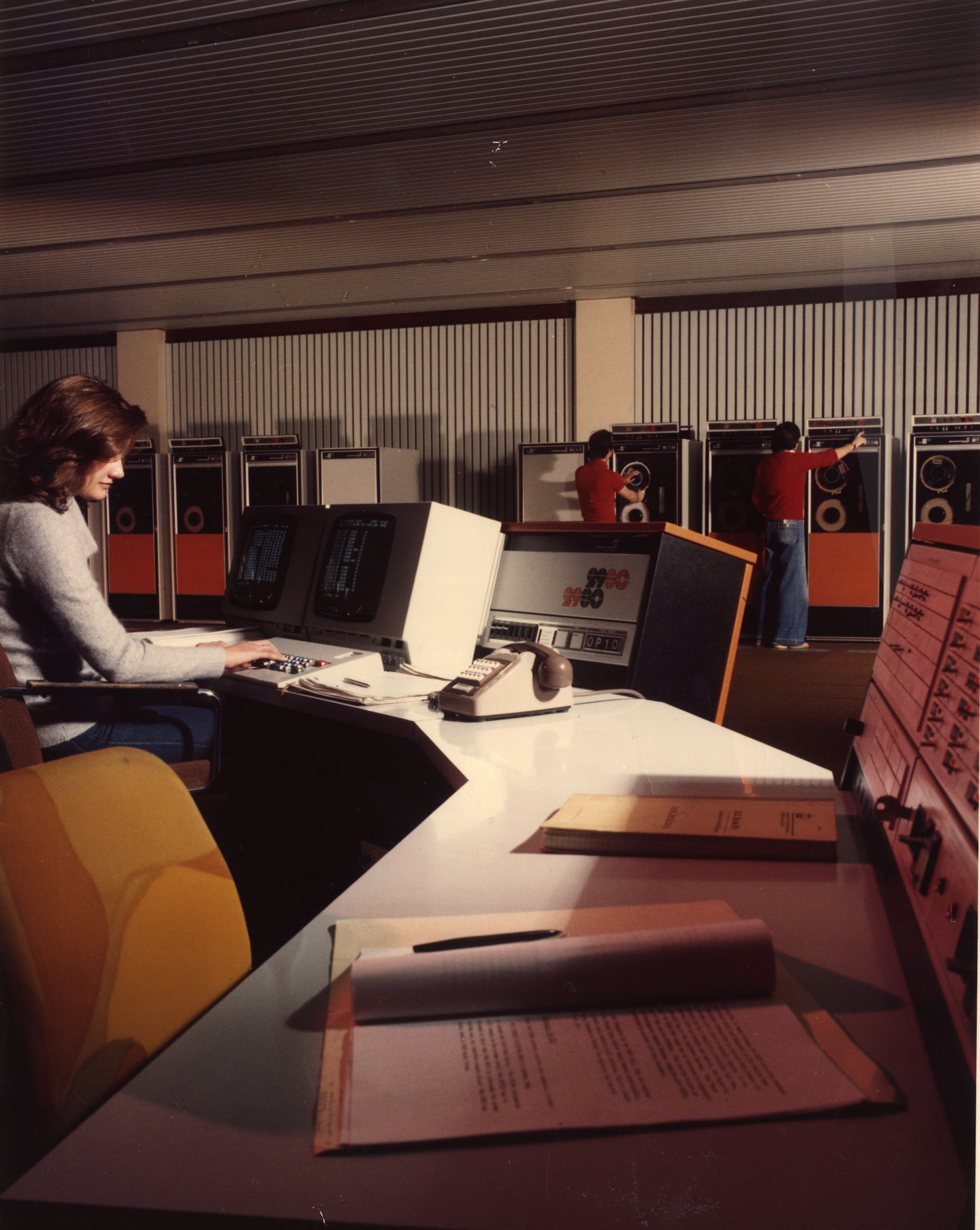
Puesto de trabajo sentado ante una pantalla de ordenador, en los años 1970.
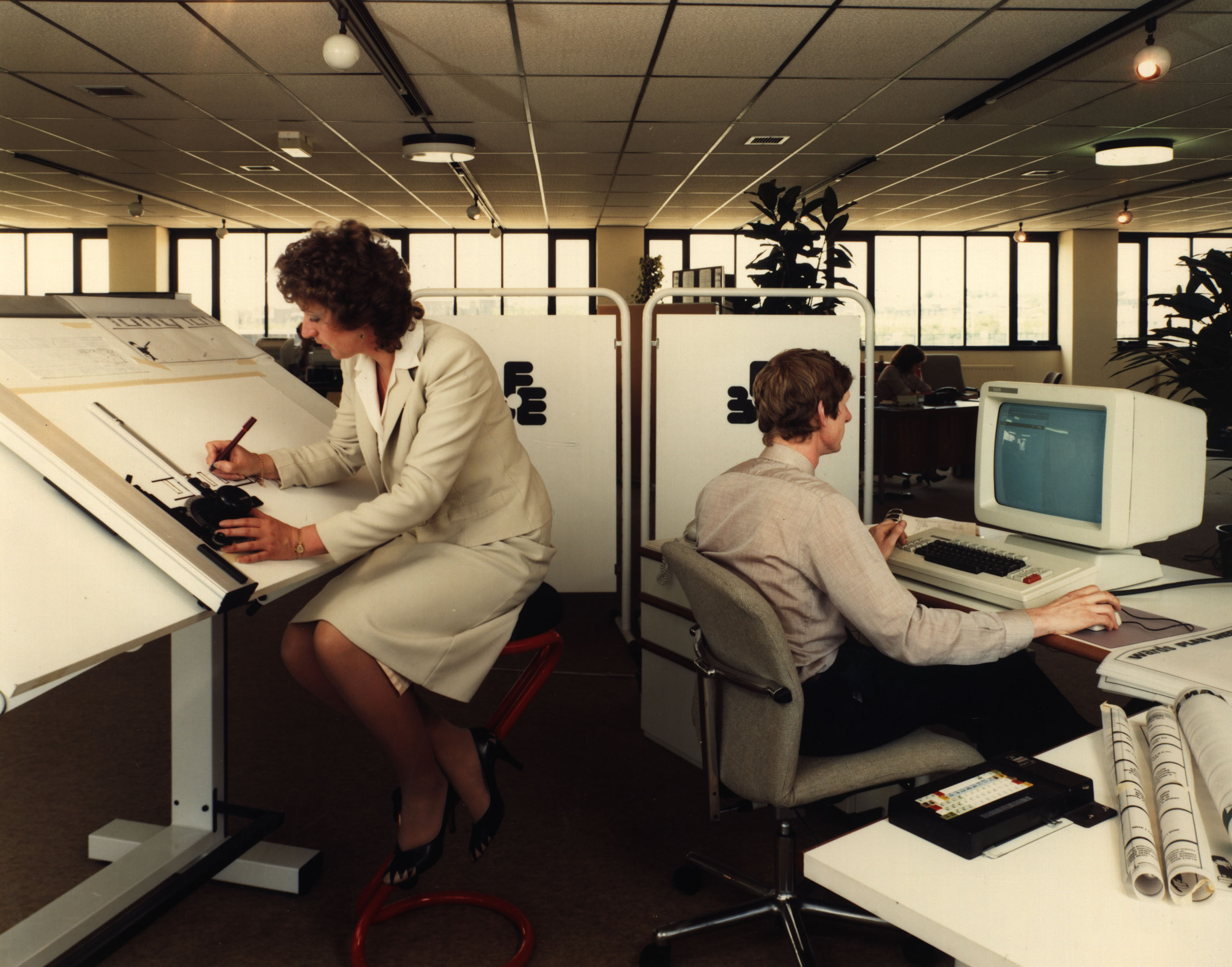
Trabajadores sentados ante una mesa de dibujo y una pantalla de ordenador, en los años 1970.
Posición de trabajo sentado ante dos pantallas (2007).
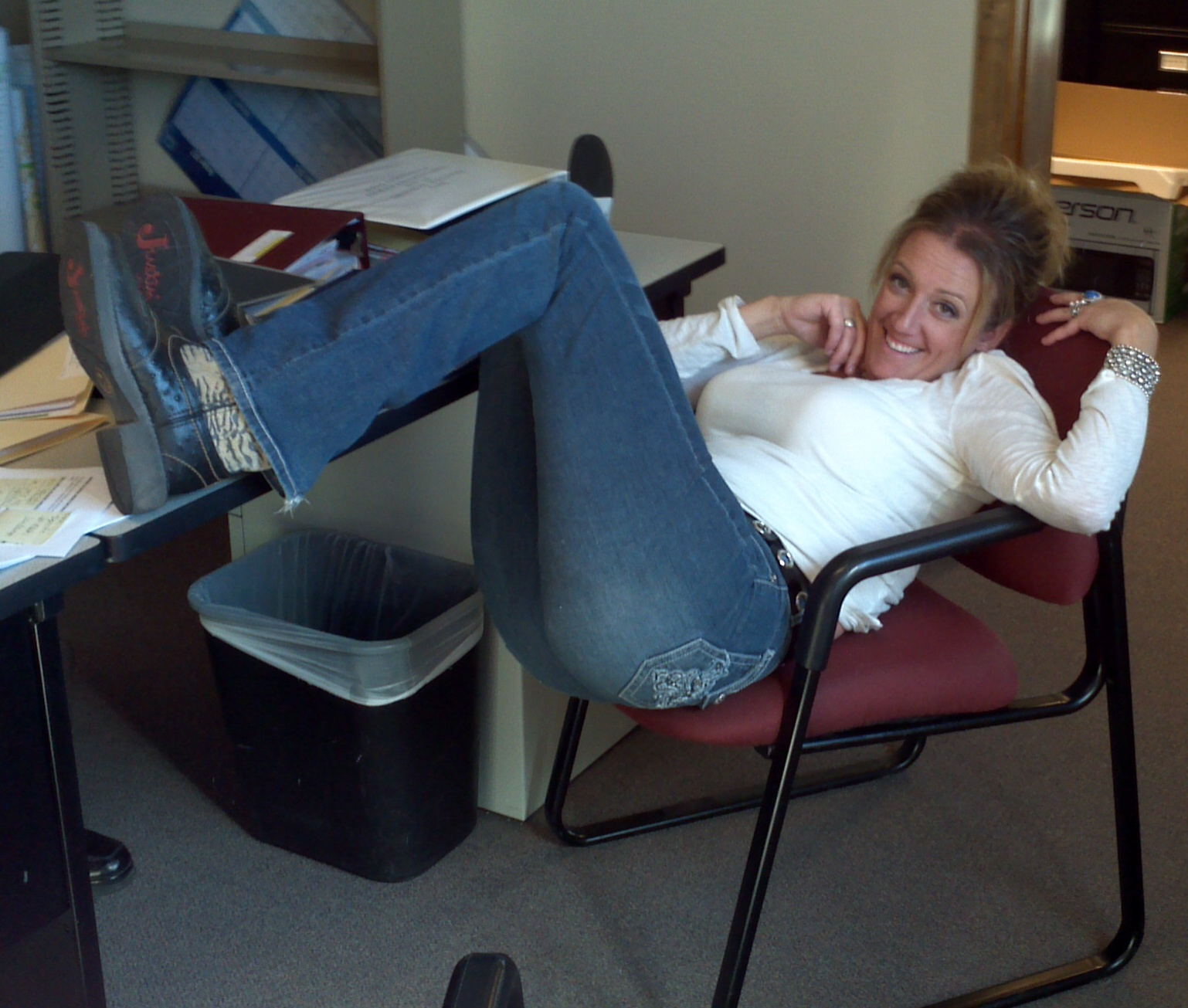
Postura sentada extravagante ante la mesa de trabajo.
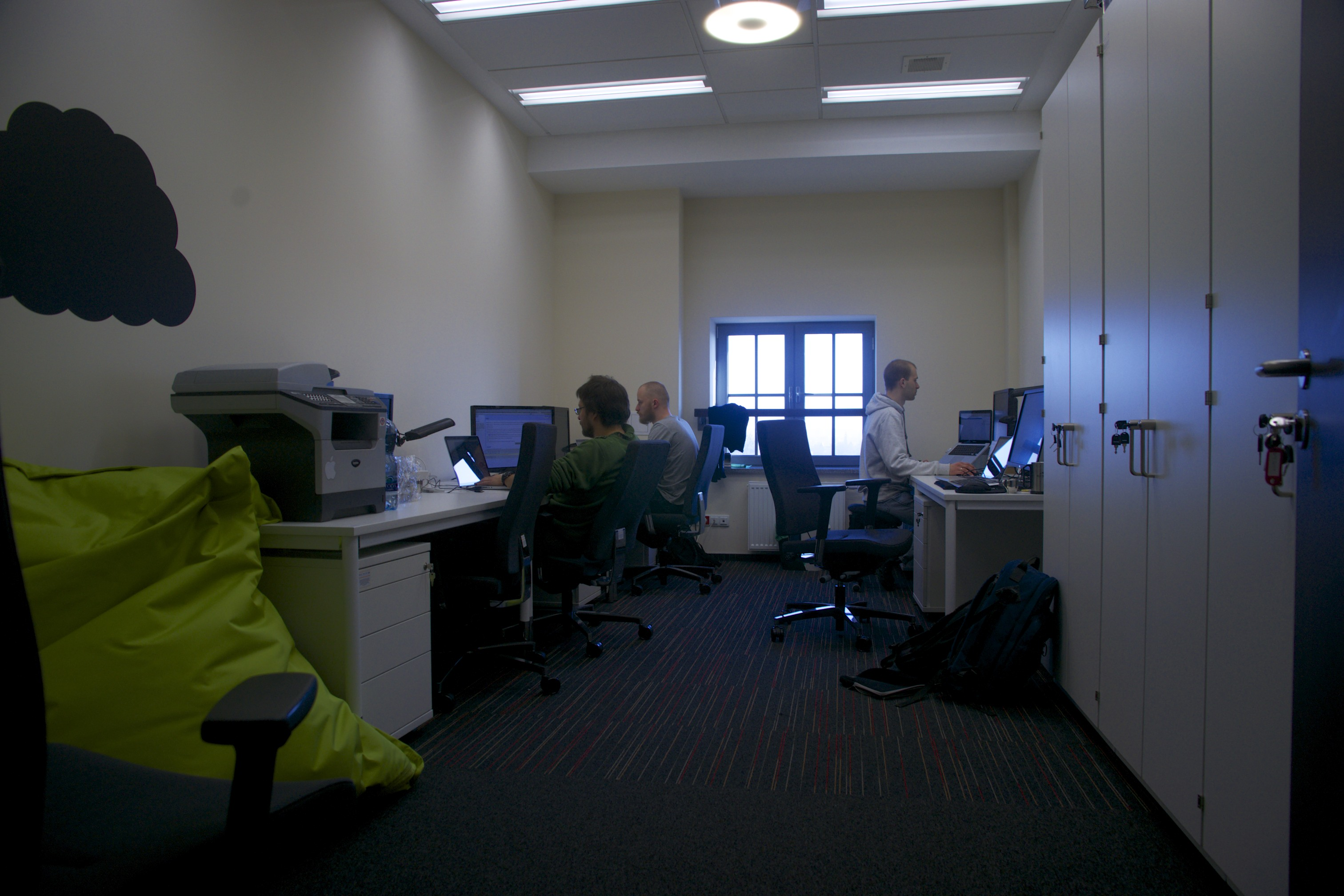
Trabajadores en una oficina de Wikidot (Polonia, 2014).

### Relación entre postura y condiciones de salud
Aunque la mayor parte de los estudios hasta ahora relacionaban las posturas del cuerpo humano con varias enfermedades musculoesqueléticas, recientes investigaciones muestran que no hay relación causal potencial entre posturas y condiciones de salud como el dolor de espalda; y que otras causas, como la privación del sueño, el estrés y la inactividad física prolongada o estrés postural antinatural estático podrían ser factores de confusión significativos para varias de esas condiciones de salud. Por su parte, algunas investigaciones muestran que una posición encorvada prolongada puede ser causa de desórdenes de la respiración menores. Aunque todavía una gran proporción de los que ejercen la práctica clínica consideran que la causa principal del dolor de espalda y de cuello es no adoptar la denominada postura espinal neutral, no se ha establecido claramente que exista tal relación (de hecho ni siquiera hay consenso en definir qué postura sea). También se piensa que la mayor parte de los casos la llamada "mala postura" de los pacientes es de hecho es de hecho  estrés postural que puede estar causado por la mala ergonomía del diseño de la silla de trabajo, y por tanto no sería un problema postural el que causa el dolor. La llamada "joroba digital" (iHunch) es un ejemplo de estrés postural que puede causar dolor de espalda y de cuello, y que se ha convertido en prevalente en las recientes generaciones y en los trabajadores que se sientan por un tiempo prolongado delante de pantallas. Los confusos conceptos de "buena y mala postura" ha llevado a la idea errónea común de que sentarse en una buena postura puede aliviar los efectos negativos que están asociados necesariamente al hecho de estar sentado.

Sentados en una reunión de trabajo.
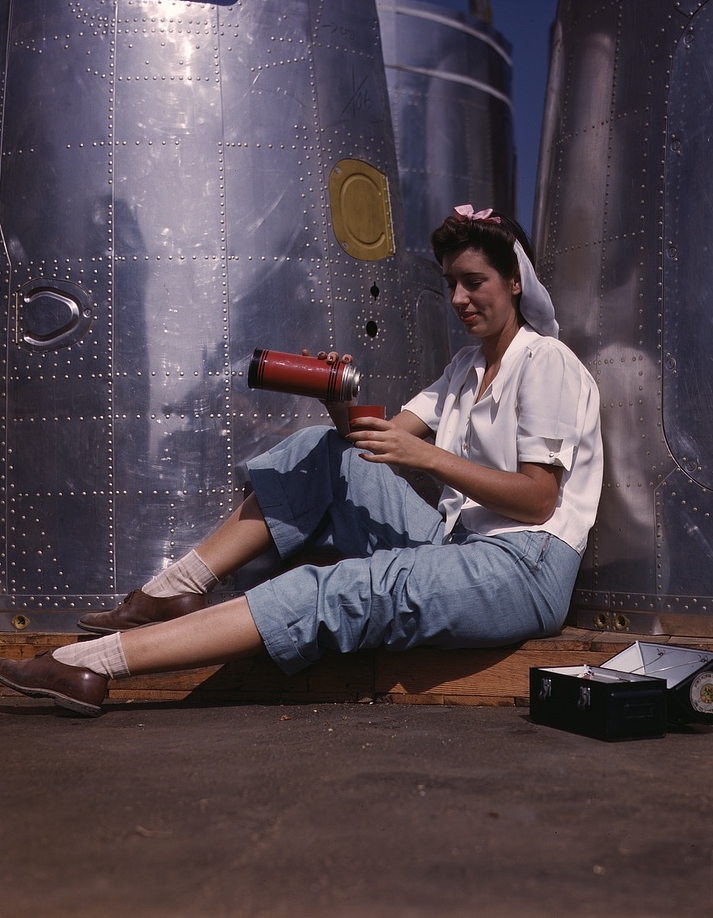
Trabajadora de Douglas Aircraft Company (Long Beach, California) sentada sobre una plataforma ligeramente elevada sobre el suelo en una pausa laboral (1942).
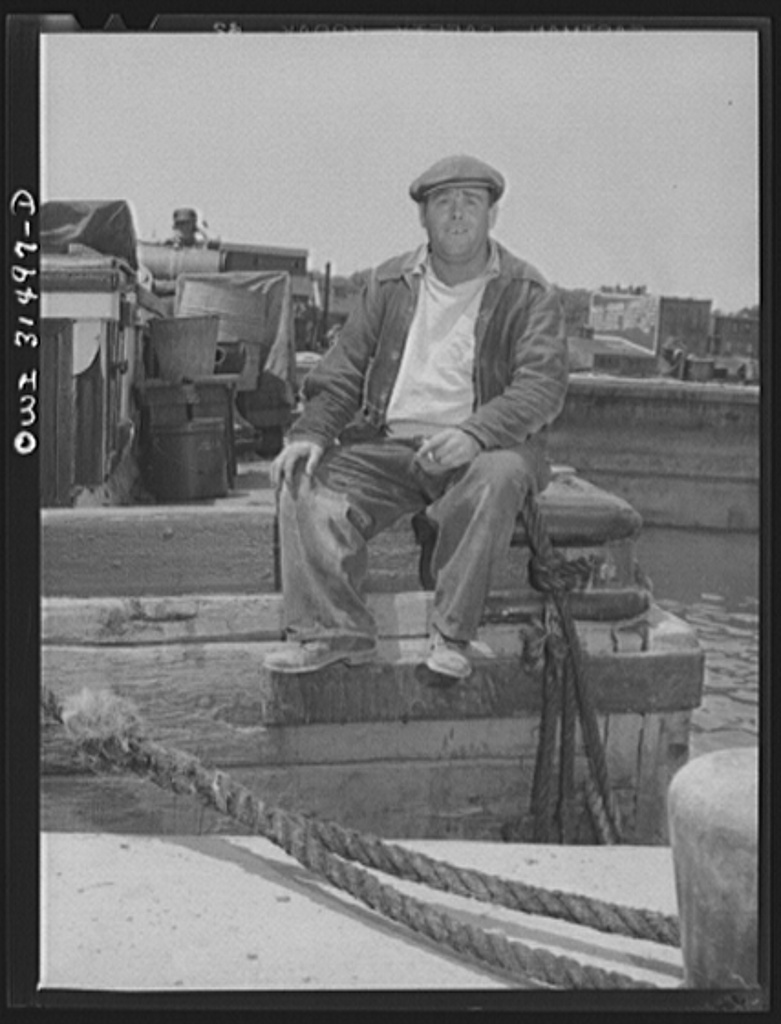
Trabajador del puerto de Oswego (Nueva York) en una pausa laboral, sentado al borde de un muelle con los pies colgando (1943).
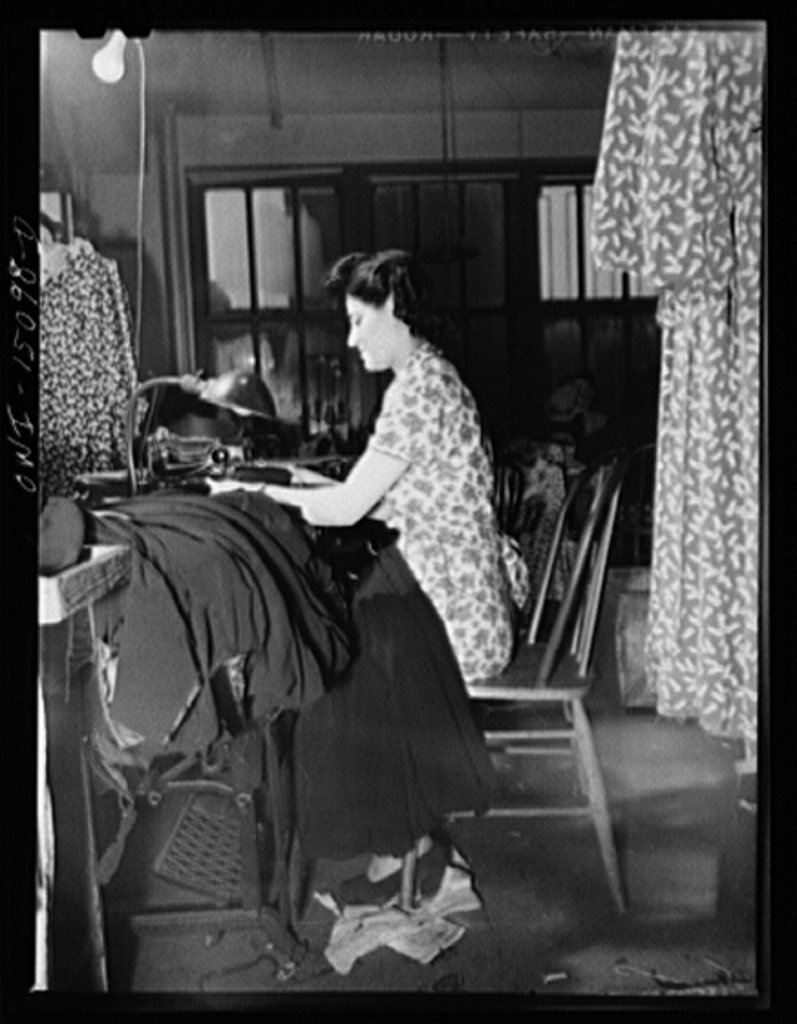
Trabajadora de la N.M. Press Company (Nueva York) sentada ante una máquina de coser (1943).
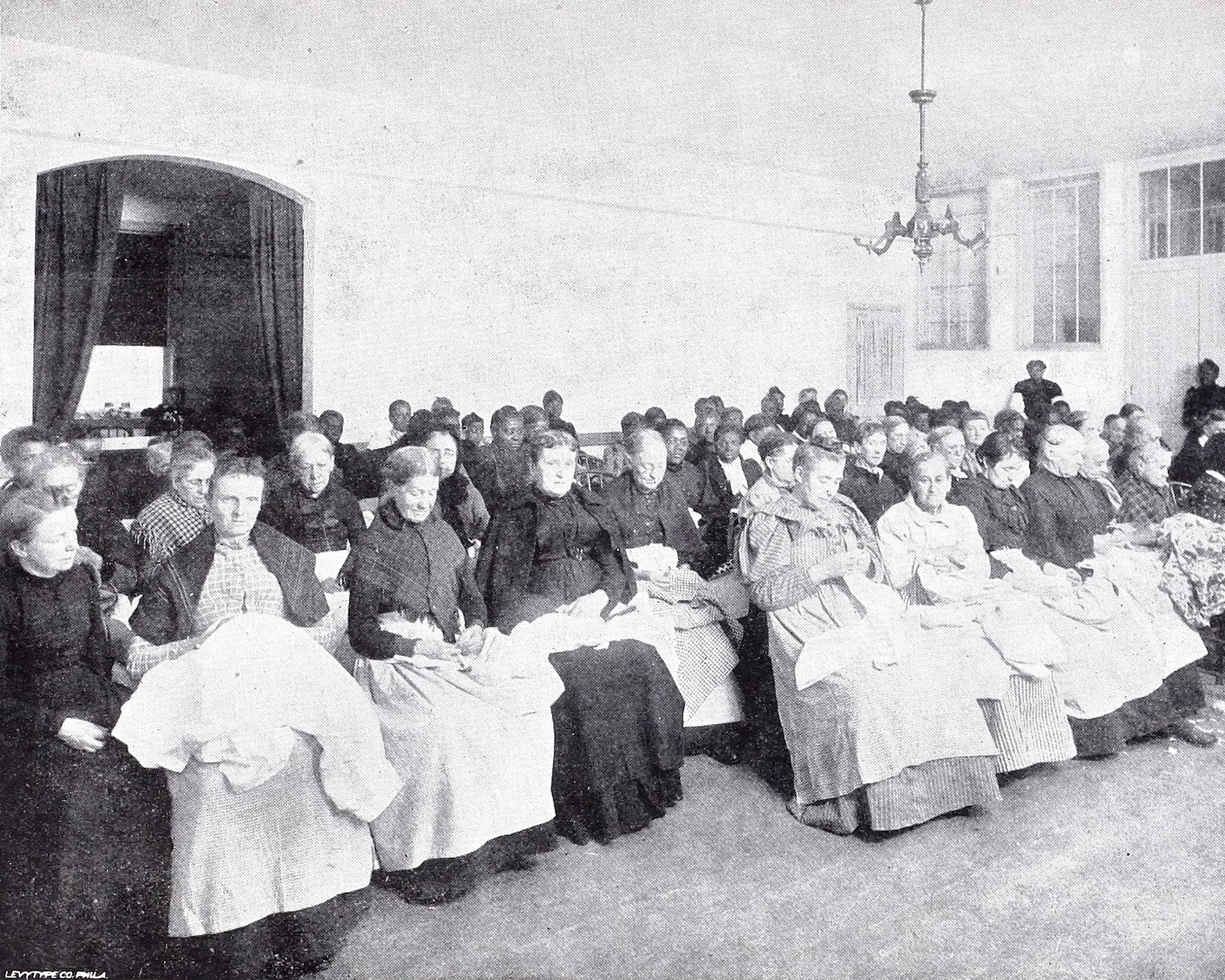
Sala de costura de mujeres en la House of Industry de Filadelfia (1898).
Cajeros del supermercado Yonghui (Tongzhou, Beijing, 2020).

### Comportamiento sedentario

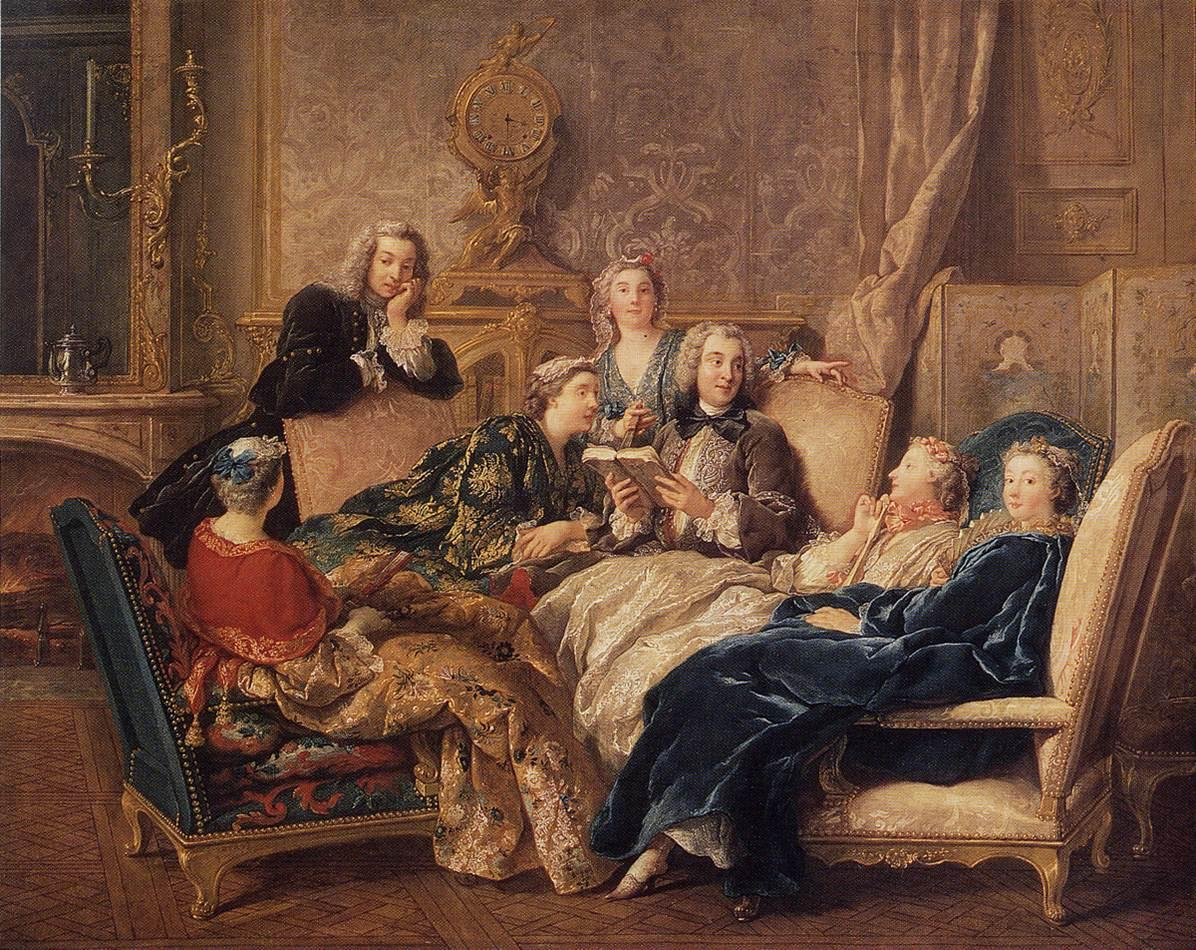
Mujeres reclinándose en sus asientos, de Jean-François de Troy.

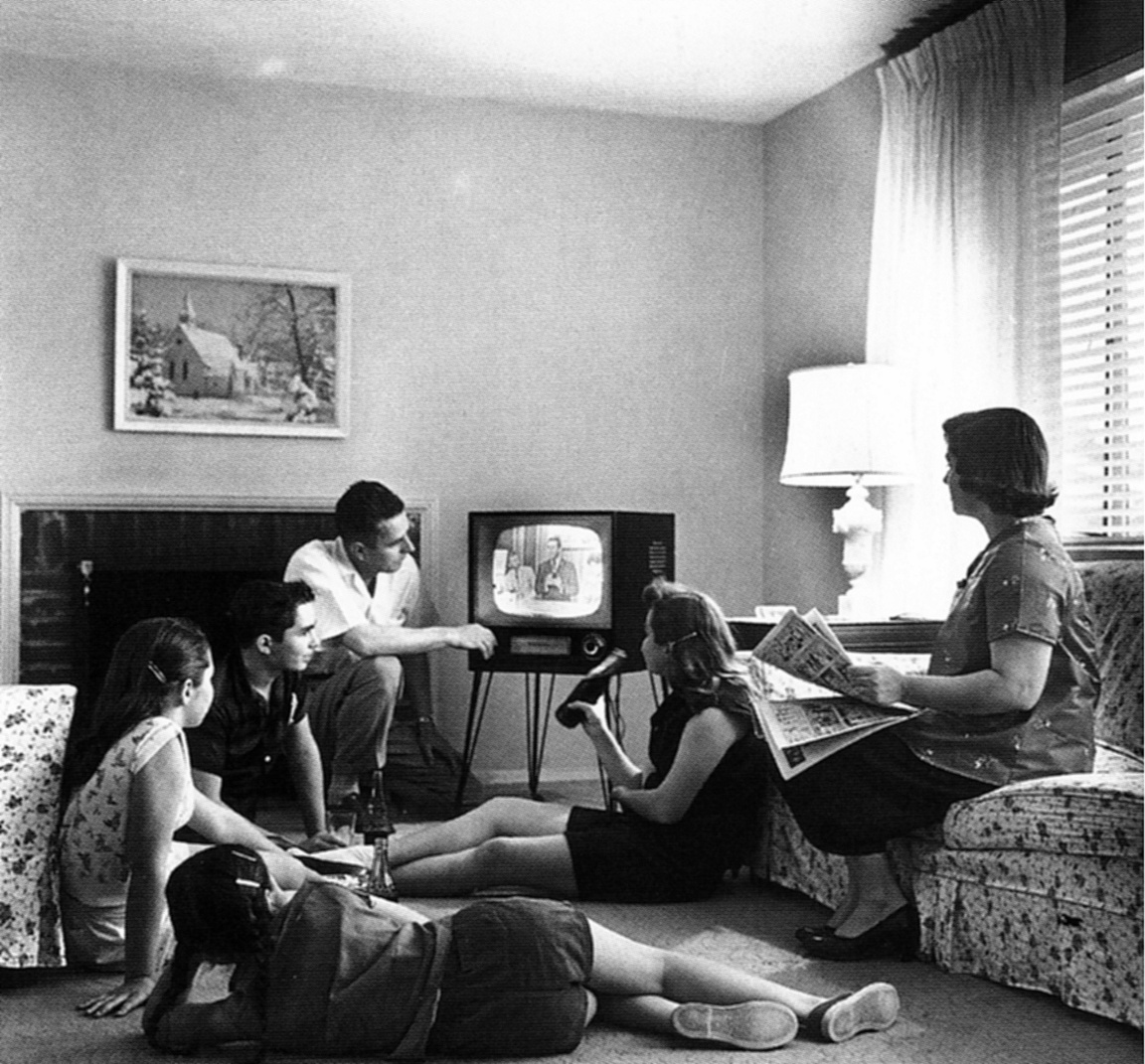
Familia viendo la televisión, en distintas posturas sentadas (Estados Unidos, ca. 1958).

Se define como comportamiento sedentario cualquier comportamiento durante la vigilia, sea en posición sentada o reclinada, en la que el gasto energético sea menor o igual a 1.5 MET. La unidad MET  (metabolic equivalent of task -"equivalente metabólico de tarea") expresa el coste energético de las actividades físicas, y se define como una tasa de metabolismo basal: la energía que usa una persona en estado de descanso, sentada quieta en una silla; o como la cantidad de oxígeno (O2) consumida por tal persona. El MET para un adulto que pese 70 kg es igual a 3.5 ml O2 por kg de peso corporal por minuto.
Debe diferenciarse el comportamiento sedentario con estar inactivo, que sería realizar una cantidad insuficiente de MVPA (moderate to vigorous physical activity -"actividad física de moderada a vigorosa"-). La Organización Mundial de la Salud recomienda al menos 60 minutos de MVPA al día para niños y adolescentes entre 5 y 17 años, y 150 minuos de MVPA a la semana para adultos.
El comportamiento sedentario no se identifica totalmente con el tiempo pasado ante pantallas (screen time), aunque algunos investigadores han comprobado que niños y adolescentes pasan mucho tiempo de su vigilia en una posición sedentaria en ese tipo de consumo (media consumption).

## Derecho a sentarse en el lugar de trabajo
El derecho a sentarse en el lugar de trabajo se ha definido como un derecho laboral en muchos países, y está incluido en el Convenio sobre la higiene (comercio y oficinas) de la OIT de 1964, que está ratificado por 53 países (dato de 2023).

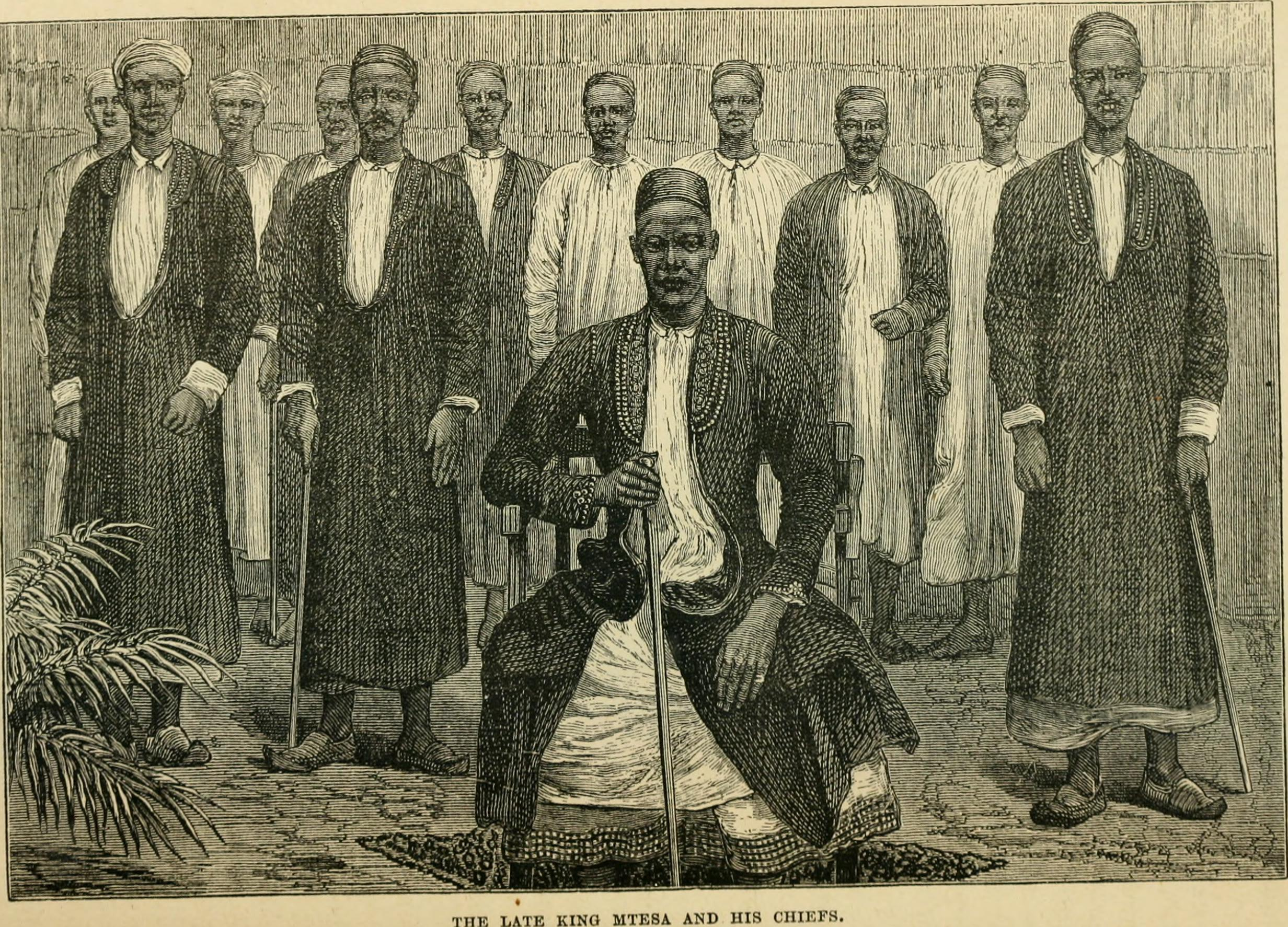
Imagen para ilustrar la sección "Los habitantes de África" en The world's inhabitants... (1888).

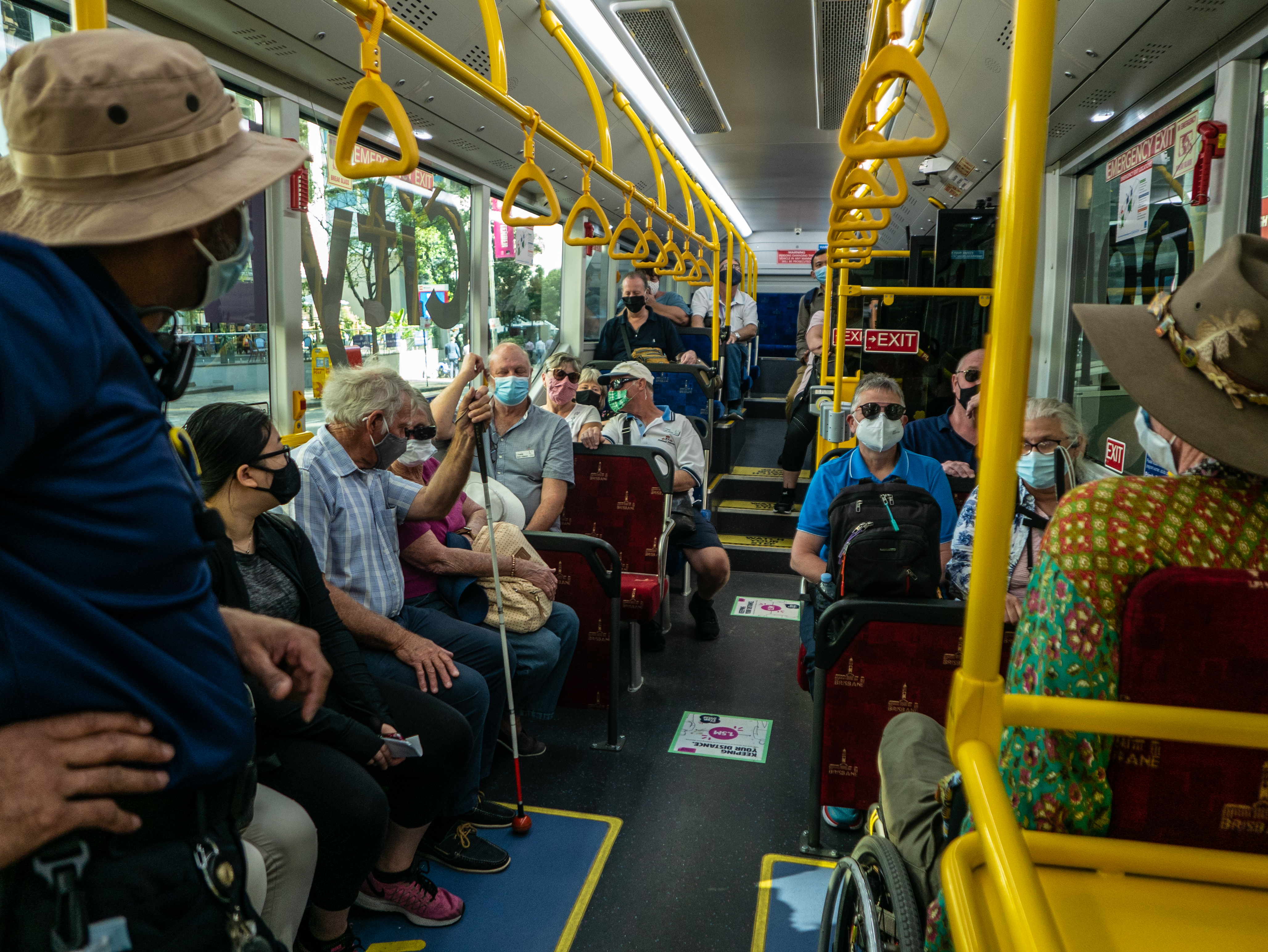
Viajeros sentados en un transporte público.

## Protocolo y prelación
Quién tiene derecho a permanecer sentado y en qué posición es uno de los asuntos más delicados del protocolo o etiqueta, puesto que es un símbolo de jerarquía.

### Transportes públicos
Ceder el asiento en los transportes públicos a los ancianos o a las personas con mayor necesidad de sentarse por condiciones de salud es uno de los rasgos tradicionales de cortesía o buena educación. En algunos casos los responsables de los transportes recuerdan a los viajeros la conveniencia de hacerlo o incluso reservan algunos asientos para su uso preferente por esos colectivos. Ha pasado a ser obsoleta la costumbre de ceder el asiento a las mujeres. El comportamiento denominado en inglés manspreading (sentarse con las piernas abiertas, en los varones), además de desconsiderado y molesto para los demás viajeros, es considerado un micromachismo.
La discriminación por raza en el derecho a sentarse en los transportes públicos de Estados Unidos suscitó una de las más destacadas movilizaciones del movimiento por los derechos civiles, protagonizado por Rosa Parks (1955).

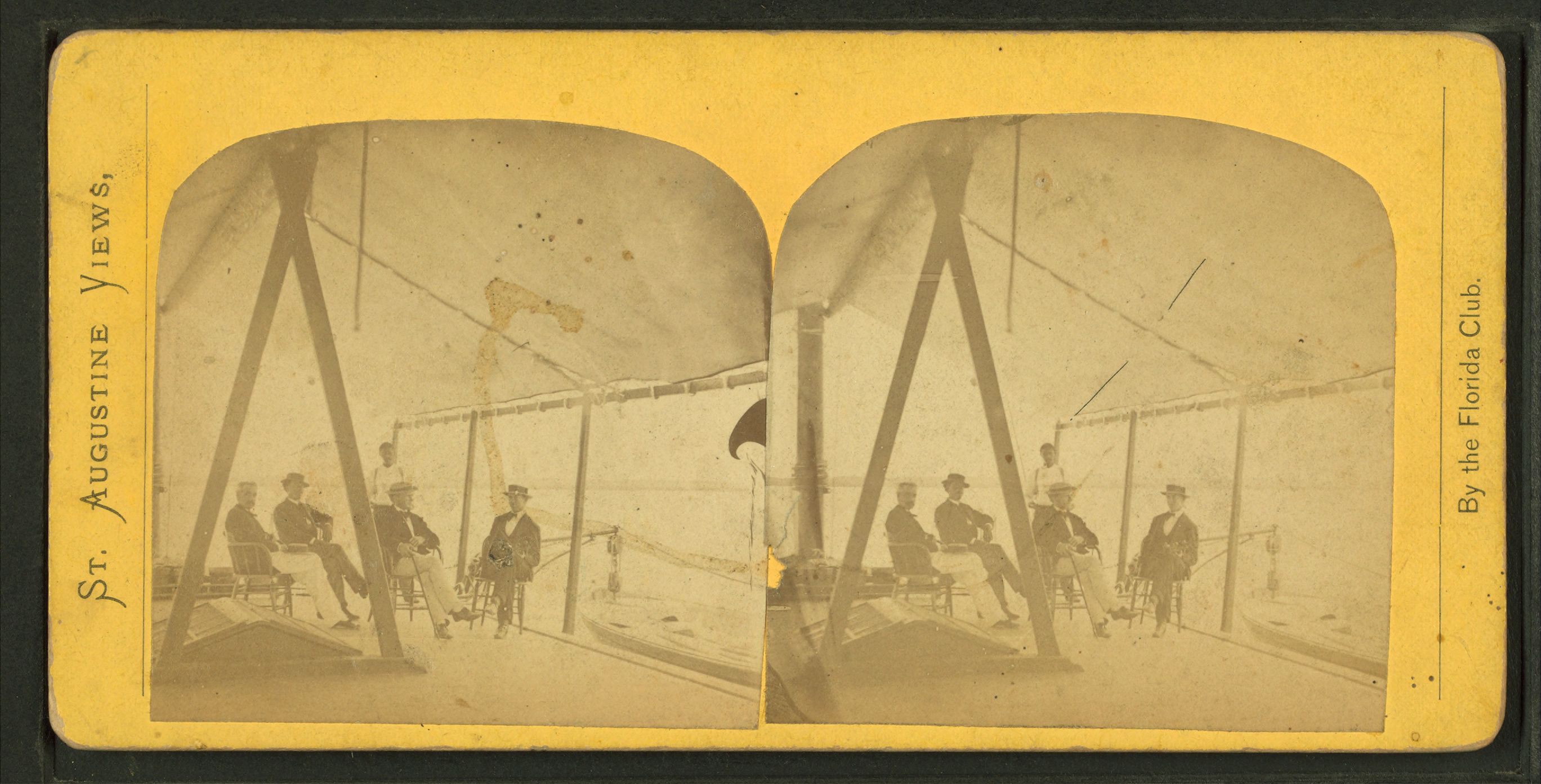
Pasajeros sentados en la cubierta de un barco, fotografía estereoscópica de finales del siglo XIX.
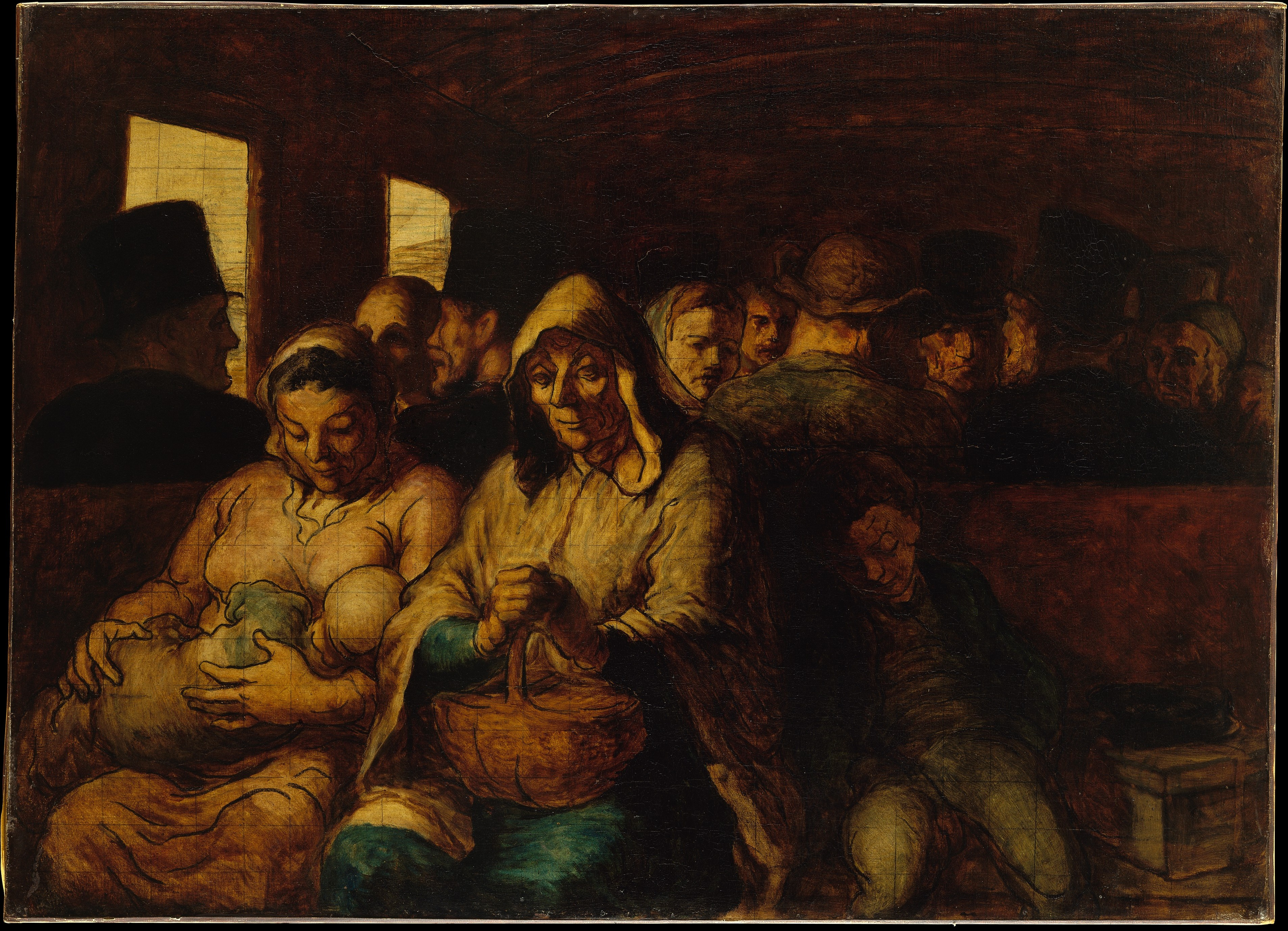
El vagón de tercera clase, de Daumier, ca. 1862–1864.

### Tronos y asientos preeminentes
El trono de los reyes, la silla gestatoria de los papas, la cátedra episcopal o universitaria, y otros asientos preeminentes (sitial, estrado, presidencia, palco de honor, palio) son medios para destacar la condición jerárquicamente superior del que tiene derecho a sentarse en ellos. Lo envidiable y a la vez comprometido de esa posición se expresa con la historia mitológica de la espada de Damocles.

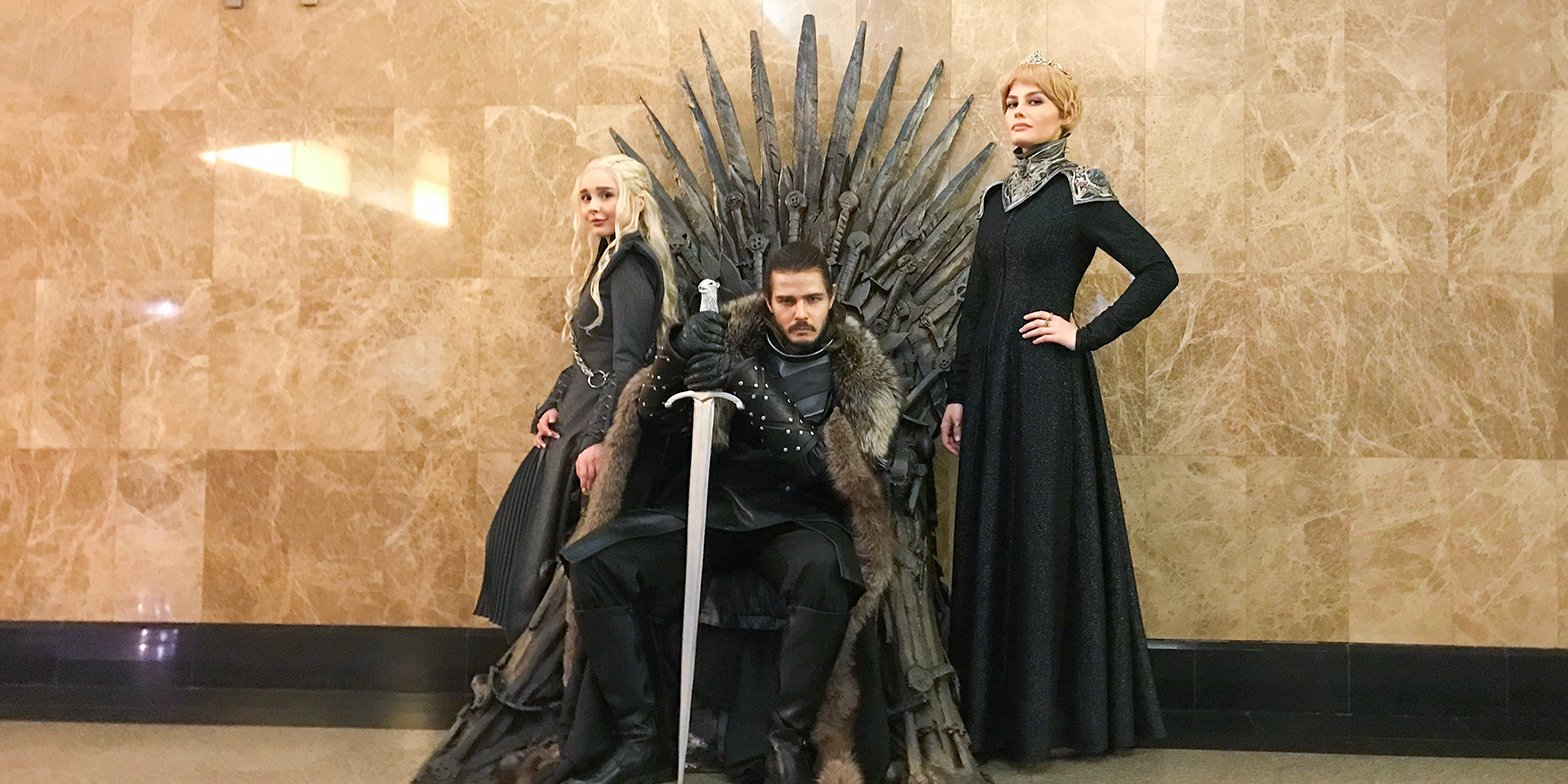
Recreación en cosplay de algunos personajes de Juego de tronos y el "Trono de hierro" que simbolizaba el peligro que significaba ocupar esa posición.
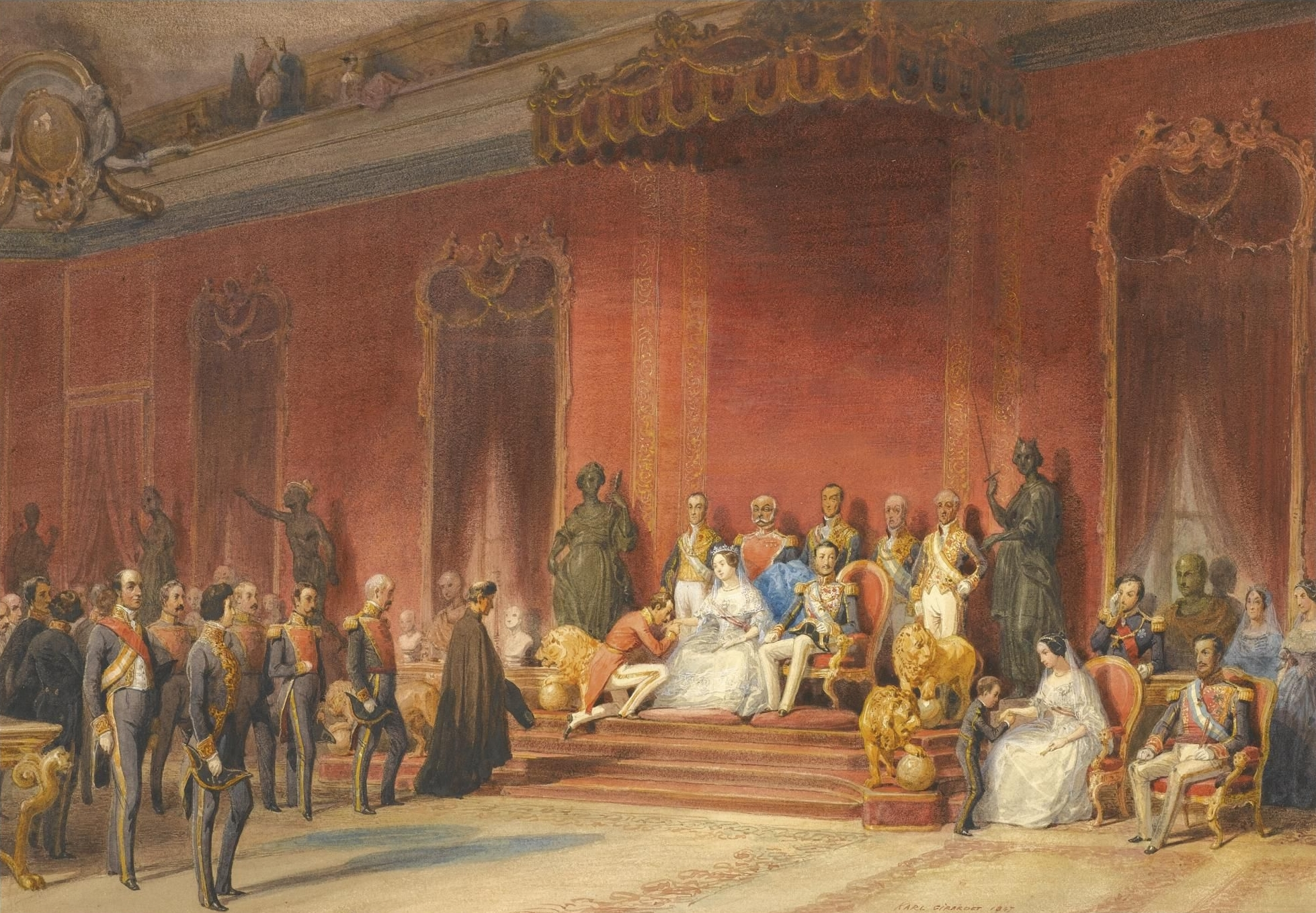
Besamanos por las bodas reales de la reina Isabel II y su hermana la infanta Luisa Fernanda en el Salón del Trono del Palacio Real de Madrid (1846).
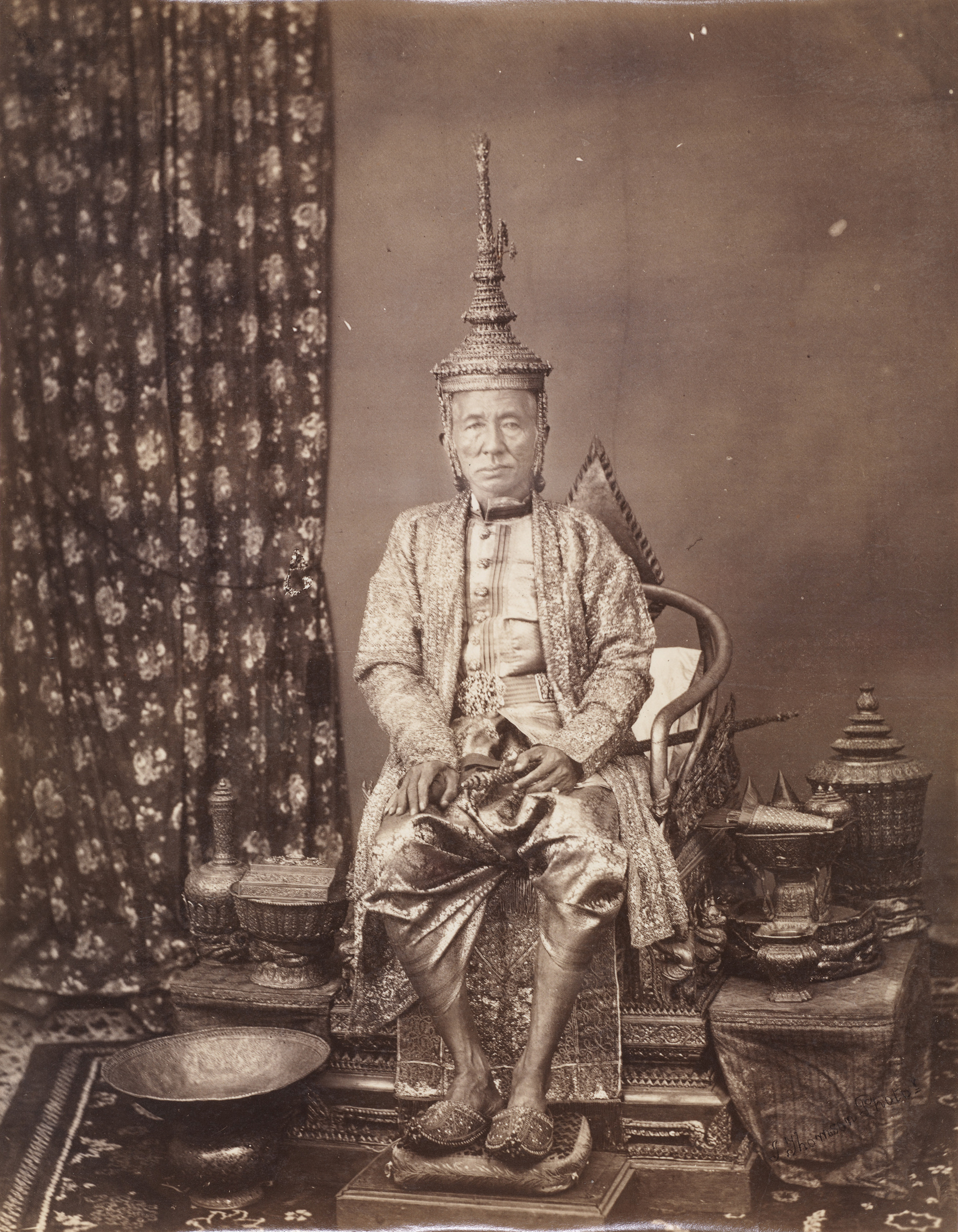
El rey Mongkut en su trono (Siam, 1865).
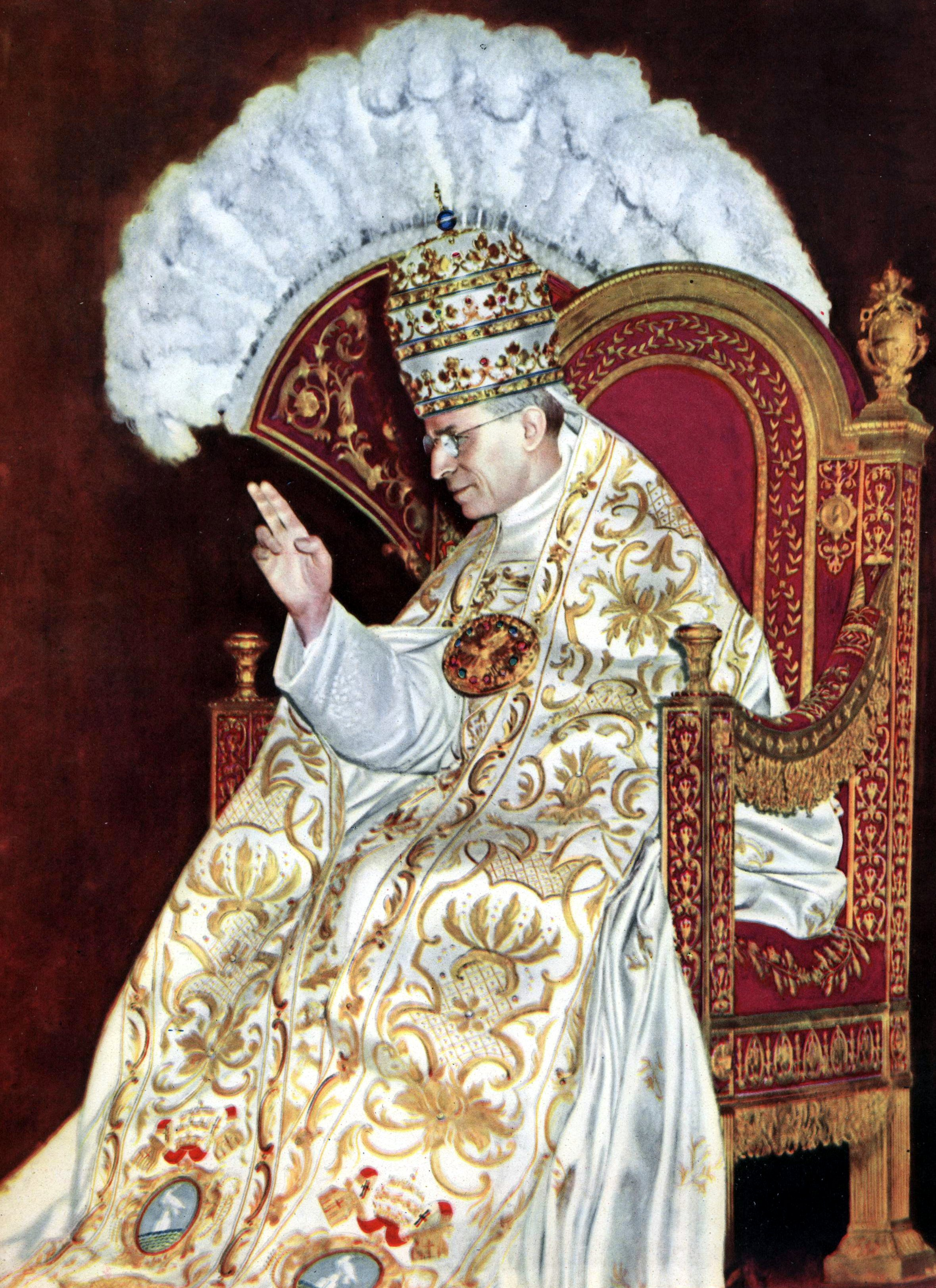
El papa Pío XII bendiciendo desde su silla gestatoria.
Retrato oficial de una personalidad académica, sentada en su cátedra y ataviada con la indumentaria de doctor universitario.

Algunas instituciones se distinguen por el propio asiento que ocupan sus miembros, cuya denominación pasa a ser por metonimia la del cargo que ejercen: el escaño parlamentario, el sillón de académico (en la Academie Française los académicos se conocen por el número de su "fauteuil", en la Real Academia Española por la letra del alfabeto, mayúscula o minúscula, que distingue su "sillón").

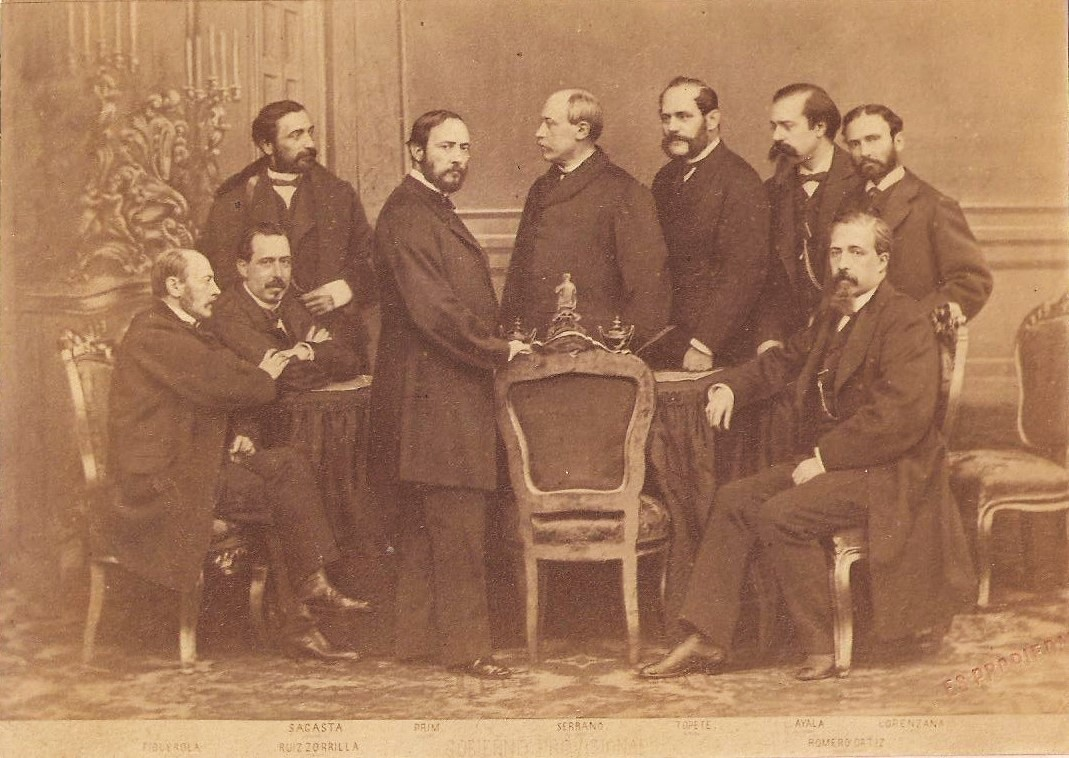
El gobierno provisional de España en la revolución de 1868 eligió fotografiarse reunido en consejo de ministros con el asiento preeminente vacío, al estar pendiente la elección de un nuevo rey.
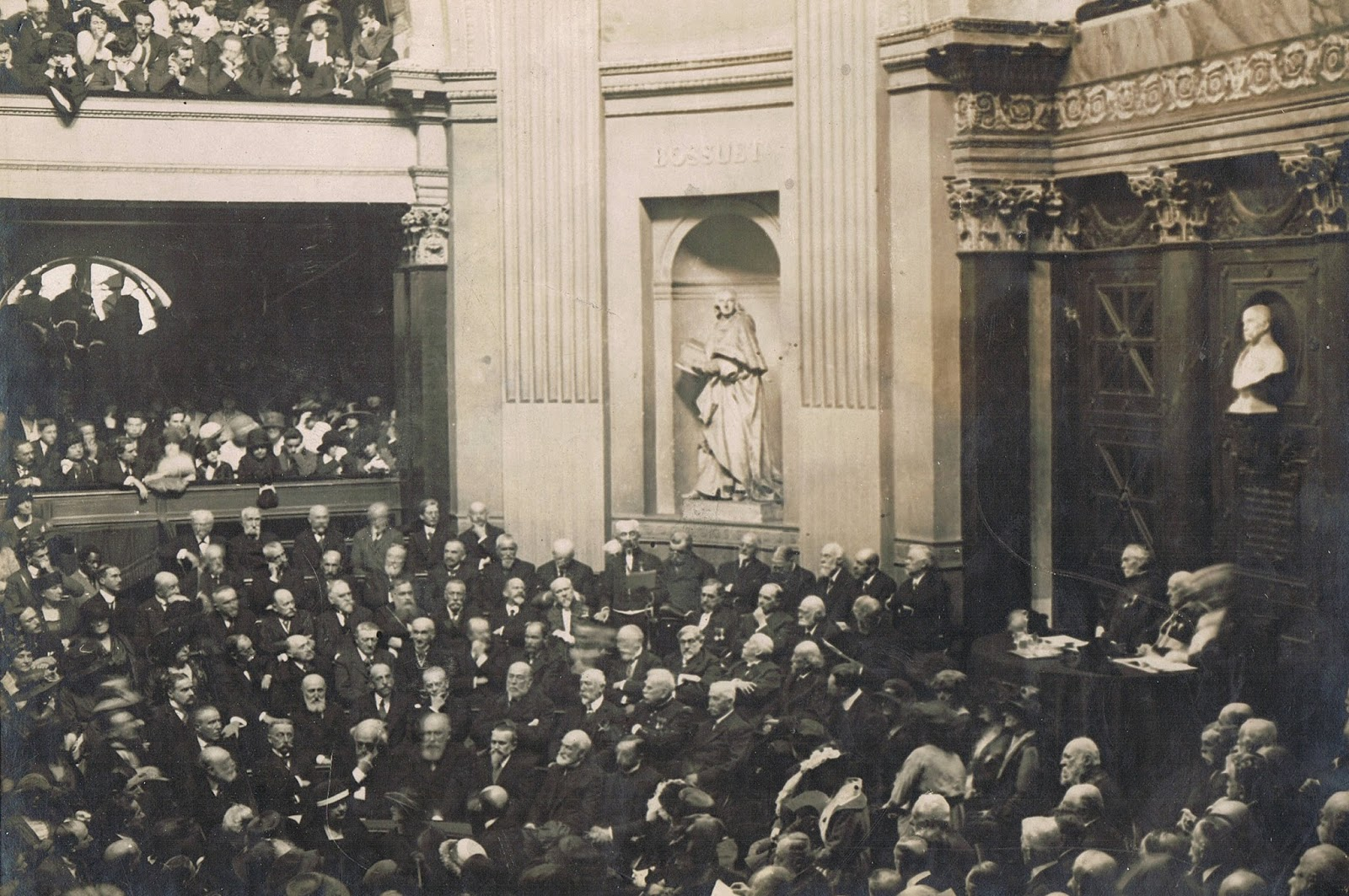
Acto de la Academie Française (1920).
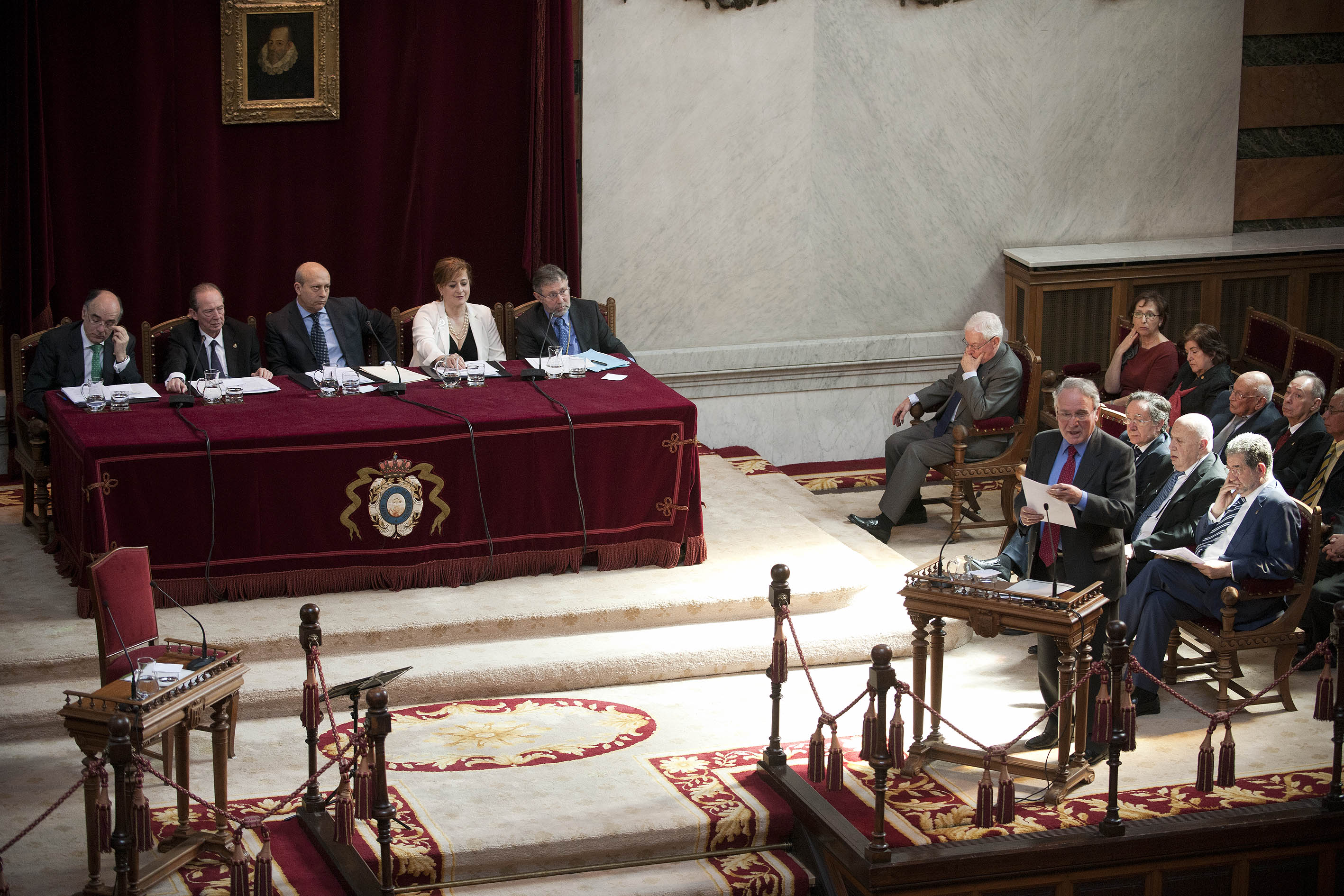
Acto celebrado en la Real Academia Española (2012).
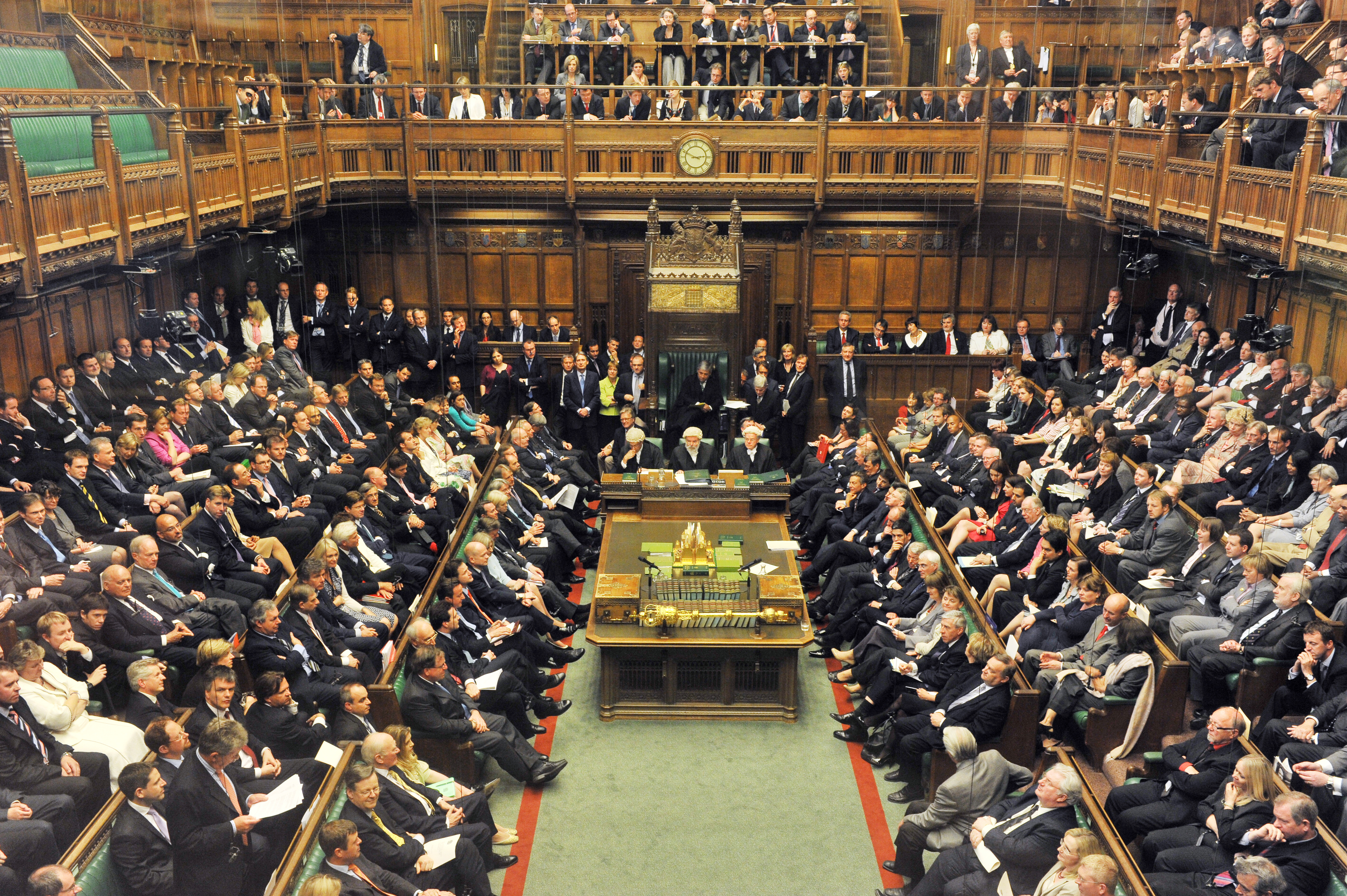
Los parlamentarios británicos ocupan sus escaños en la Casa de los Comunes (2010).

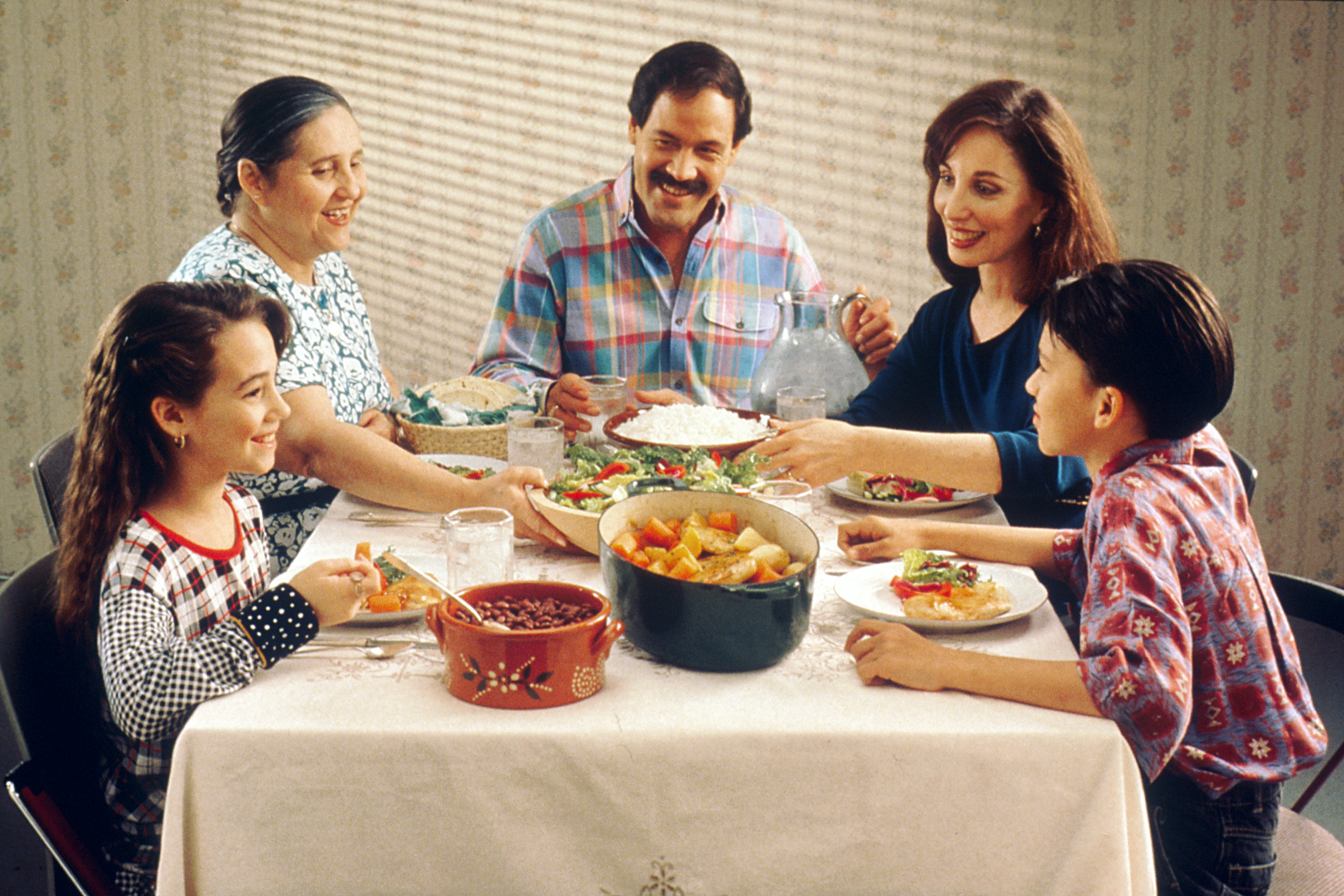
Miembros de una familia comiendo sentados a la mesa, en las posiciones tradicionales de la cultura occidental: el padre preside, flanqueado por la abuela y la madre, y los niños en la posición más alejada (en algunas circunstancias, se dispone separadamente una "mesa de los niños"). Fotografía utilizada en una campaña de salud pública del National Cancer Institute de Estados Unidos (1995).

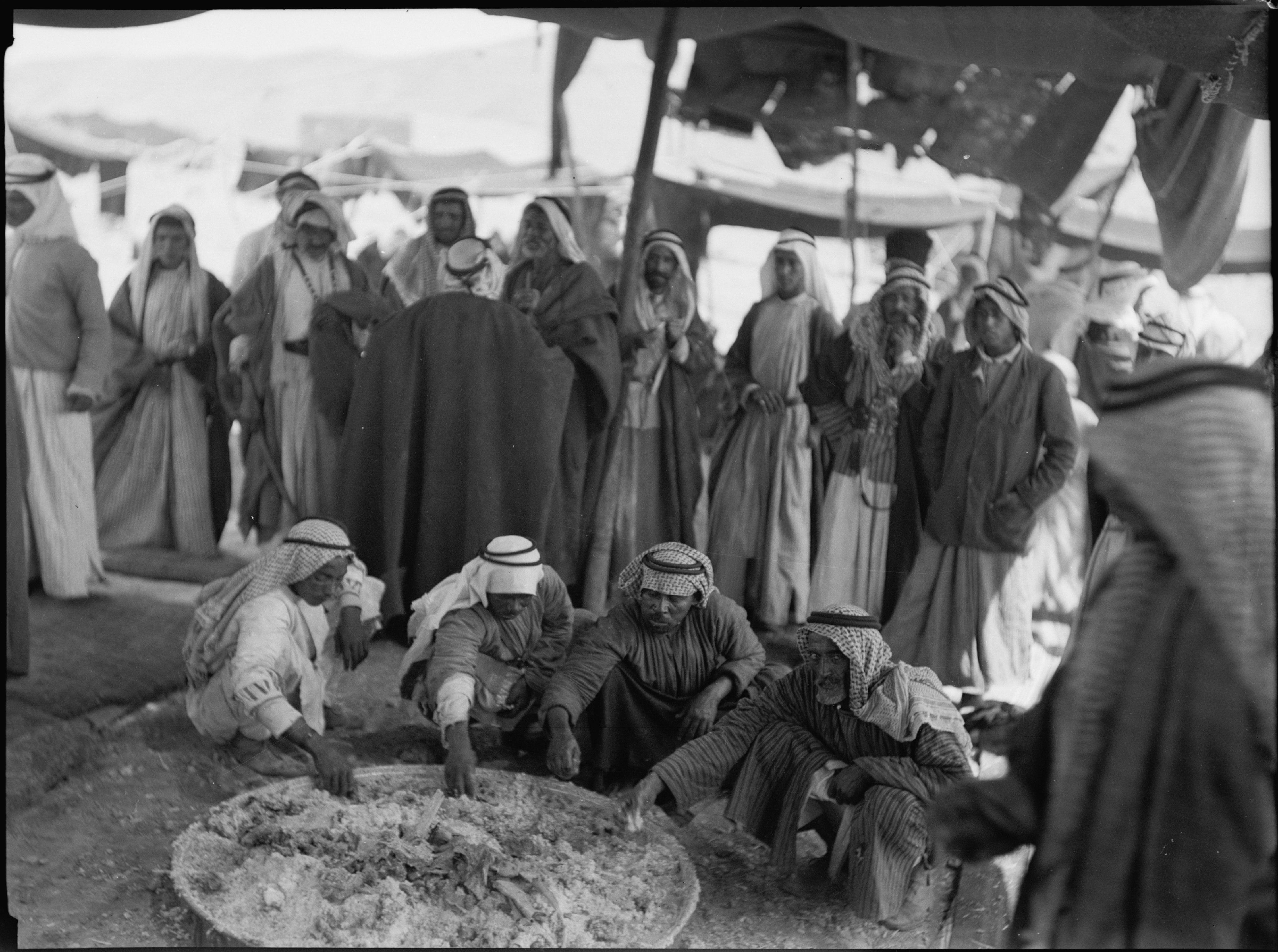
Beduinos comiendo, sentados en el suelo (Shunet Nimrin, Jordania, ca. 1934-1939).

### Asiento de honor y sentarse a la mesa
El "asiento de honor" en un espectáculo, en un banquete o incluso, sin necesidad de una ocasión especial, en la cotidianidad de "sentarse a la mesa", son objeto de particular atención, lo que tiene un profundo sentido antropológico y etológico (el establecimiento de la dominancia en el acceso a la comida). Como estudia la antropología alimentaria, la jerarquía (establecida por sexo, edad, parentesco, rango social, condición de huésped o de anfitrión, etc.) determina el orden en el acceso a la comida y, por tanto, el derecho a sentarse y servirse (o ser servido) antes que otros. En muchas culturas las mujeres no comen junto a los hombres.

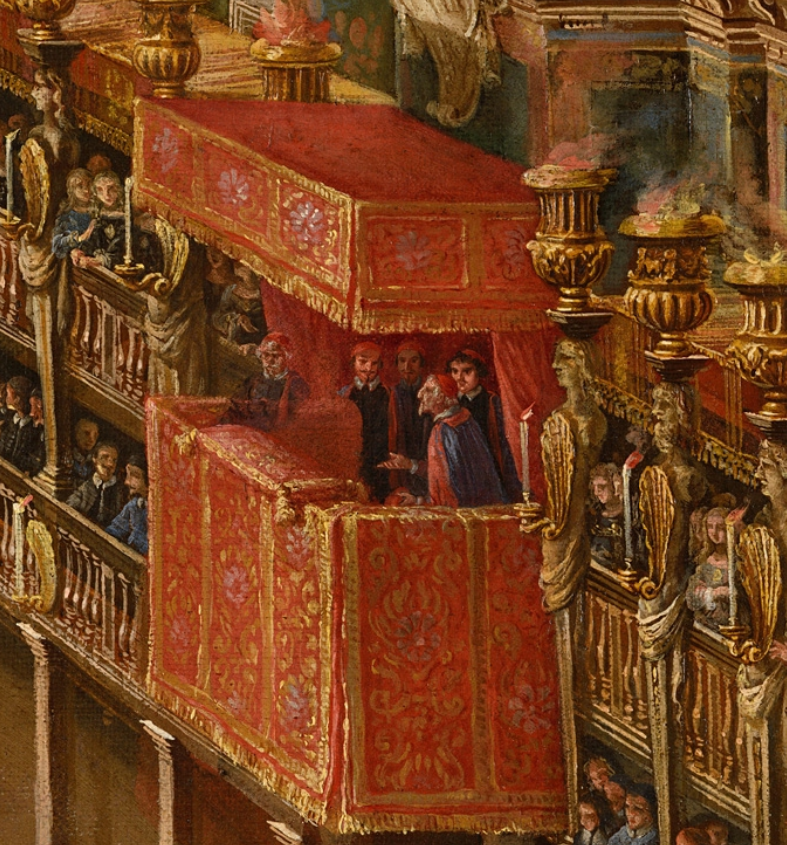
Palco d'onore, detalle de Giostra dei Caroselli, de Filippo Gagliardi y Filippo Lauri (1656). Representa el espectáculo con que se agasajó a Cristina de Suecia en el Palazzo Barberini durante los carnavales al poco de llegar a Roma.
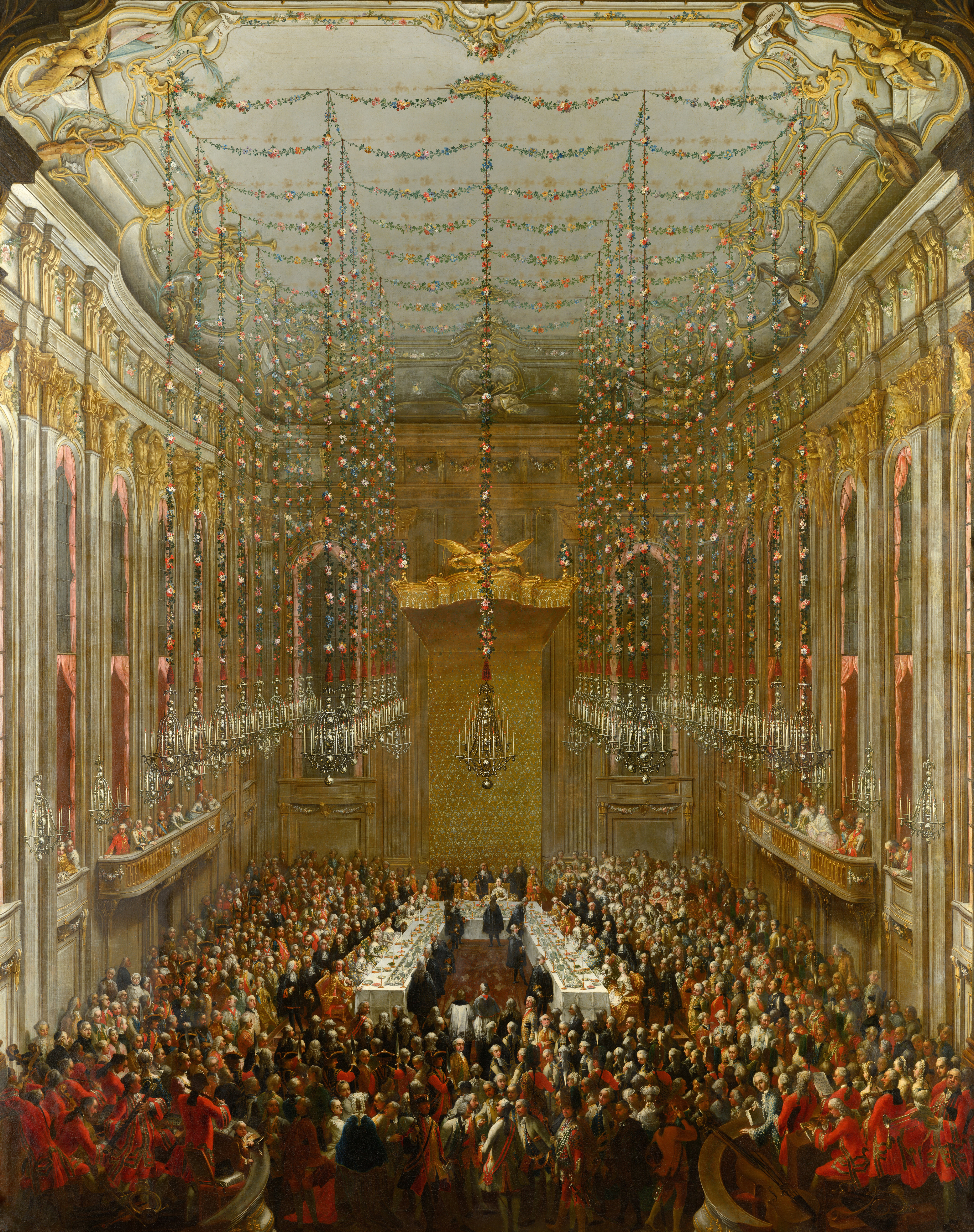
Cena de bodas, de Martin van Meytens, 1763.
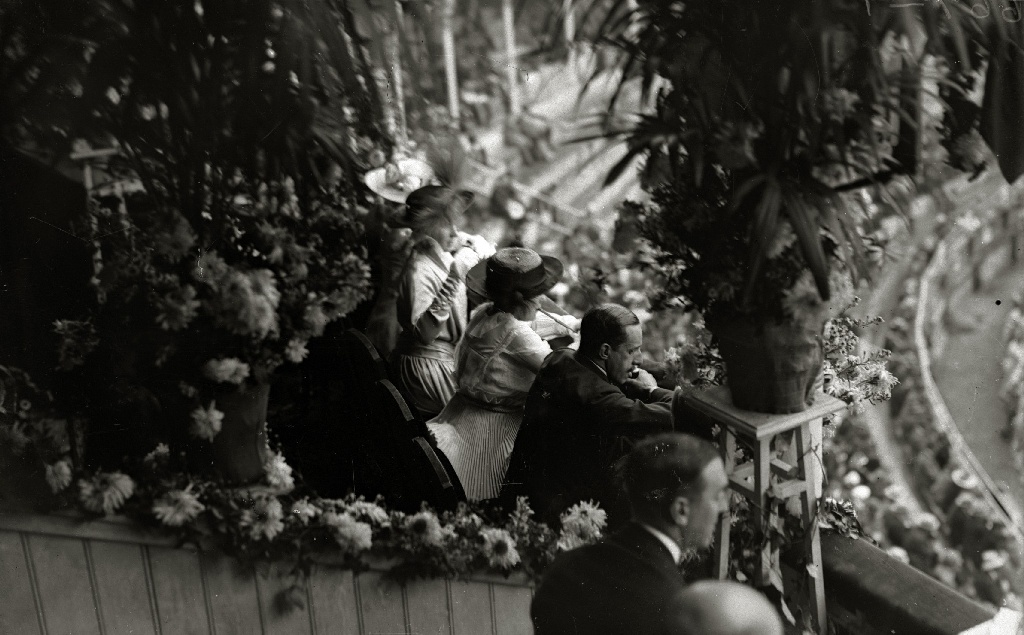
Alfonso XIII y la reina Victoria Eugenia presencian una corrida de toros desde en su palco (San Sebastián, 1915).

## Postura sentada en equitación
En equitación la postura del jinete es sentada en la grupa del caballo, "a horcajadas" (es decir, con una pierna a cada lado); y bien directamente ("a pelo") o bien sobre una silla de montar. Desde los primeros siglos de la era actual, la aparición y lenta difusión del estribo para apoyar los pies (y, dependiendo de la longitud a la que se ajusten, dejar las piernas más o menos dobladas y permitir ponerse de pie sobre ellos) significó un cambio considerable en la posición del jinete. A pesar de su disfuncionalidad, se consideraba que la postura digna para que una dama montara a caballo era con las dos piernas hacia el mismo lado (normalmente el izquierdo); para lo que también se aducían presuntas razones fisiológicas (por ejemplo, que montar a horcajadas podía producir esterilidad).

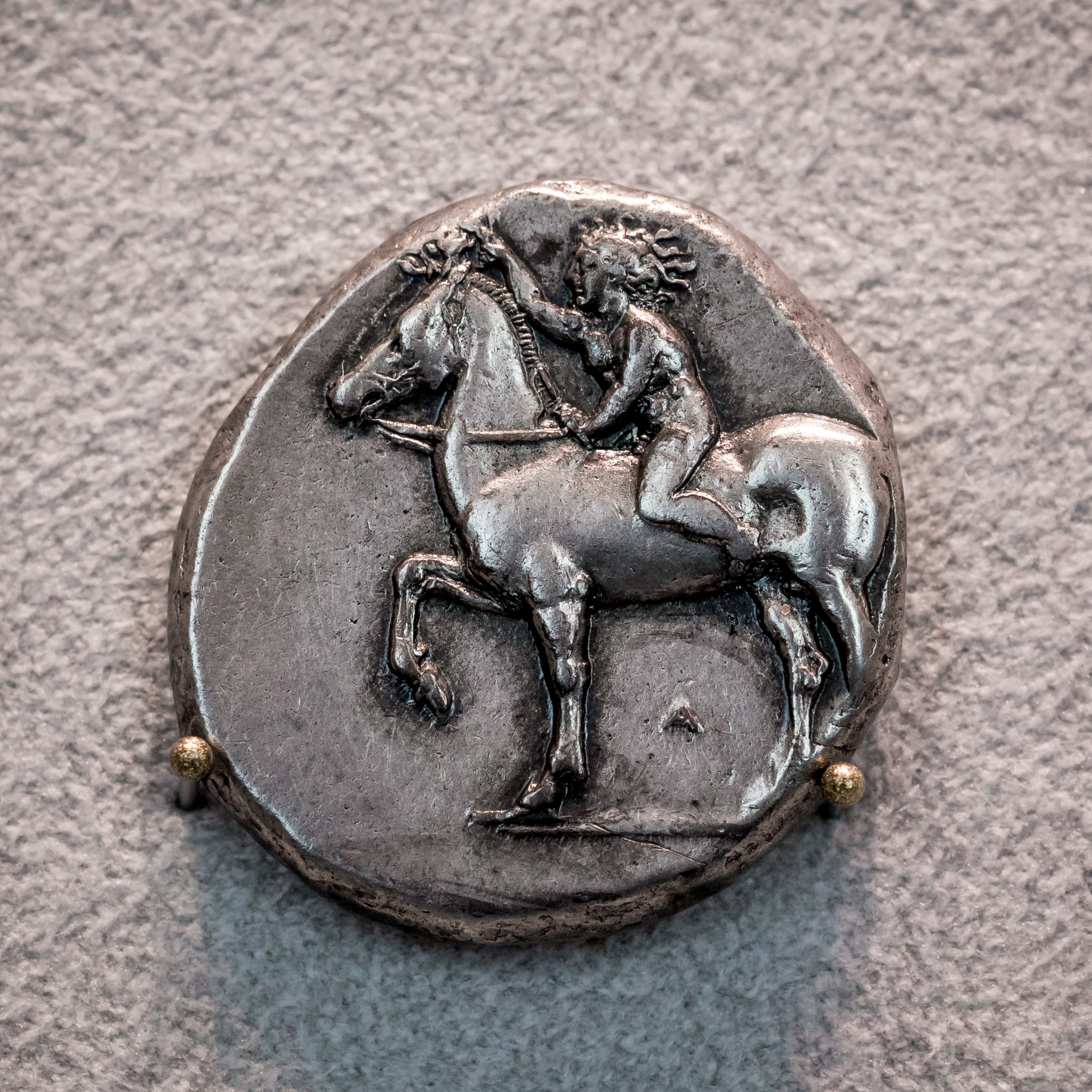
Moneda griega con un jinete montando "a pelo" y sin estribos (siglo IV a. C.)
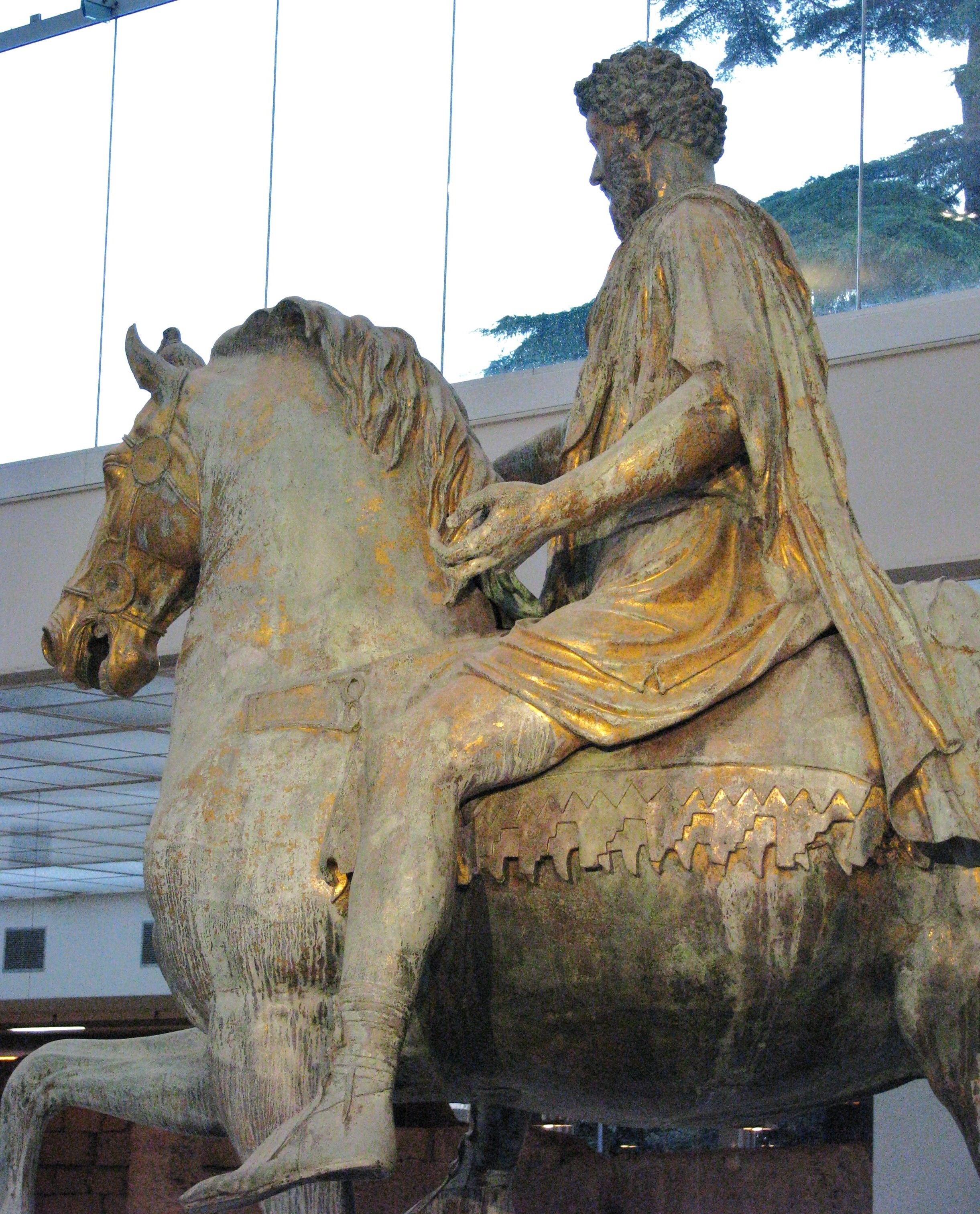
Estatua ecuestre de Marco Aurelio. No monta directamente "a pelo", pero sin silla ni estribos (siglo II d. C.)
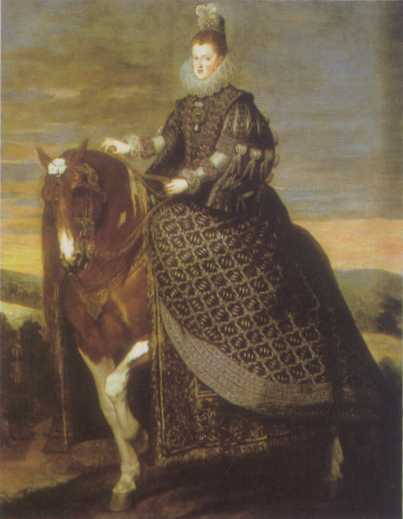
La reina Margarita de Austria a caballo, de Velázquez (1634-1635). Bajo el ropaje se aprecian las dos piernas al mismo lado.
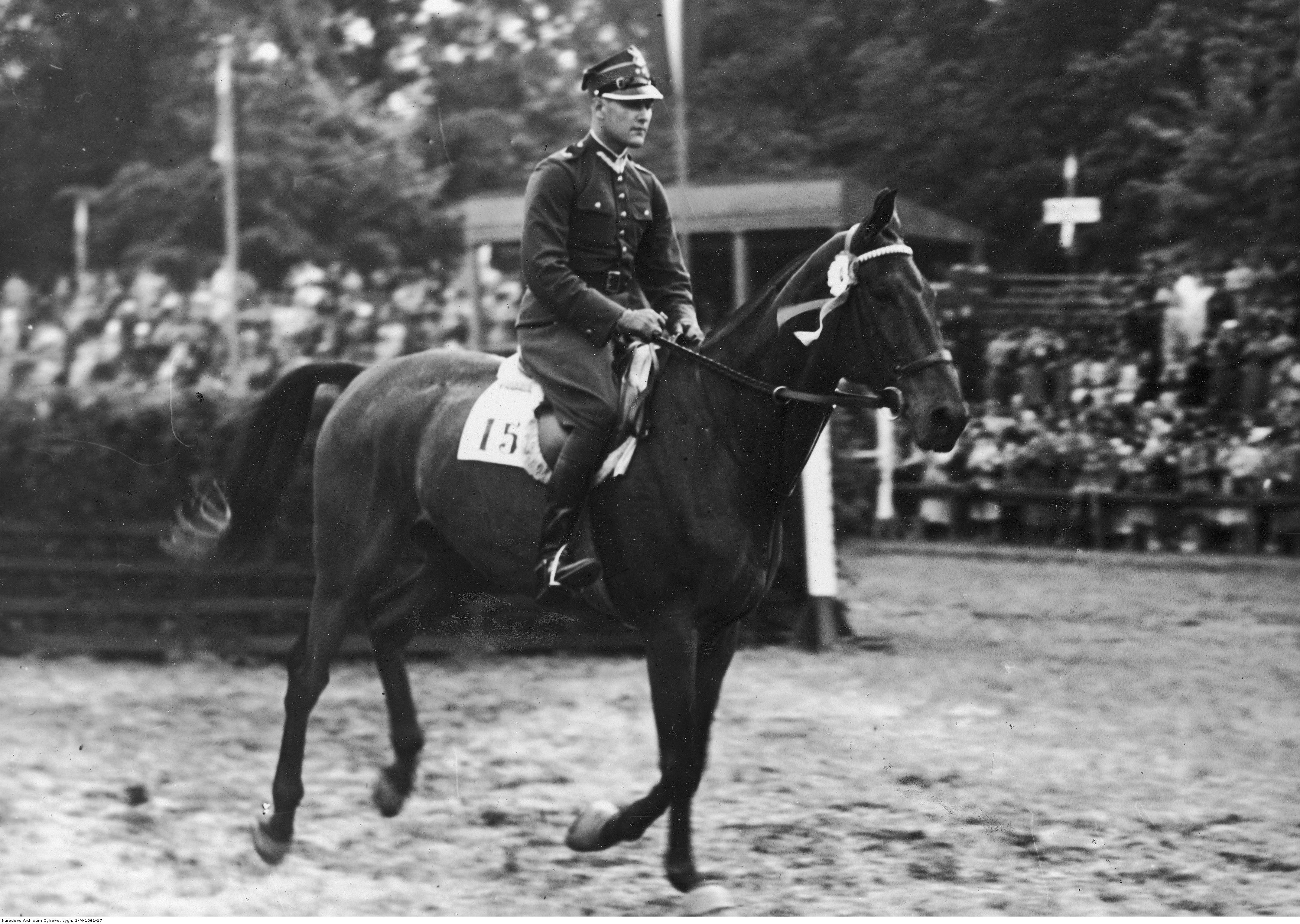
Monta con silla y estribos (1939).

La forma de viajar en los vehículos tirados por caballos u otros animales de tiro es sentada (excepto en el inicio de su historia, cuando los carros de guerra o las cuádrigas exigían al auriga ir de pie).

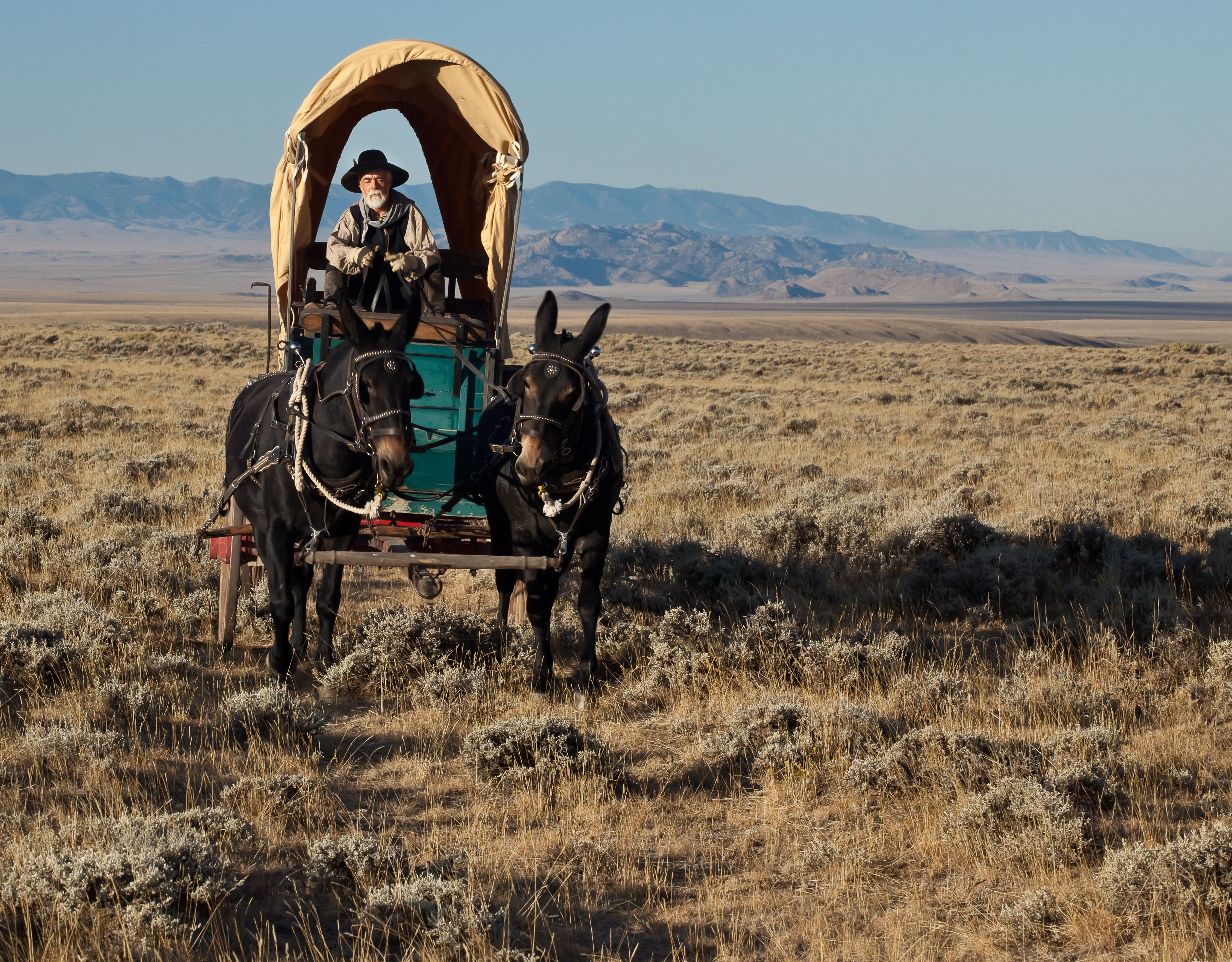
Recreación histórica de los carromatos del Oregon Trail (praderas del centro de América del Norte, mediados del siglo XIX).
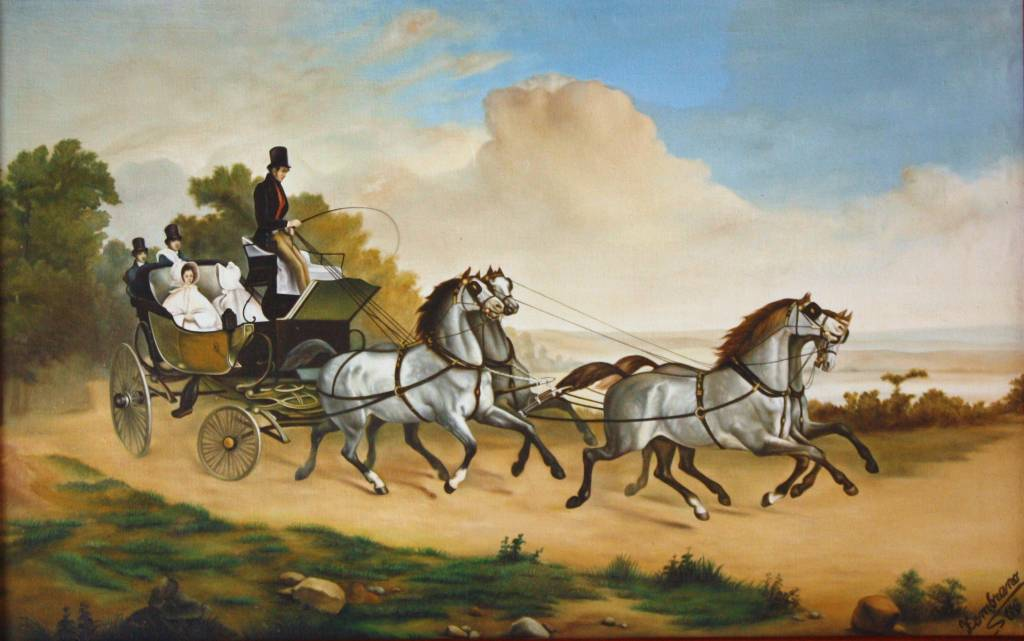
El carruaje o La calesa (barouche), de Horace Vernet, 1836.
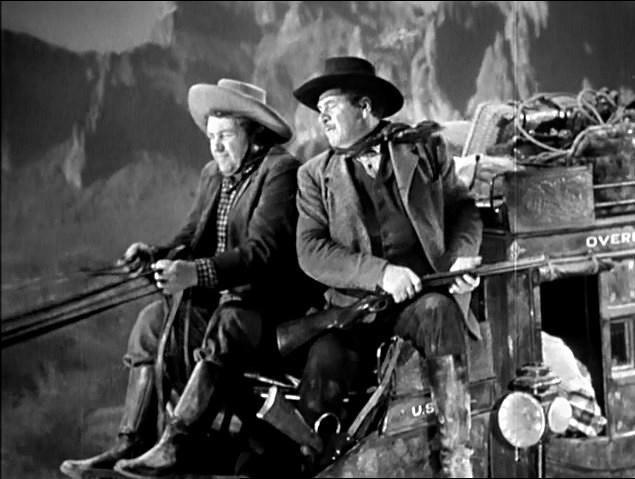
Fotograma de La diligencia (Stagecoach, película de 1939).
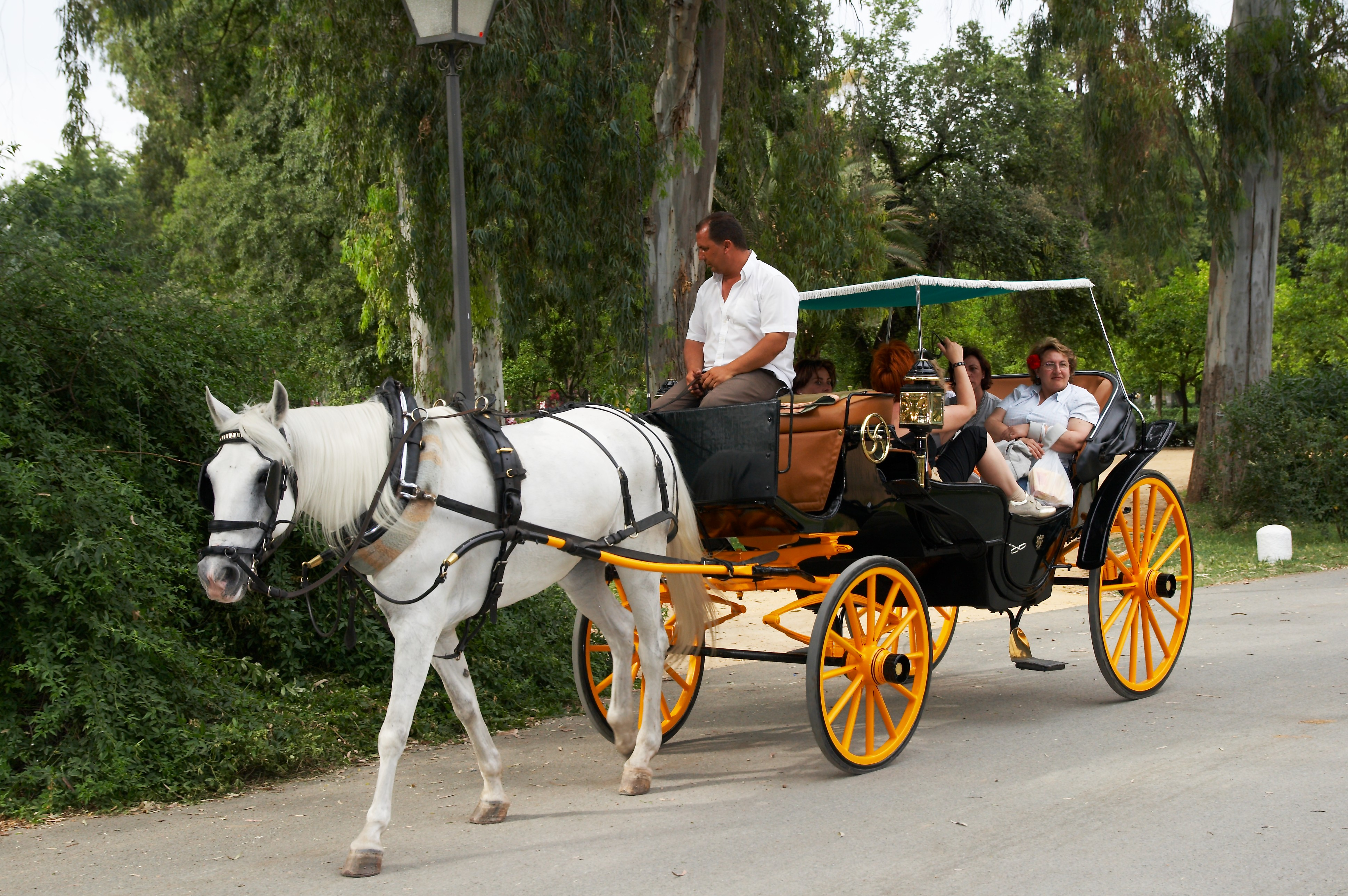
Paseo turístico en coche de caballos (Parque de Maria Luisa, Sevilla, 2007).
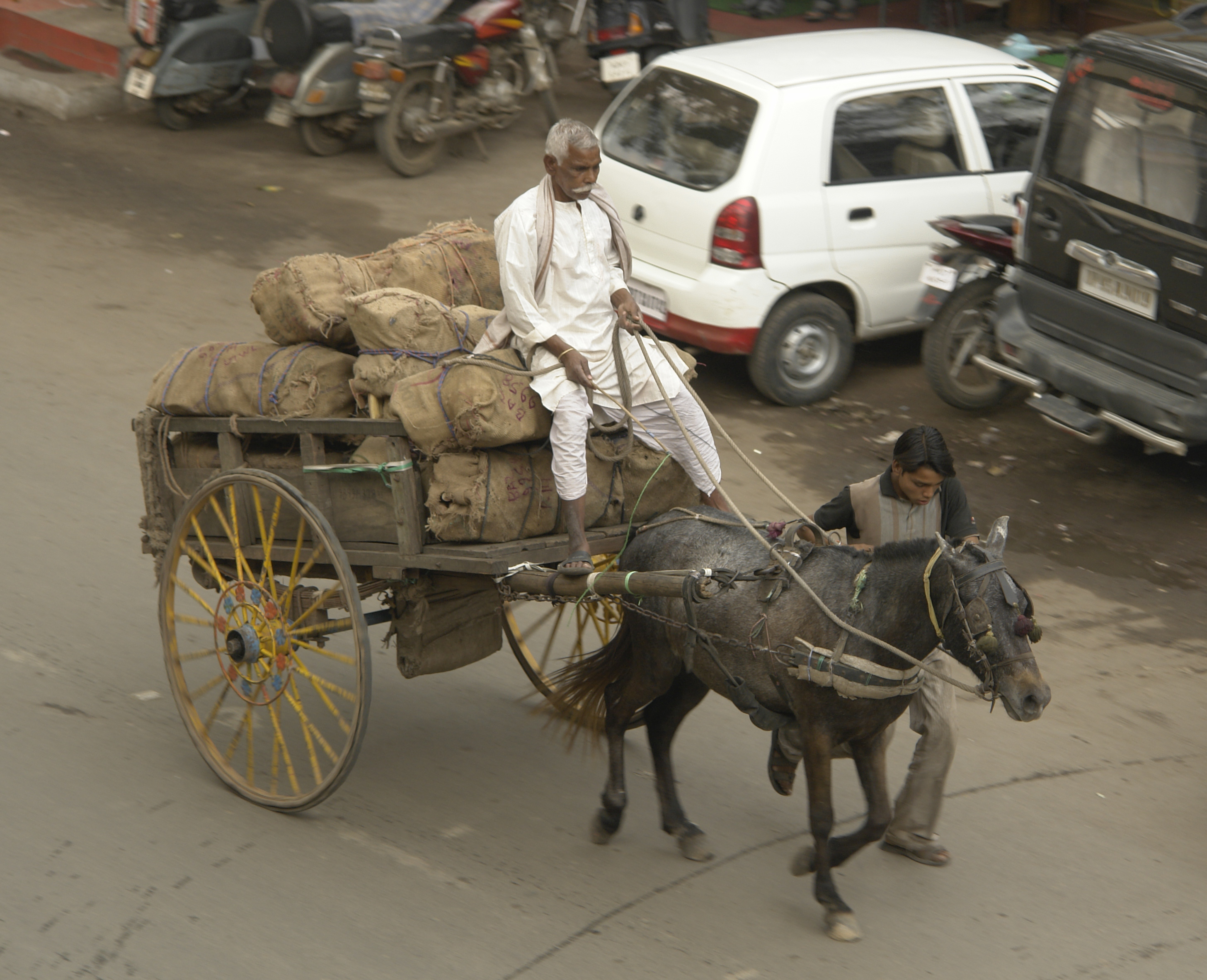
Conduciendo un carro (Gwalior, India, 2010).

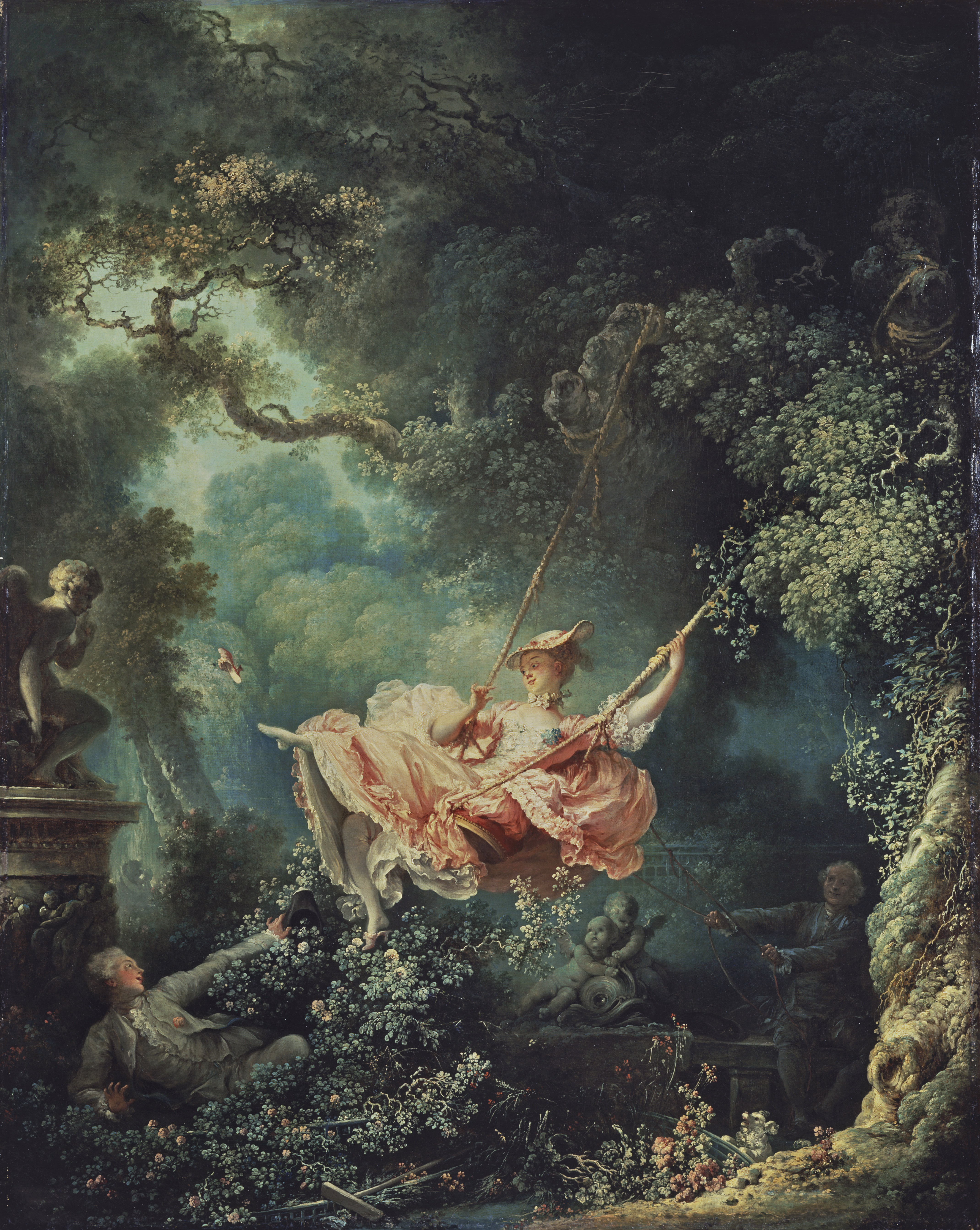
El columpio, de Fragonard, 1767.

## Postura sentada en deportes, ocio y música
Algunos deportes se realizan sentados, como el remo, el ajedrez o la pesca deportiva. La posición sentada es la habitual en los juegos de cartas, los juegos de mesa, los videojuegos, los llamados esports ("deportes electrónicos") y otras actividades de ocio similares.

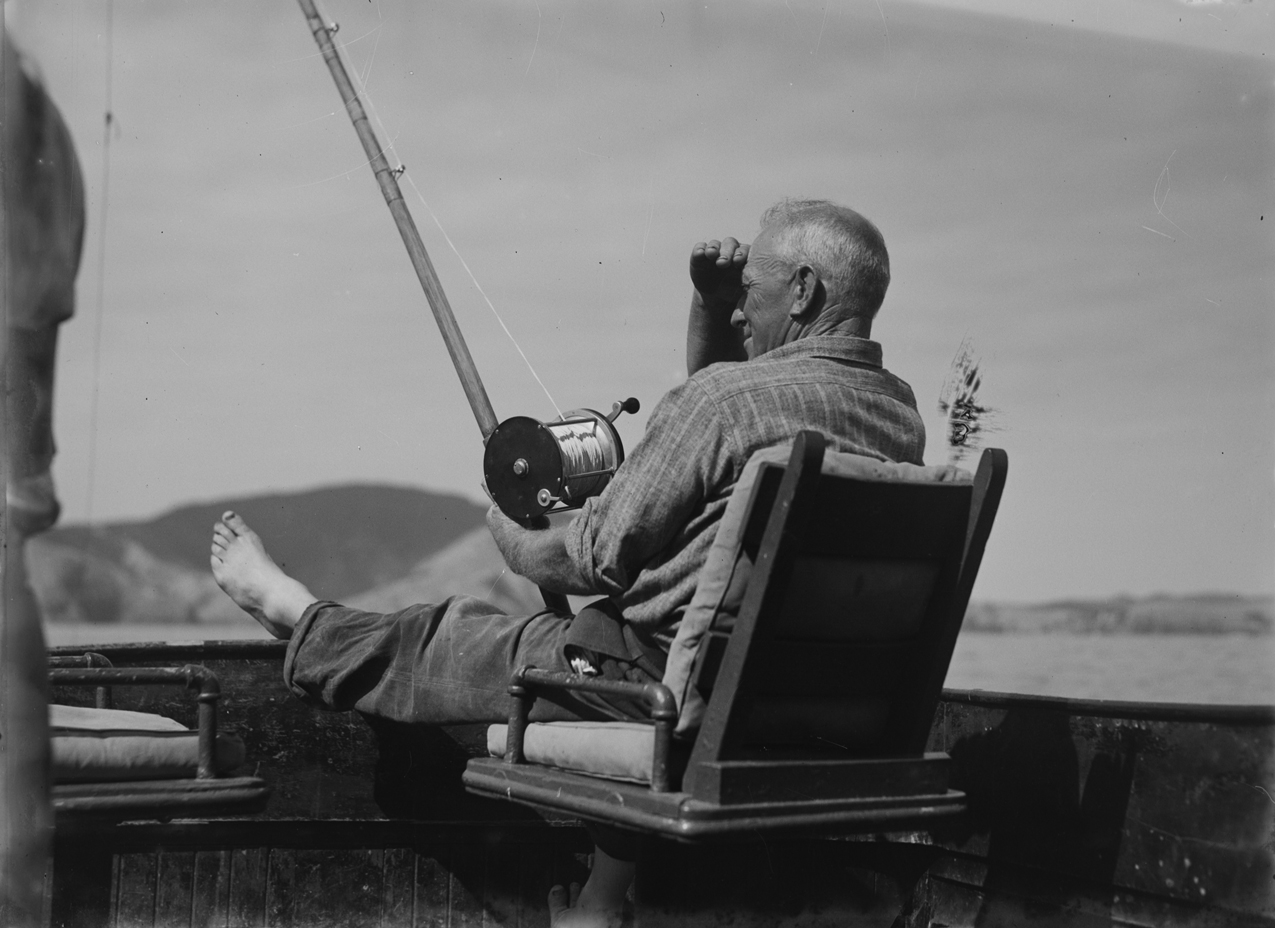
Pescador en posición sentada, con las piernas levantadas, en un barco de recreo (ca. 1940-1950).
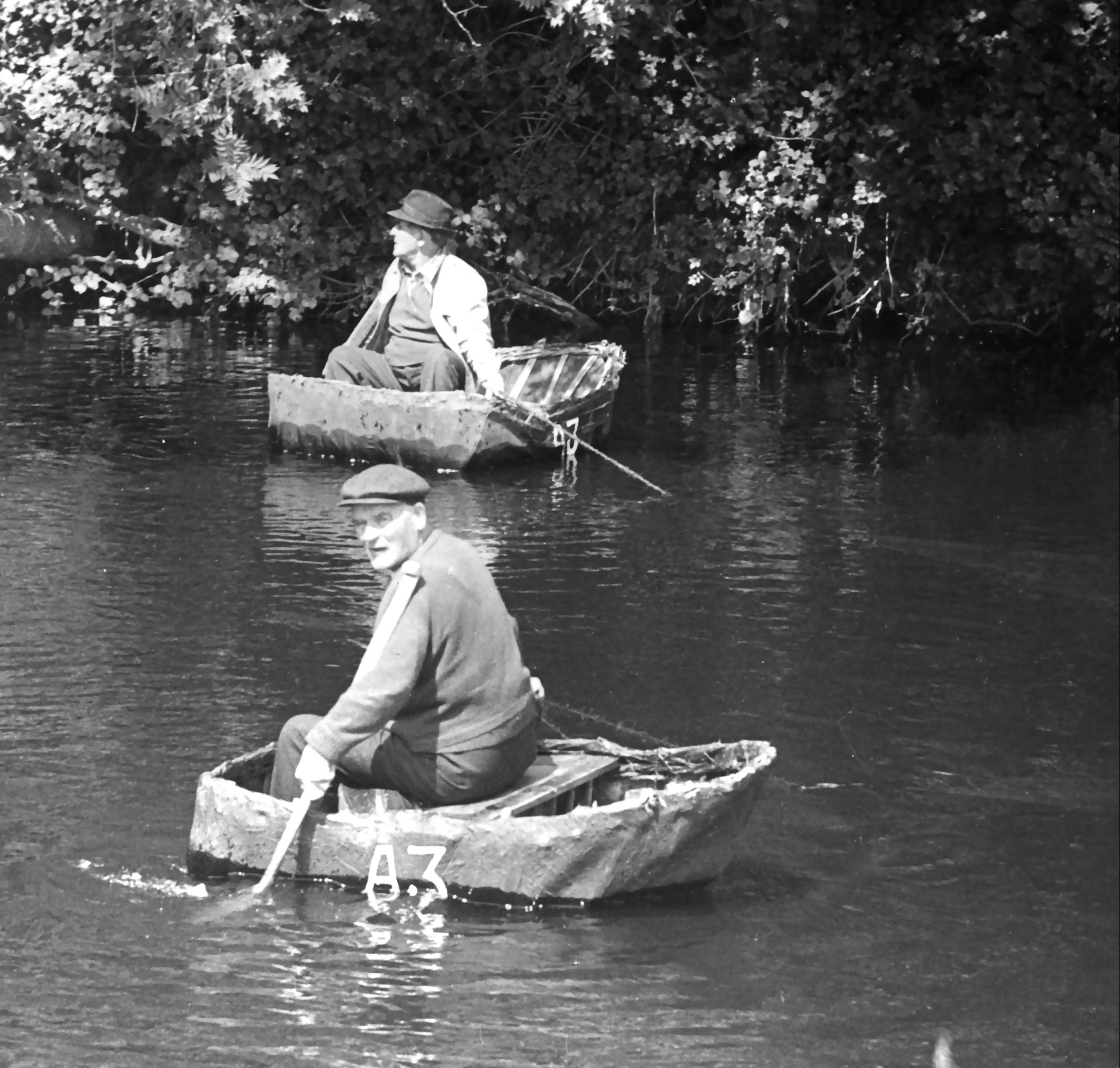
Dos pescadores de salmón sentados en una embarcación tradicional llamada coracle (Cenarth Falls, Cardigan, Gales, 1972).
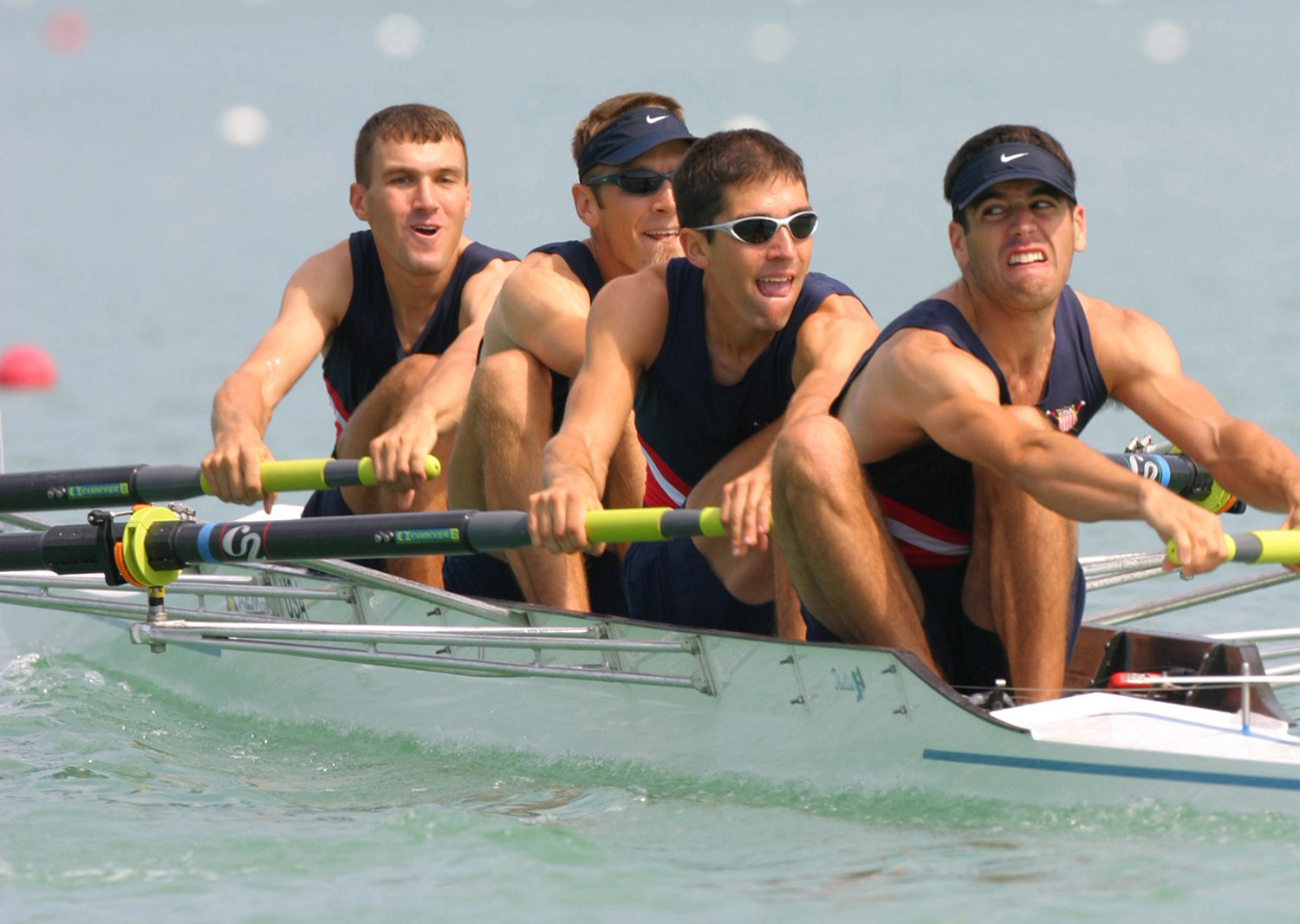
Equipo de remo de Estados Unidos compitiendo en el campeonato del mundo (Milán, 2003).

Desde finales del siglo XX, intensificado desde la generalización de las llamadas nuevas tecnologías, tiene mucha repercusión el debate, con implicaciones médicas, pedagógicas y sociales, sobre los efectos del aumento del tiempo que pasan los niños y adolescentes jugando en posición sentada, frente al ocio físicamente activo de los juegos tradicionales, que implicaba pasar mucho más tiempo compartido junto con amigos en la calle.

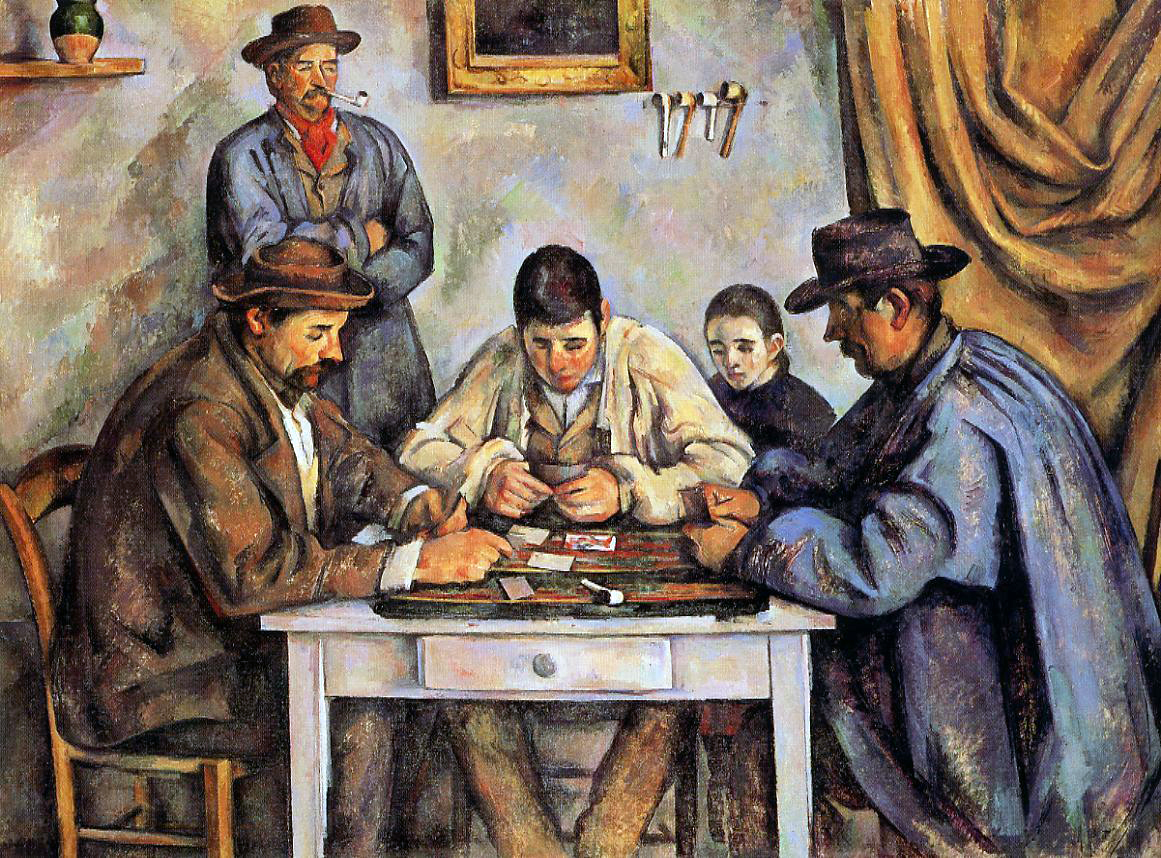
Los jugadores de cartas, de Paul Cézanne (primera versión, 1890-1892).

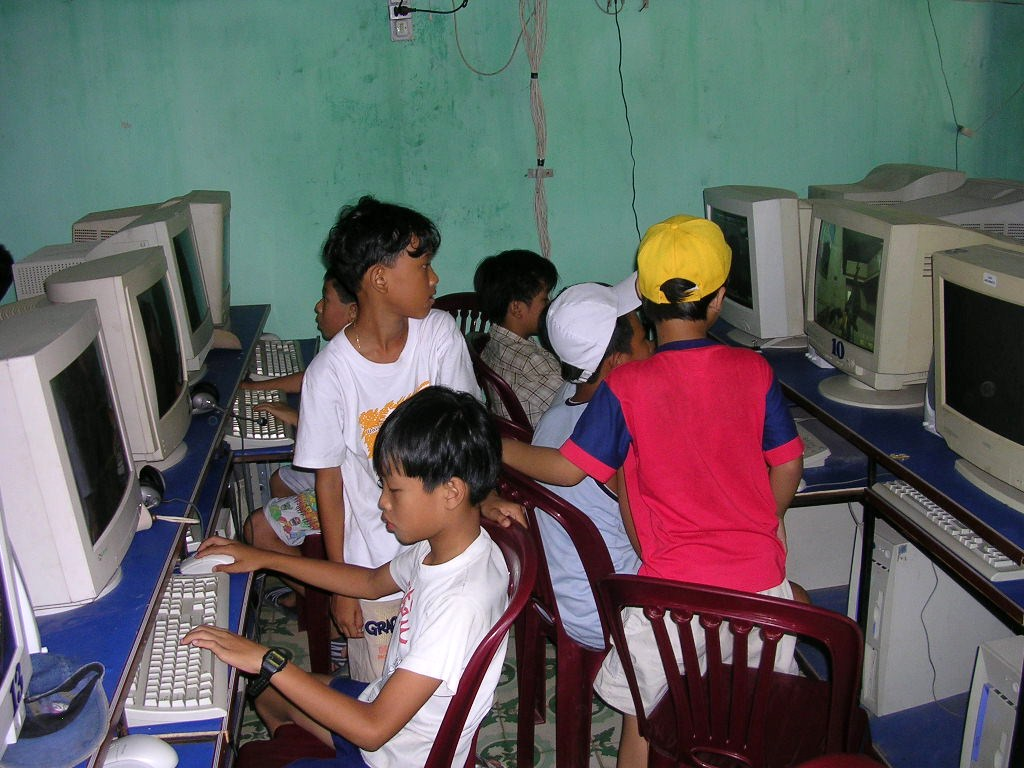
Niños jugando a videojuegos en un cyberclub o establecimiento similar (2005).
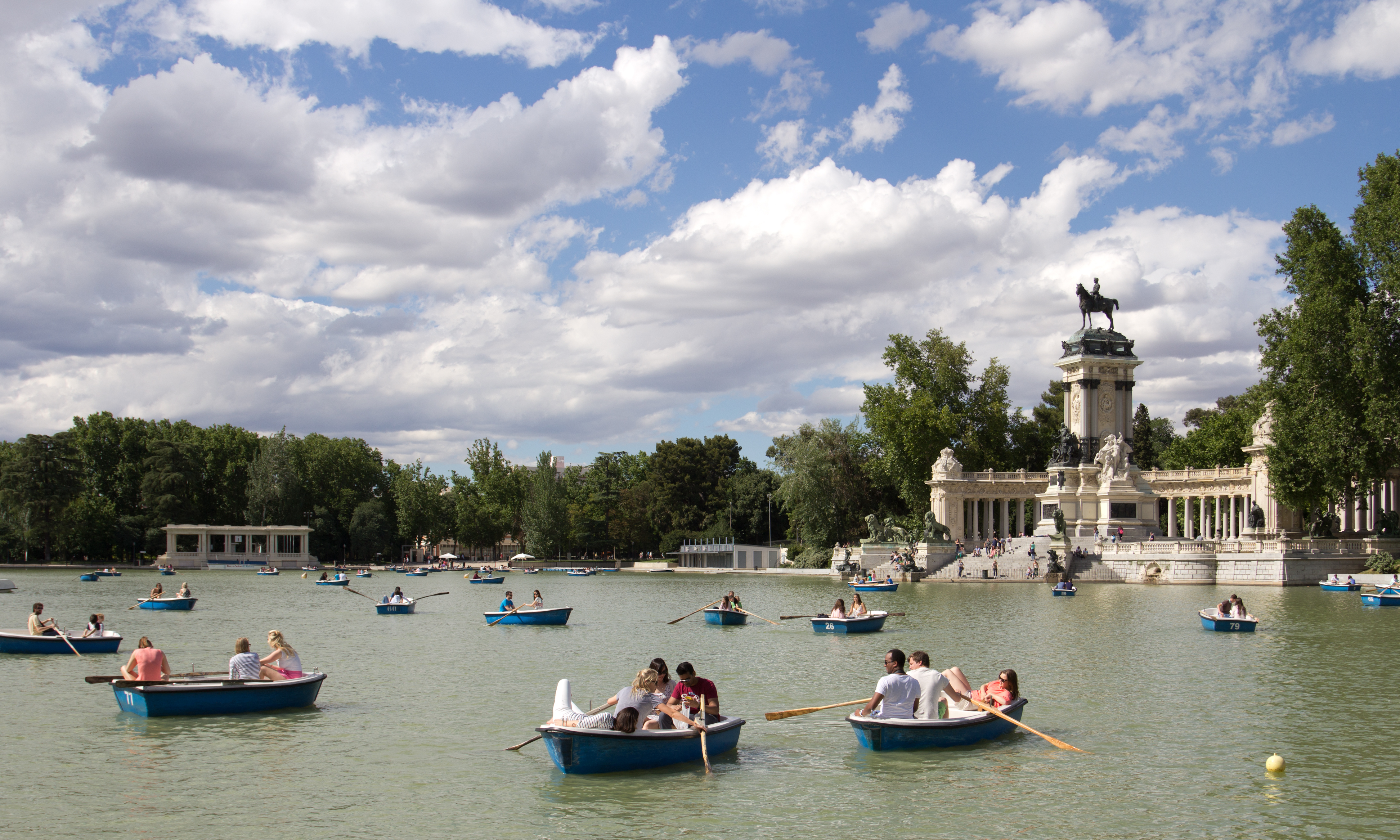
Remando en las barcas del estanque del Parque del Retiro (Madrid, 2014).
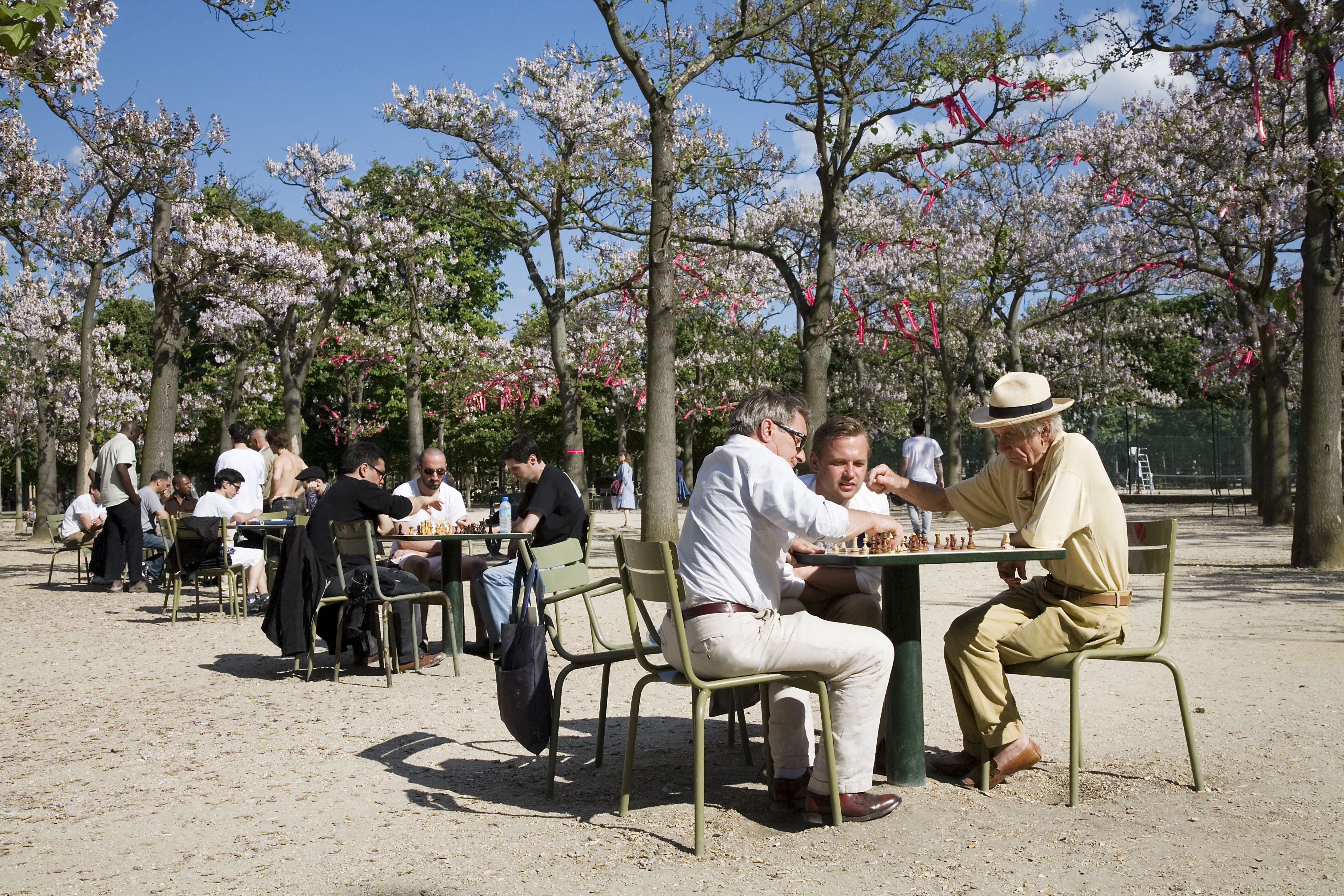
Jugadores de ajedrez (París 2008).
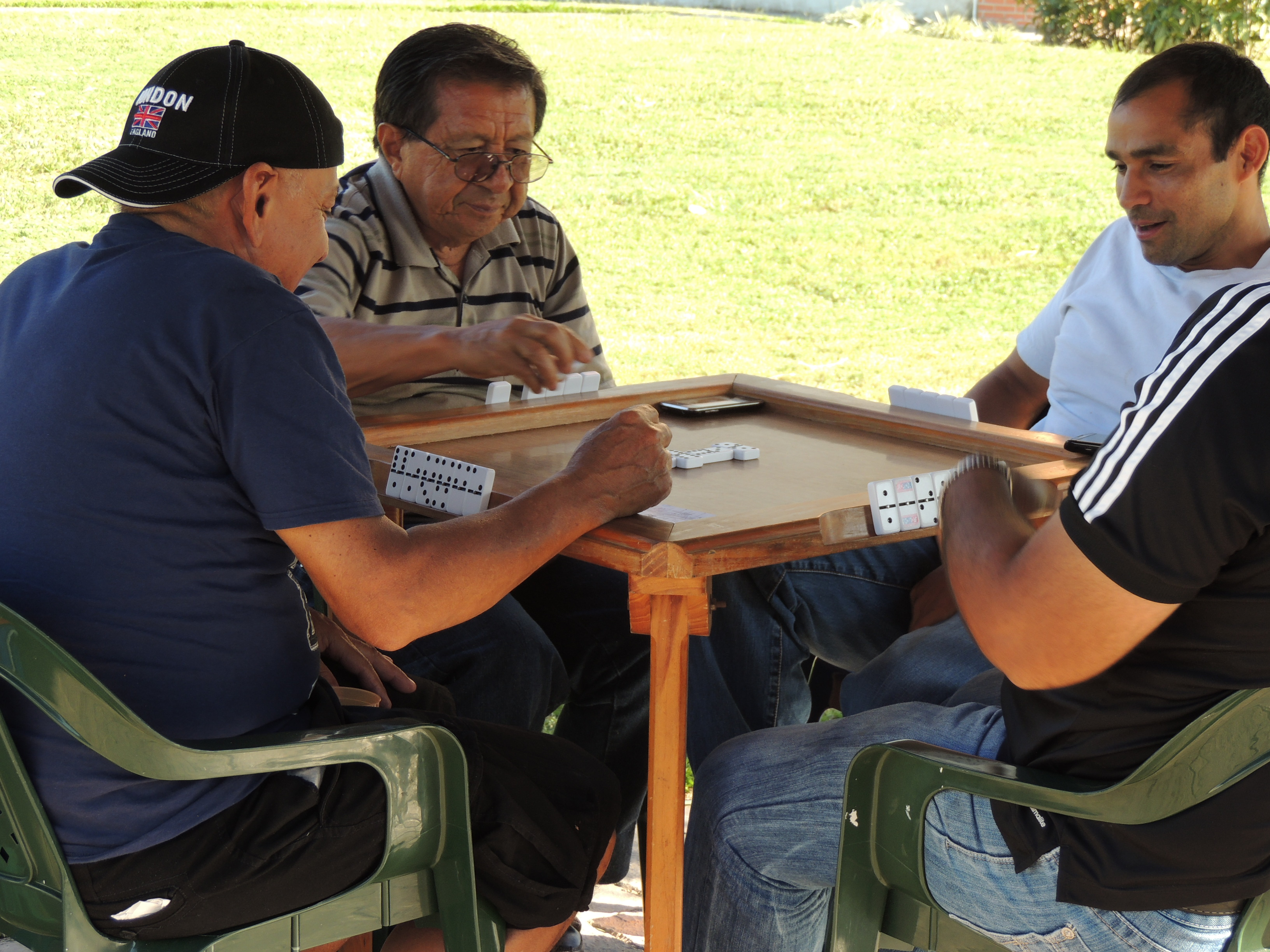
Partida de dominó (Venezuela, 2013).
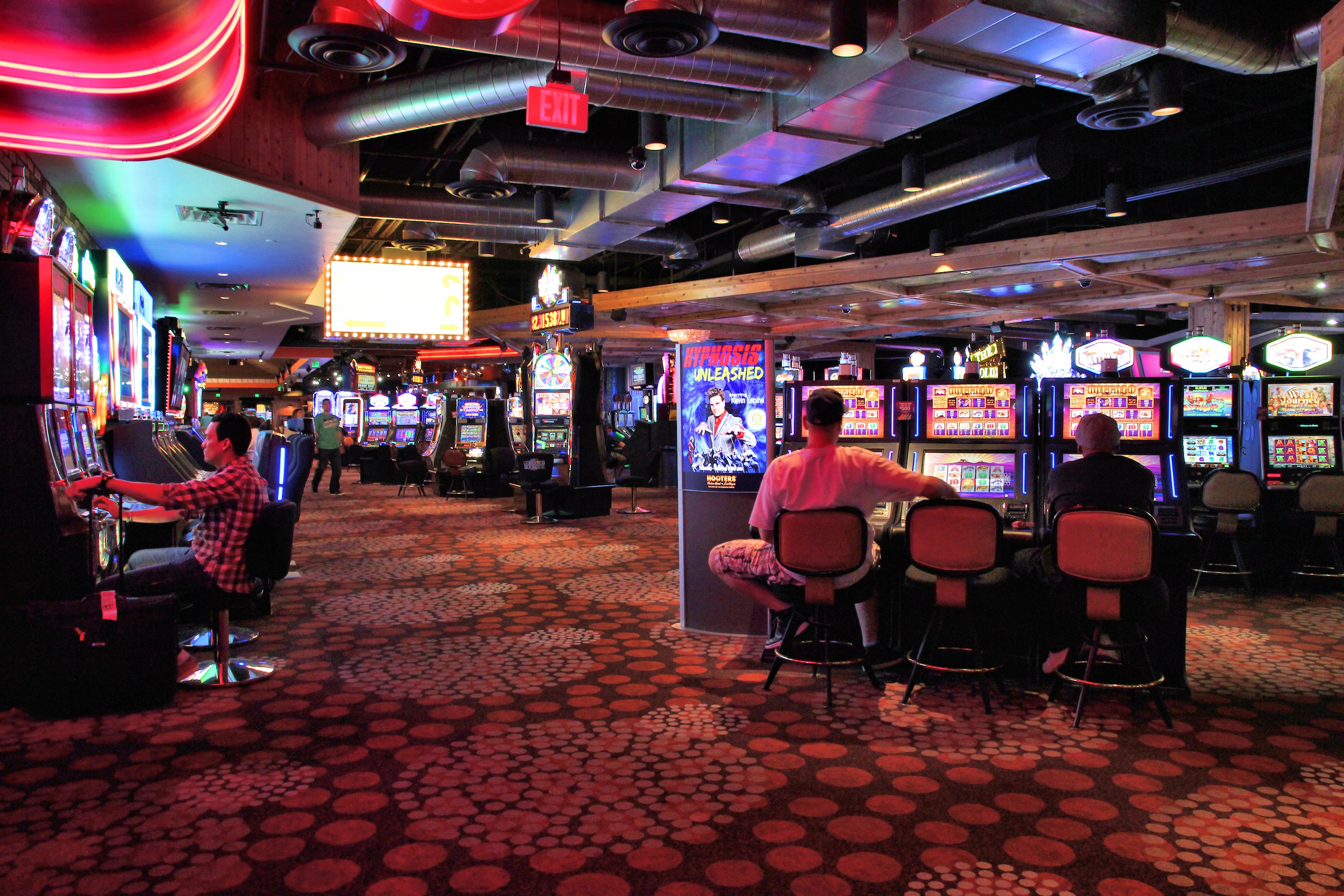
Jugadores de máquinas tragaperras en un casino de Las Vegas (2014).
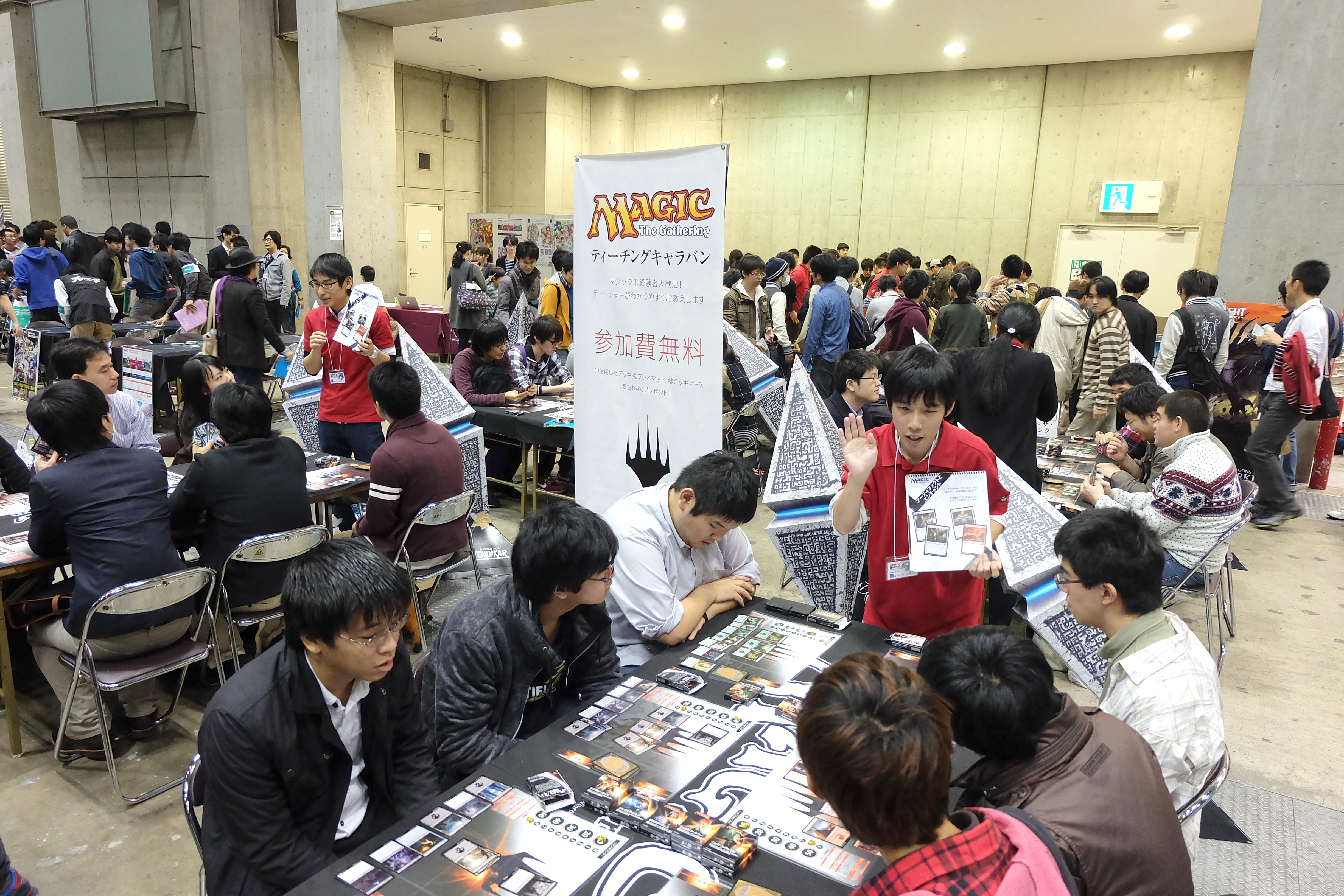
Certamen de Magic: The Gathering (Tokio, 2015).
Competición de esports (2015).
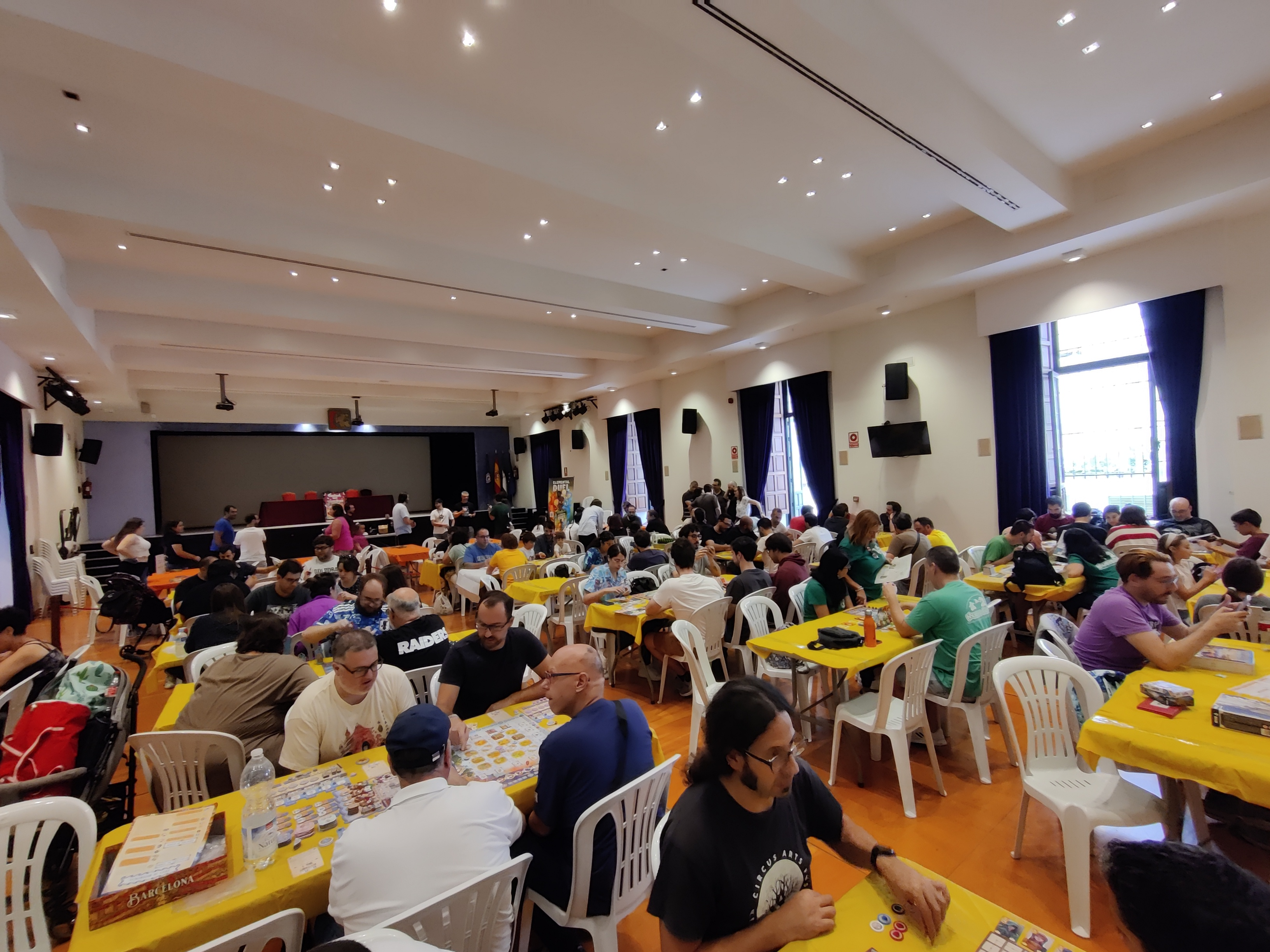
Certamen de juegos de mesa (Córdoba, 2023).

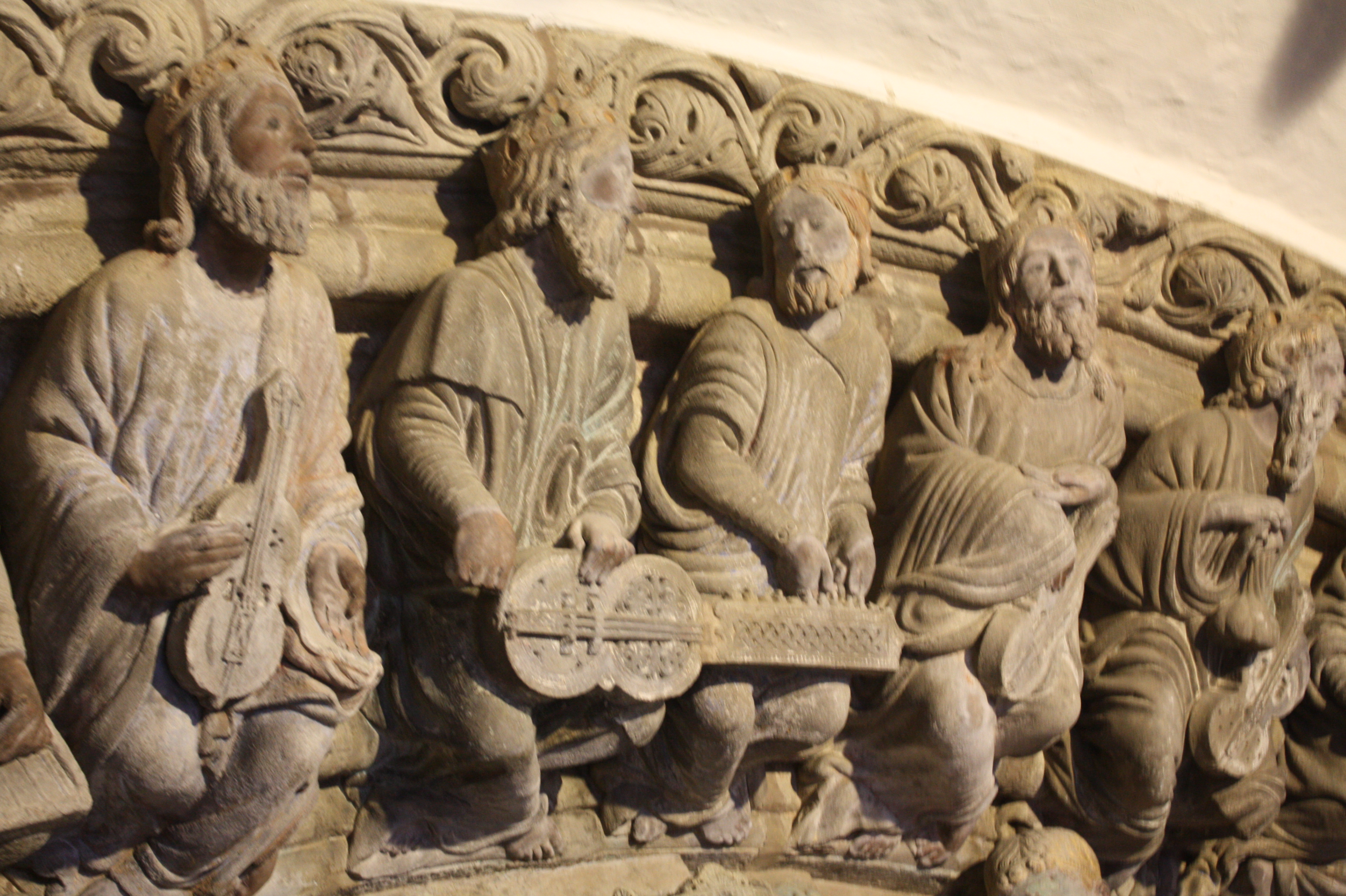
Músicos en una arquivolta del Pórtico de la Gloria.

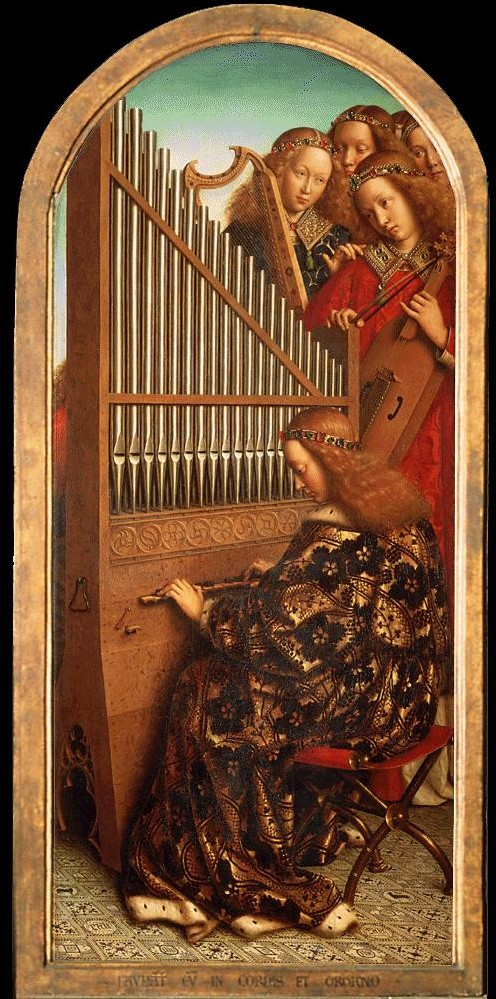
Detalle del Políptico de Gante.

Las representaciones medievales de músicos les hacen tocar sentados, como puede verse en el Pórtico de la Gloria (Maestro Mateo, escultura románica, finales del siglo XII) y en las Cantigas de Santa María (manuscrito iluminado, pintura gótica, finales del siglo XIII). En algún caso, lo exige el volumen del instrumento, como el ángel que toca un órgano en el Políptico de Gante (hermanos Van Eyck, primitivos flamencos, comienzos del siglo XV).

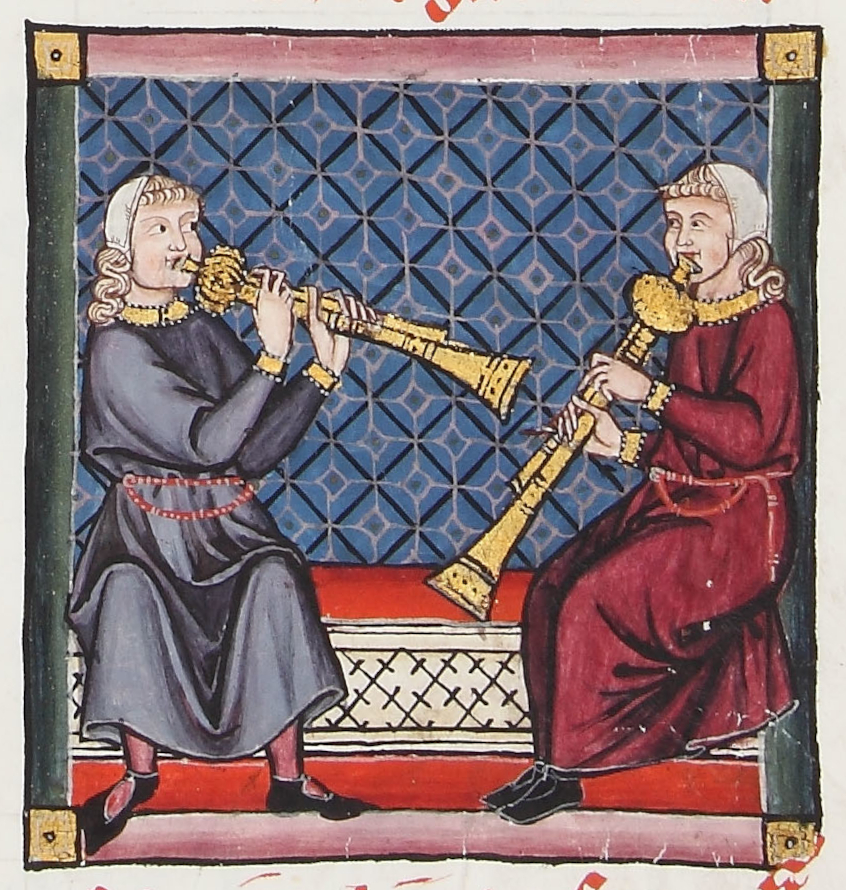
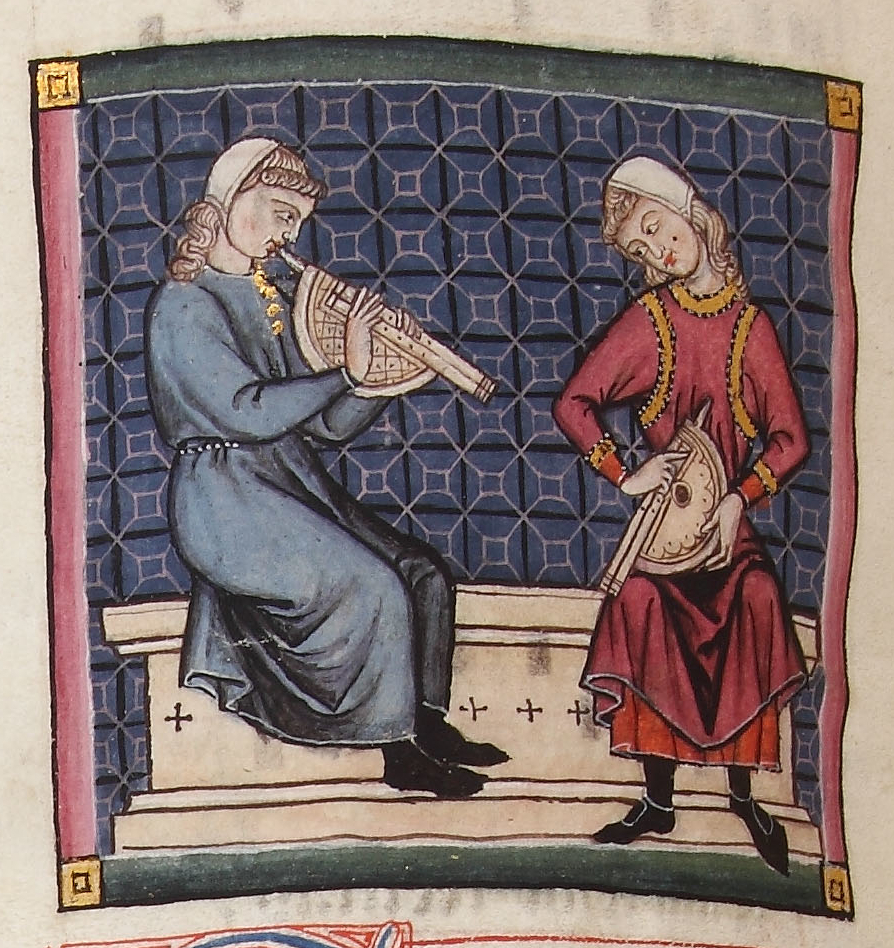
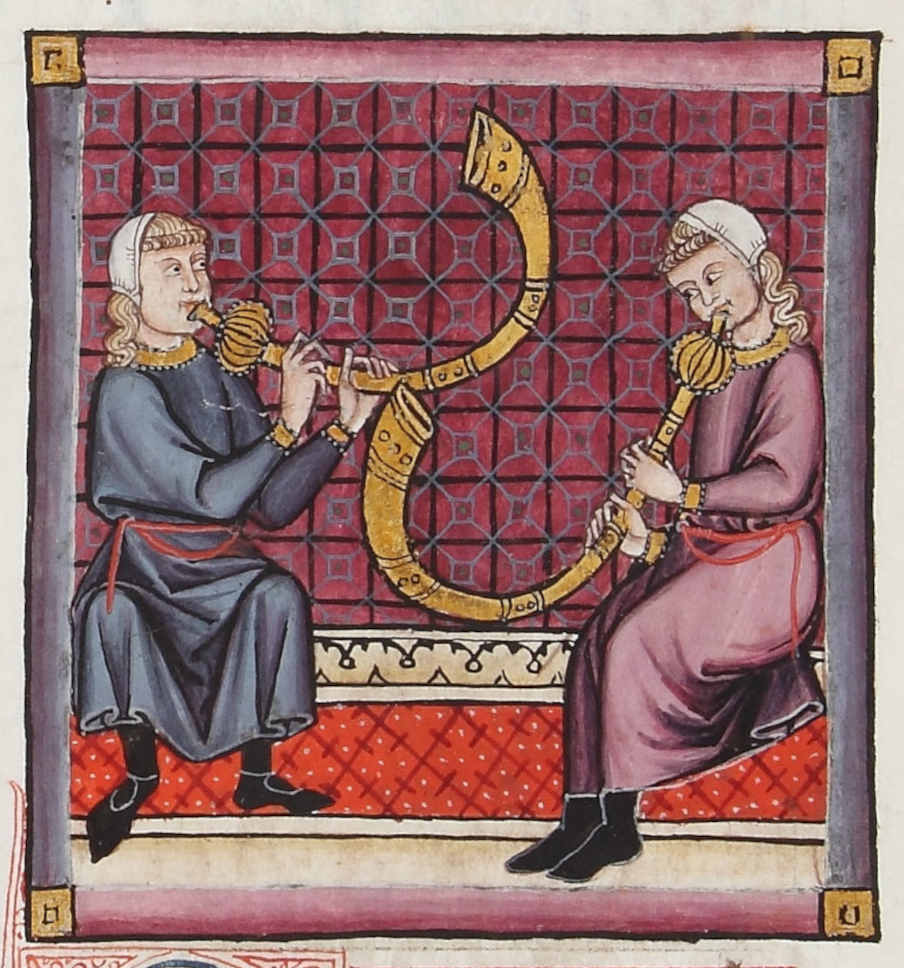
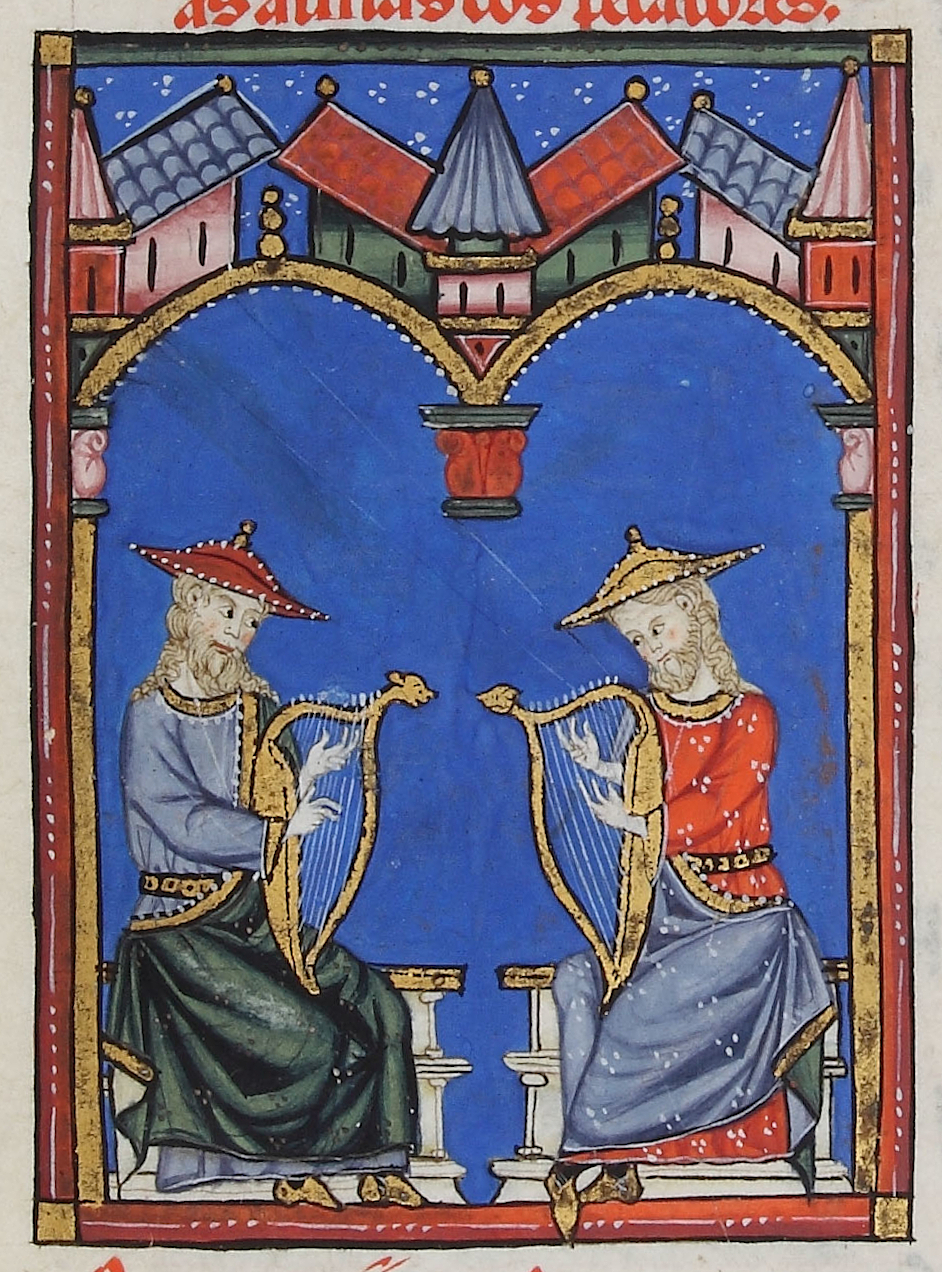

La orquesta sinfónica y demás configuraciones de la música clásica actúa con sus componentes sentados en un orden convencional.
En la mayor parte de los espectáculos musicales de la llamada "música popular" o "moderna", los que actúan en un escenario lo hacen de pie, a excepción de los que tocan la batería o los teclados (y estos, a menudo tampoco). Una excepción es la música flamenca, en la que, aunque haya baile, tanto los guitarristas como los cantaores y palmeros actúan sentados (tocar el cajón flamenco necesariamente se hace sentado sobre él), tradición que proviene de las "juergas flamencas" que se celebran como reuniones domésticas o en la calle (a las que también "se sacan sillas al fresco", una costumbre española -reuniones espontáneas de vecinos para charlar- que ha sido propuesta para su declaración como patrimonio cultural inmaterial de la humanidad).
La "juerga" tiene precedentes anteriores a la llegada de los gitanos a España, pues puede remontarse a las zambras que celebraban los moriscos y que prohibían las autoridades hasta su expulsión; y desde el siglo XIX se viene celebrando como espectáculo profesionalizado en colmados y tablaos. La silla tradicional en estos contextos es la llamada "silla de enea" (rústica, con patas y travesaños de madera lisa o torneada y el asiento tejido o tranzado con cuerda o guita de ese material -enea, espadaña, cáñamo o esparto-). En el norte de España había una costumbre semejante, que se hacía en el interior de las casas campesinas, al tiempo que se hilaba (el filandón).

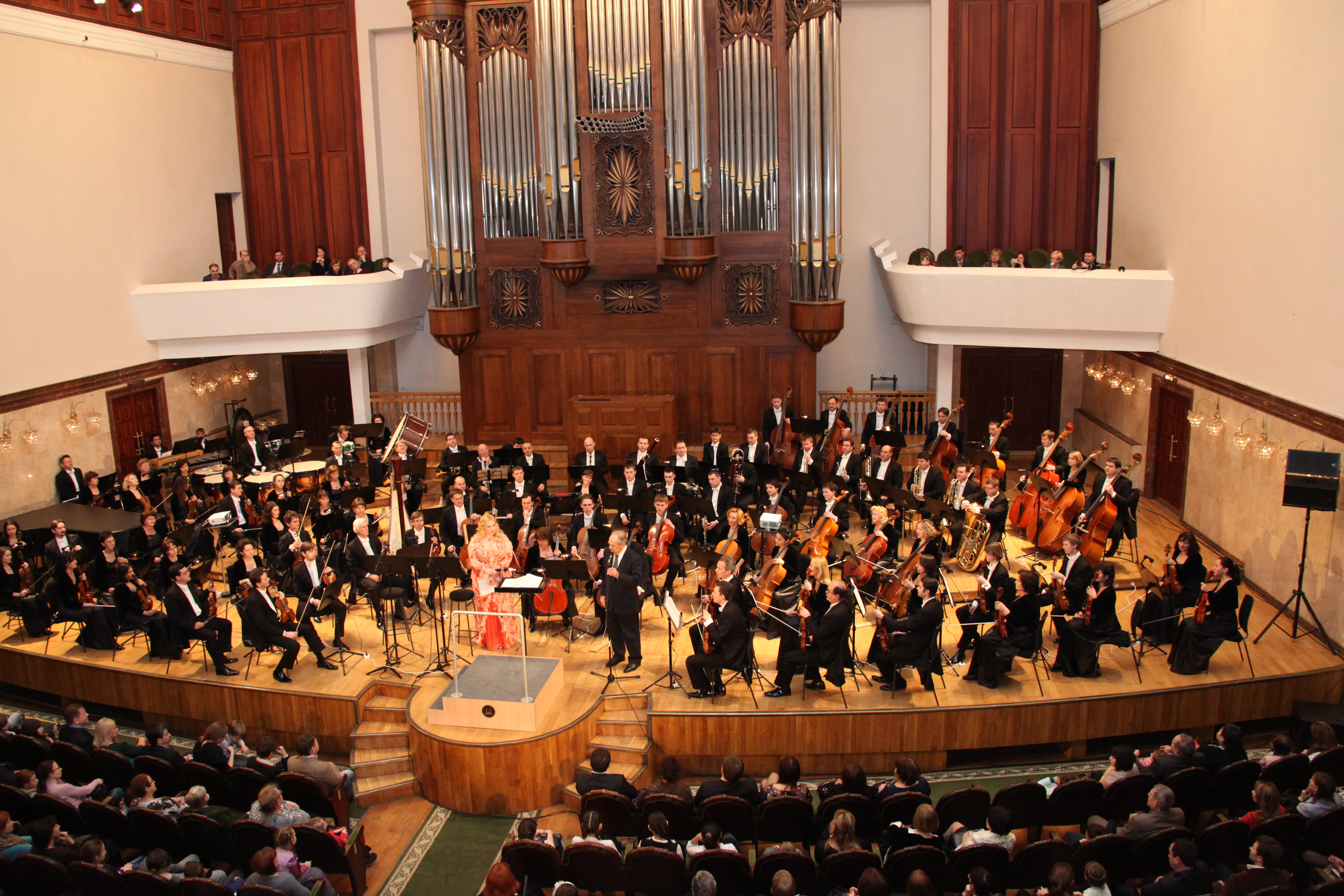
Orquesta sinfónica de Tatarstán (2013).
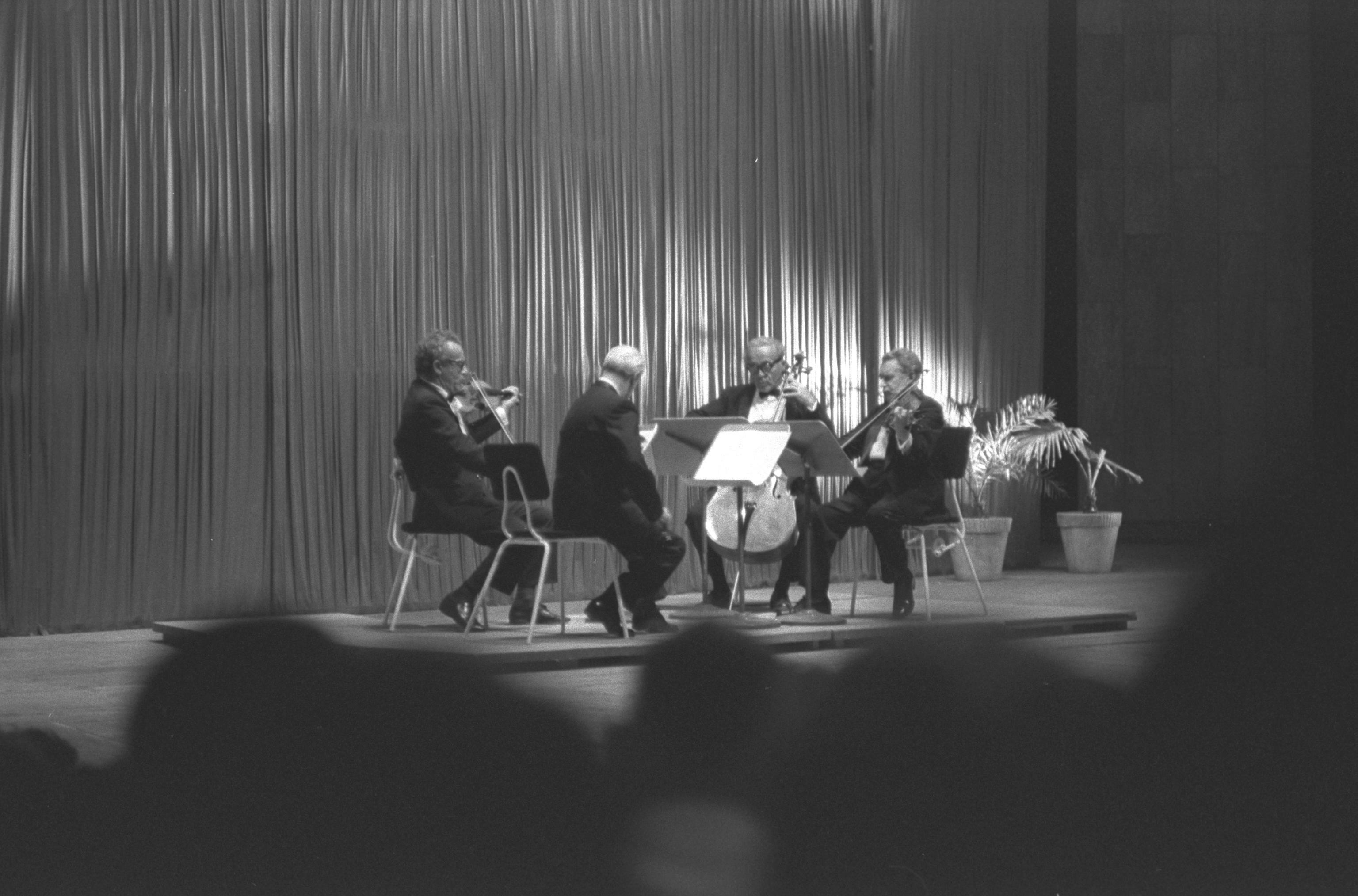
Cuarteto de cuerda de Budapest (1961).
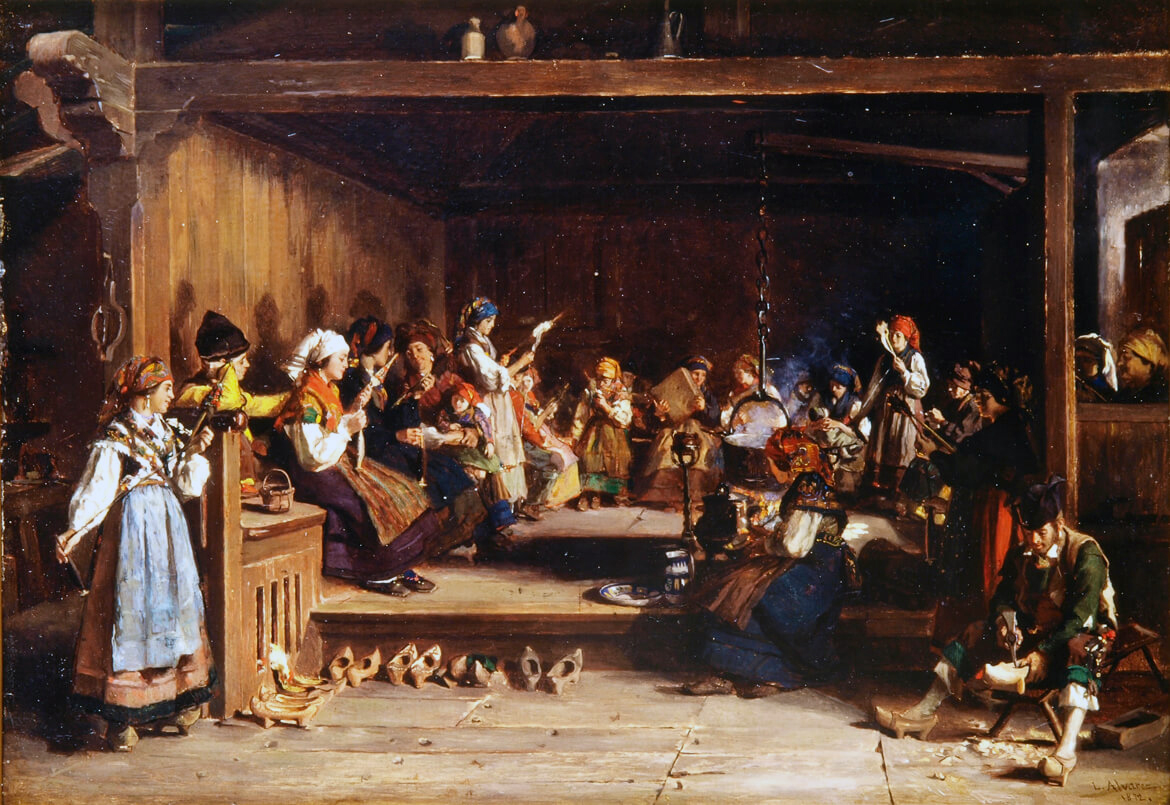
Filandón, de Luis Álvarez Catalá (1872).
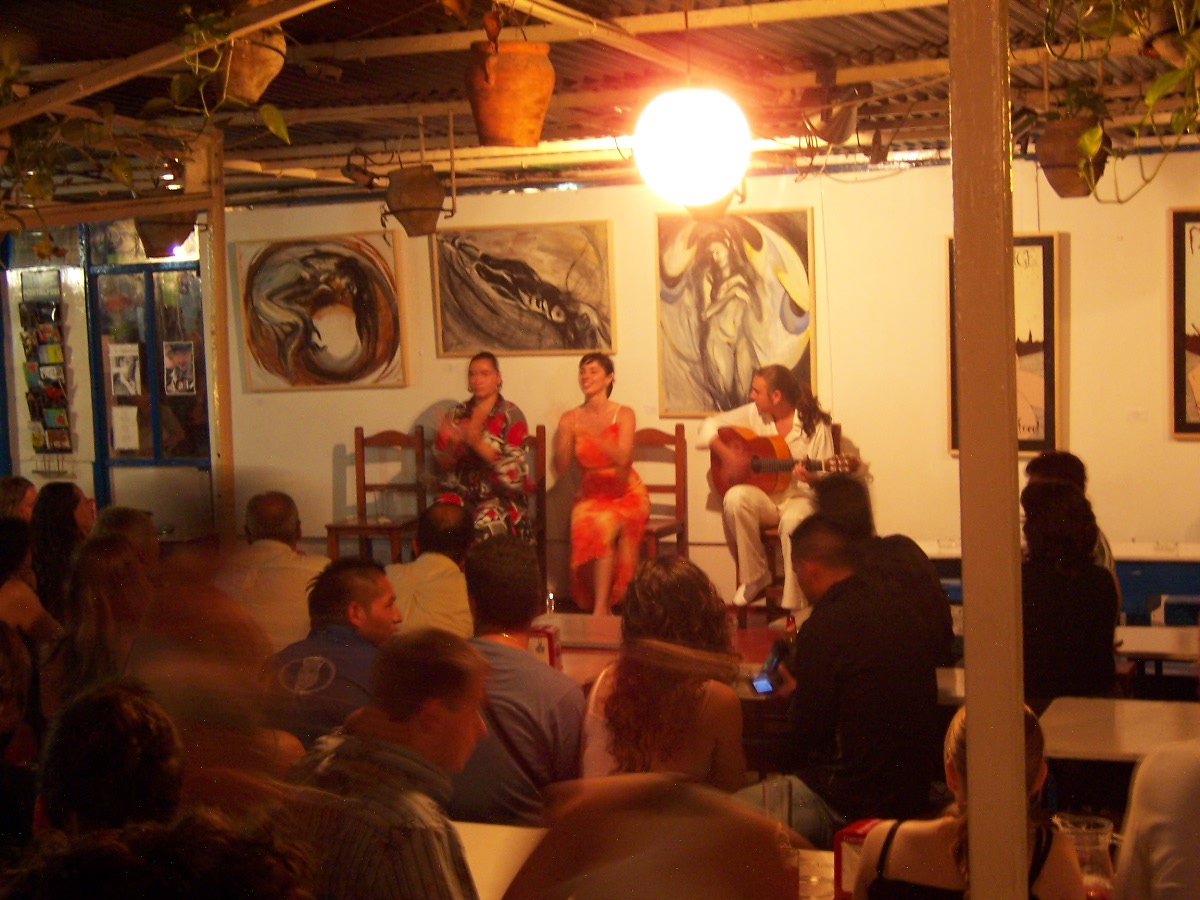
Espectáculo flamenco (Sevilla, 2005).
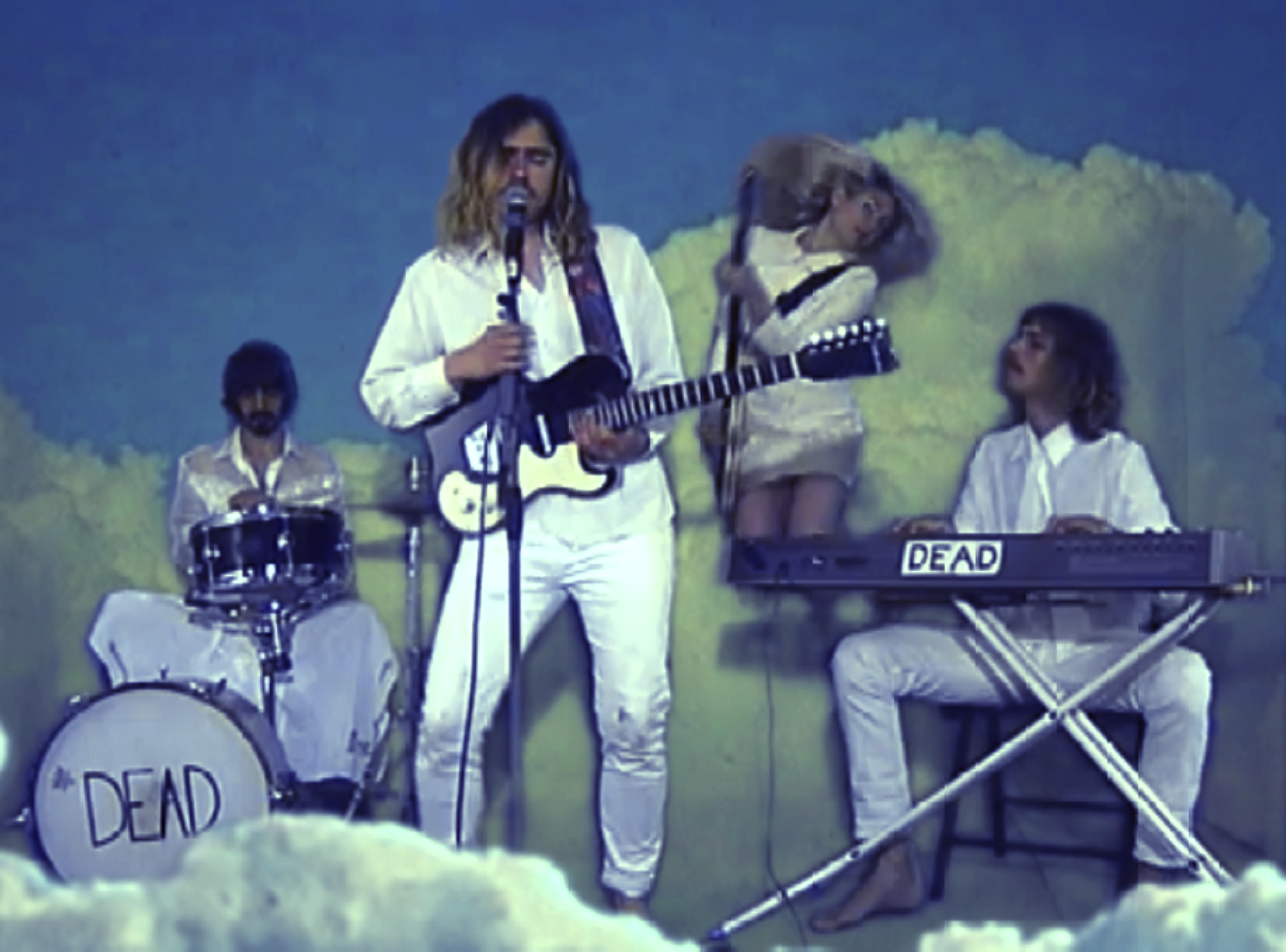
Banda pop en su configuración típica (Berlín 2015).

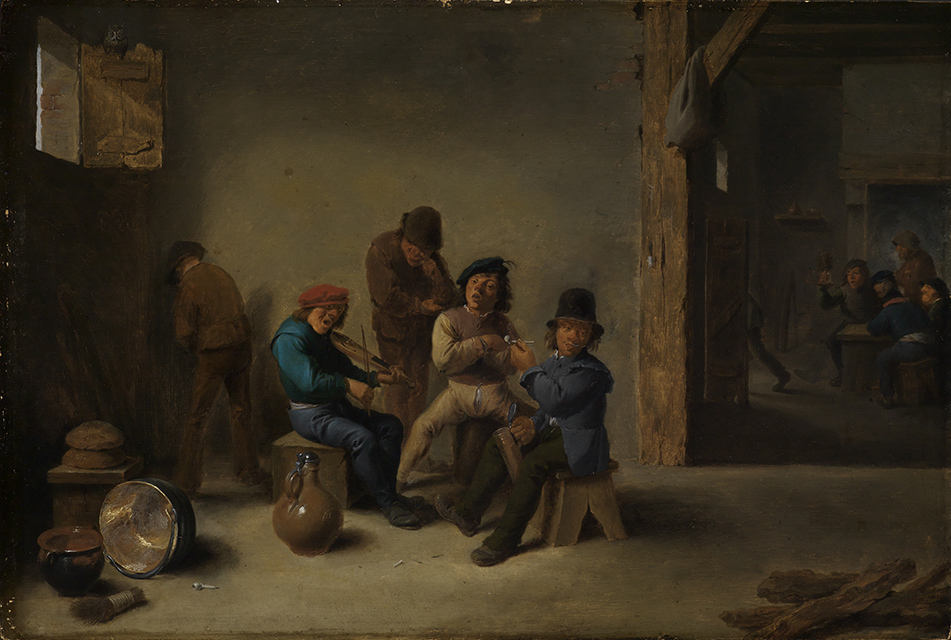
Granjeros bebiendo y fumando en una taberna, de David Teniers el Joven, 1634.

La postura sentada es habitual en establecimientos de hostelería y otros lugares de ocio para comer, beber y (hasta la extensión de su prohibición a la mayor parte de los espacios públicos) fumar.

## Postura sentada en animales
Algunos animales adoptan una postura sentada.
Es una postura muy habitual en simios y otros primates. La liberación de los miembros superiores les permite utilizarlos de diversas formas, como para manipular objetos (por ejemplo, durante la alimentación) o para acicalarse (comportamiento no solo relacionado con la limpieza de parásitos, sino que es una forma importante de relación social).

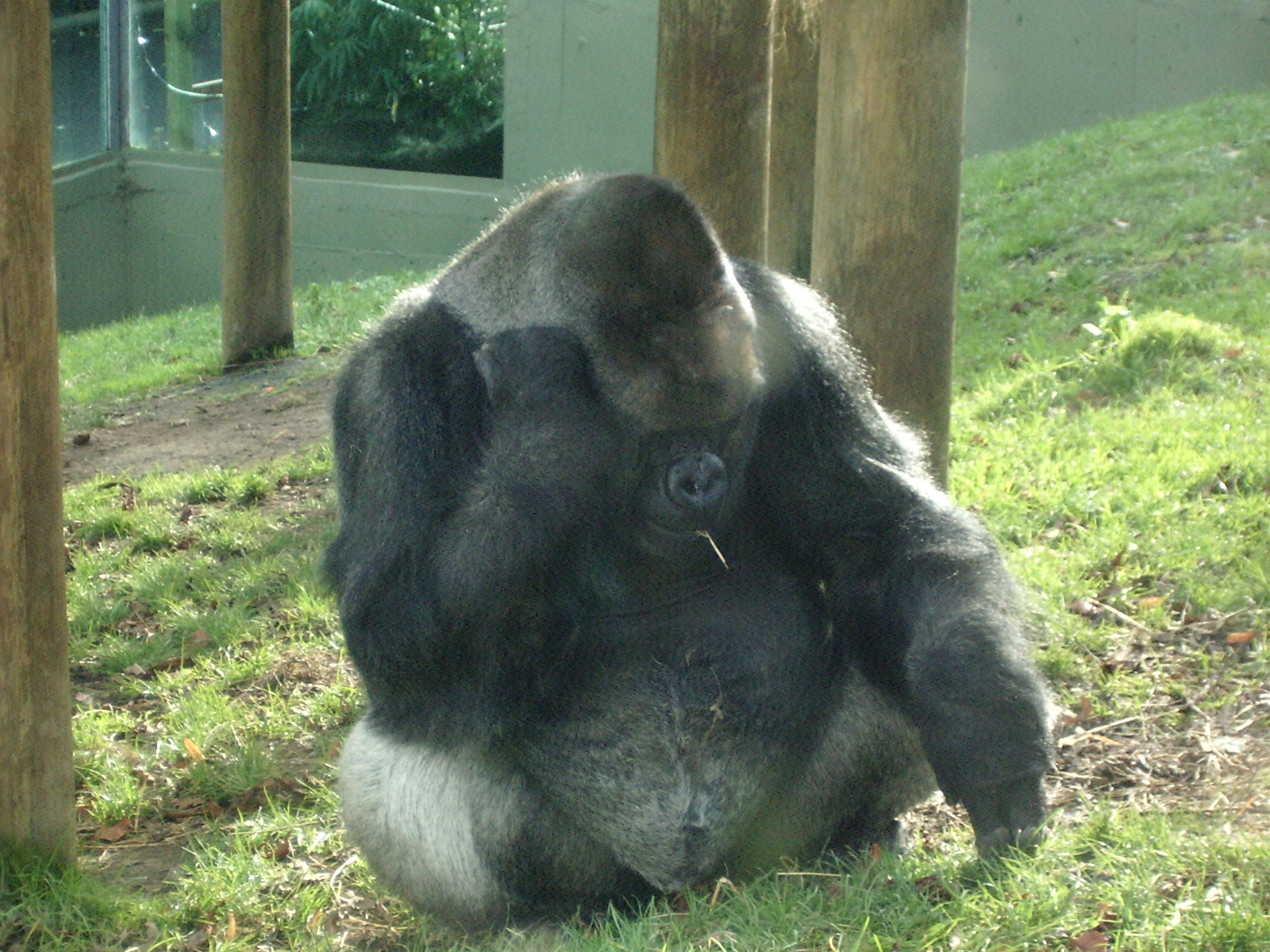
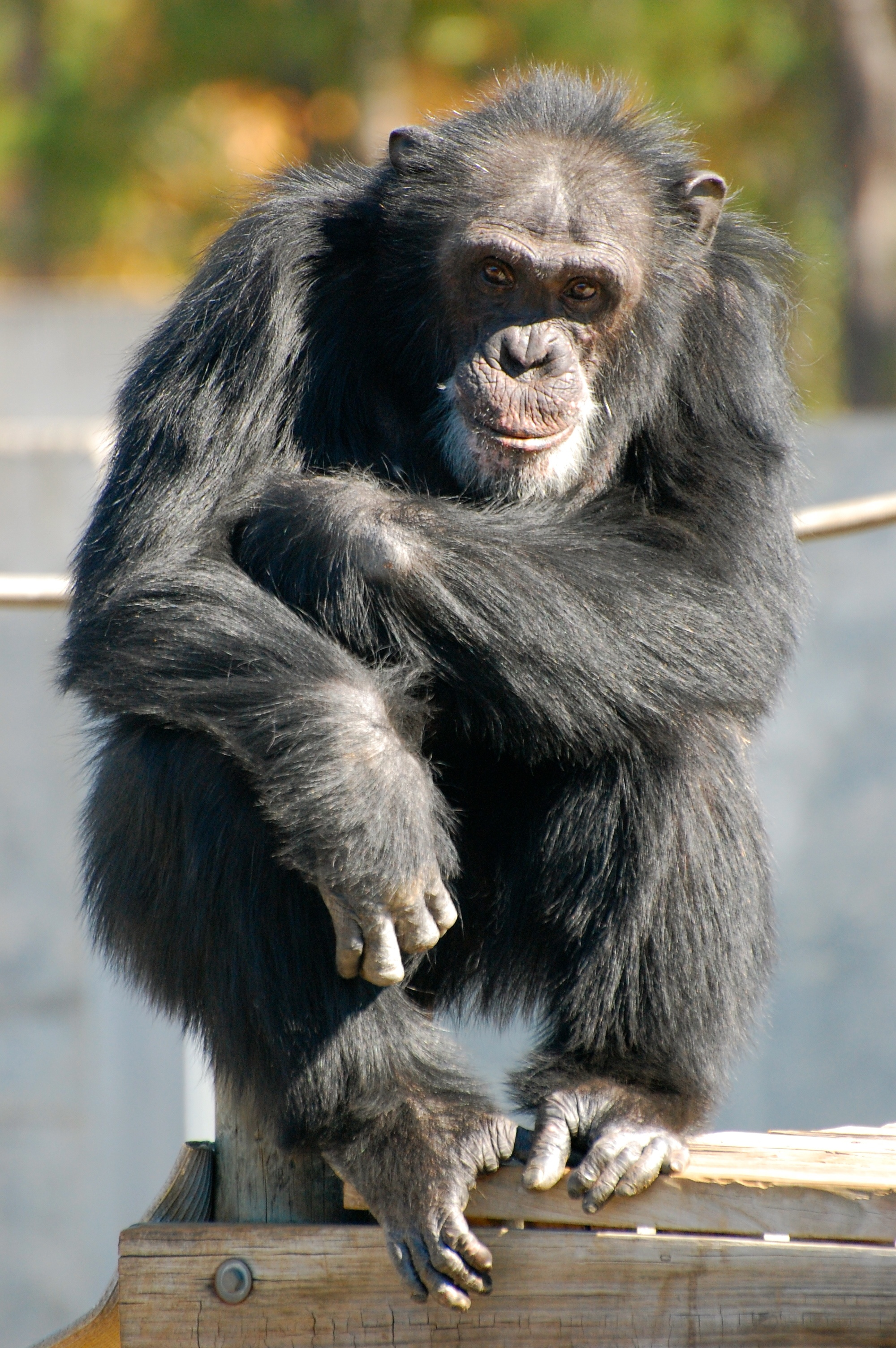
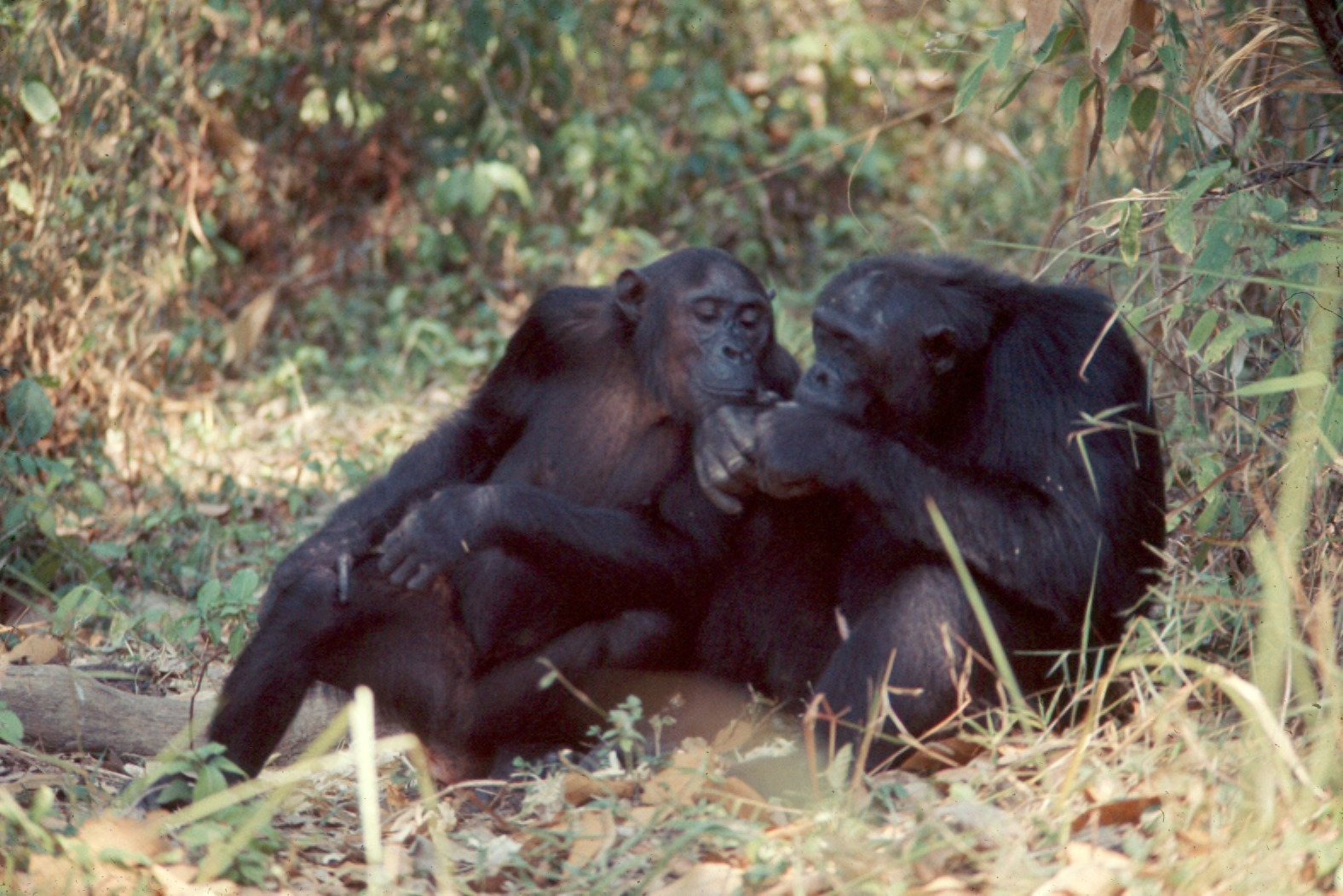
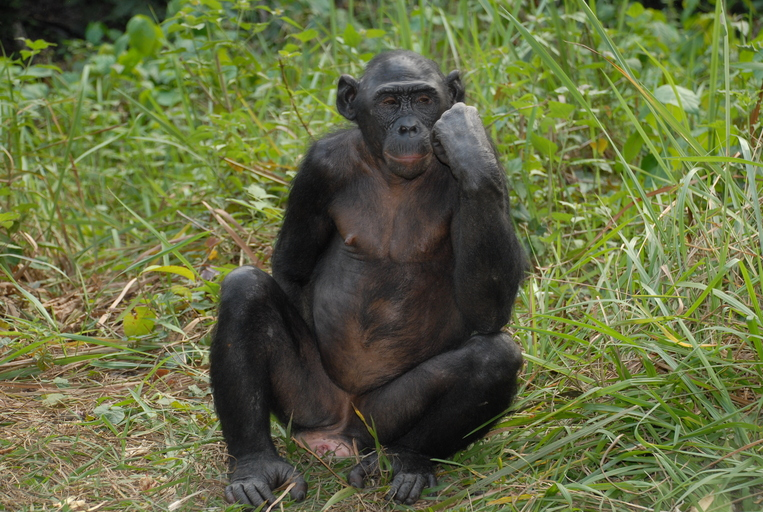
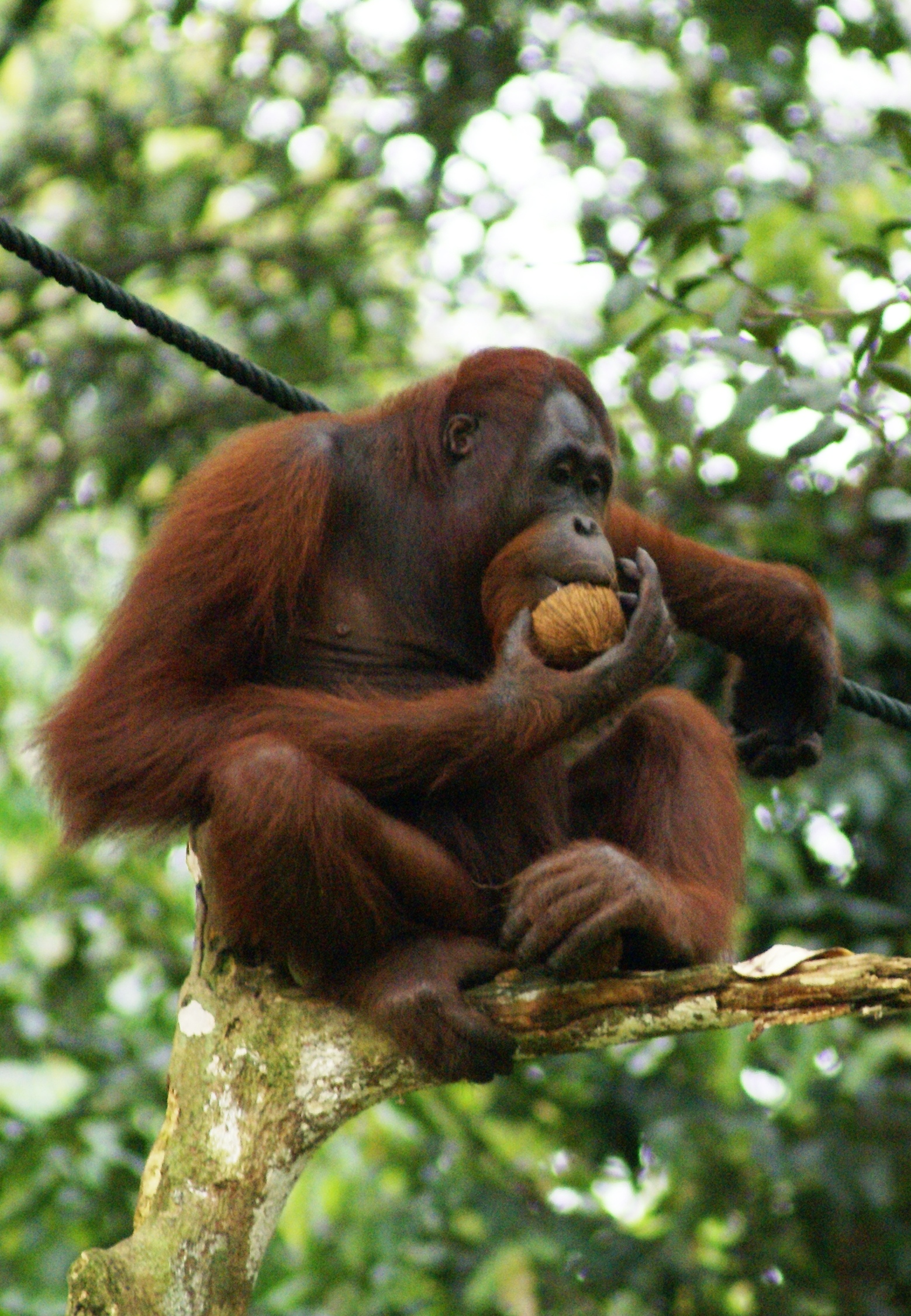
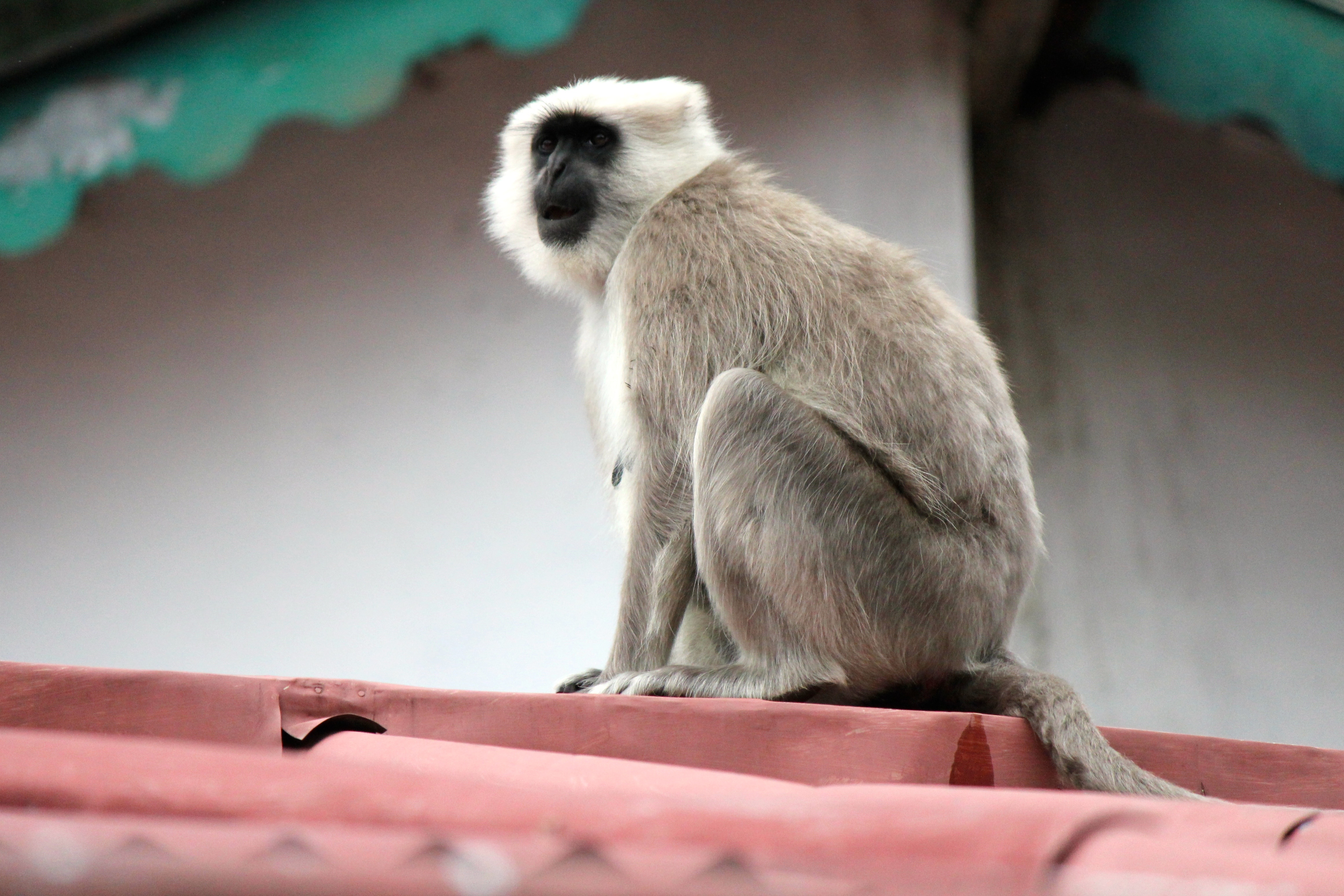
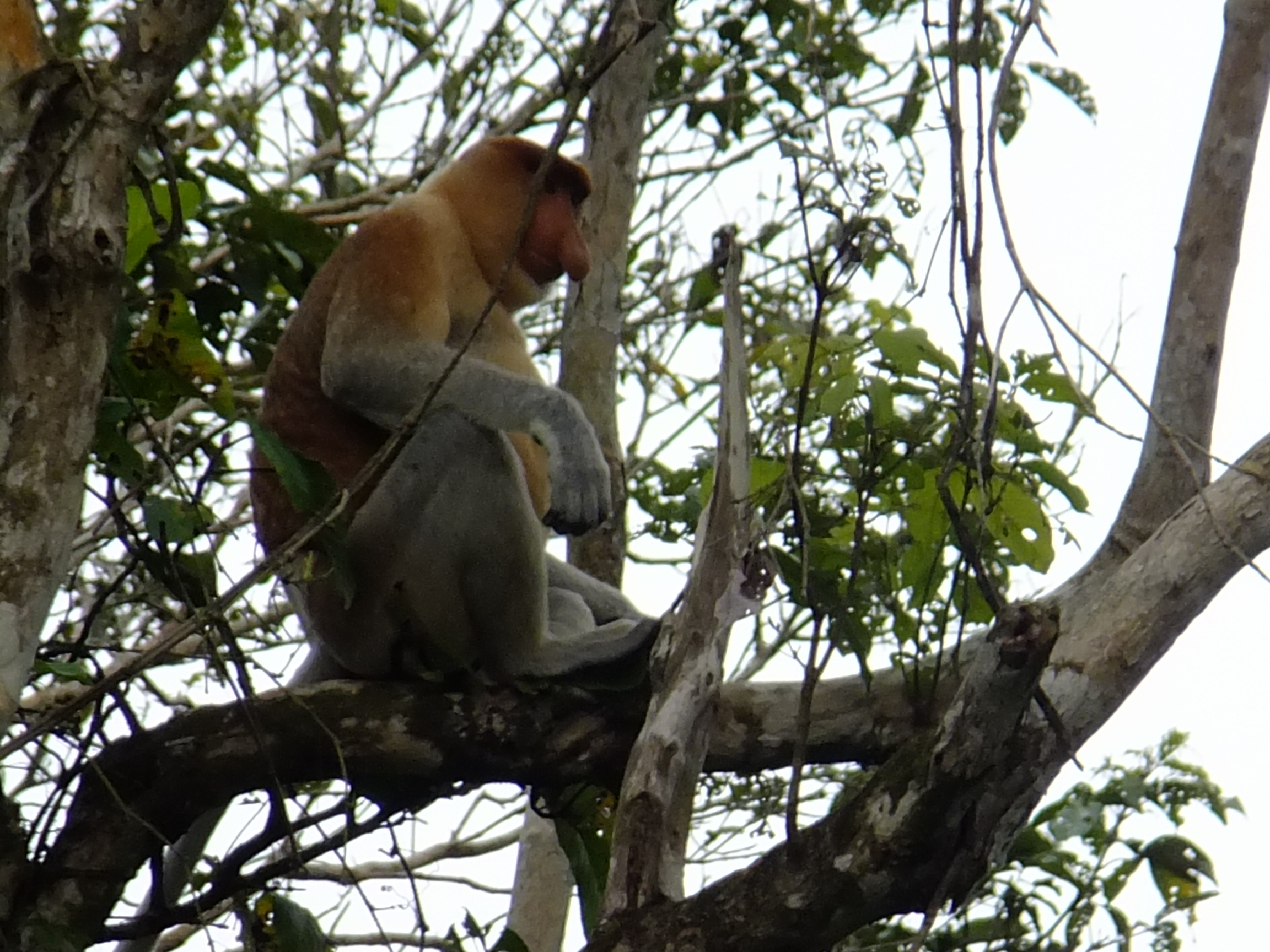
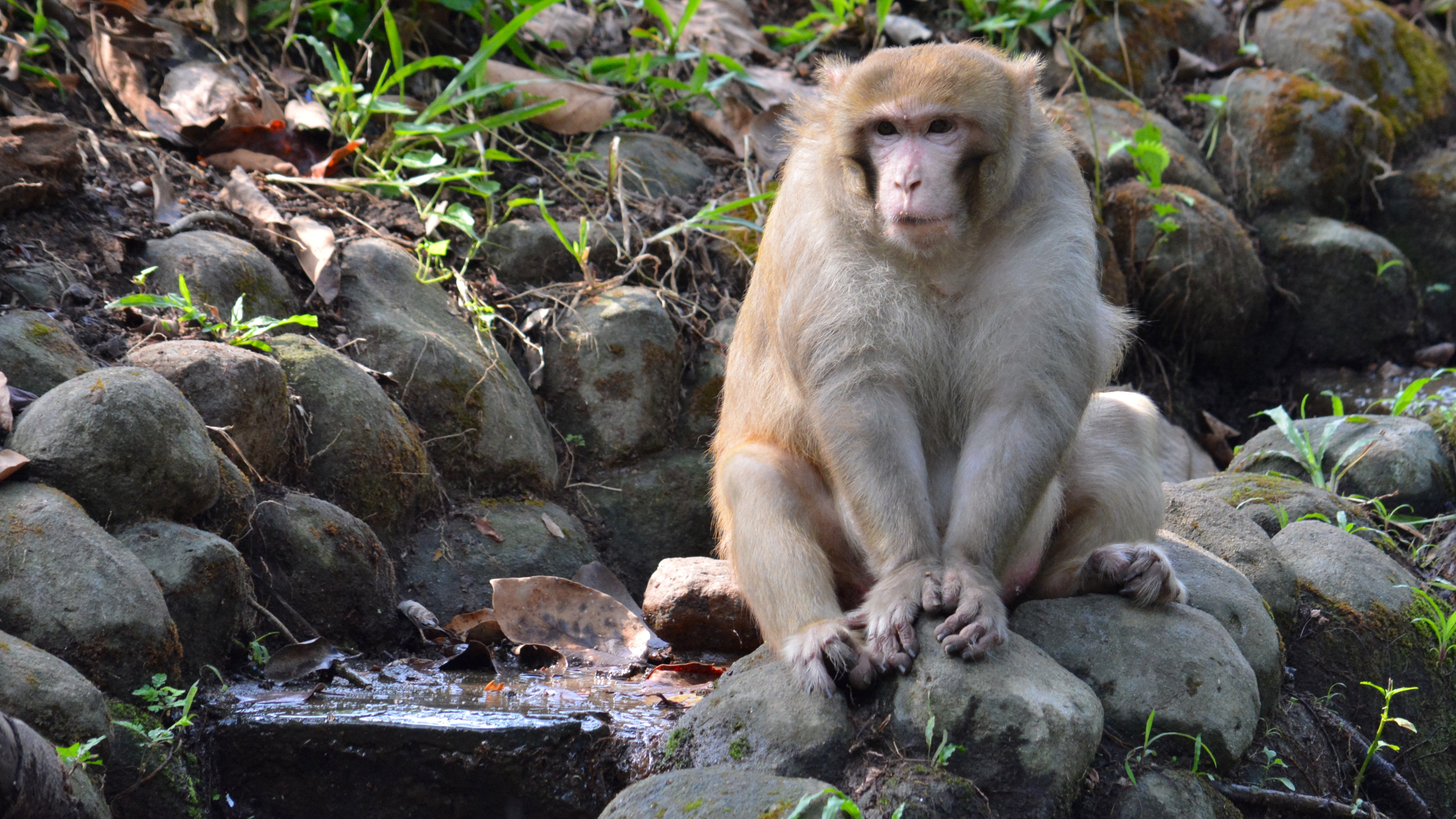
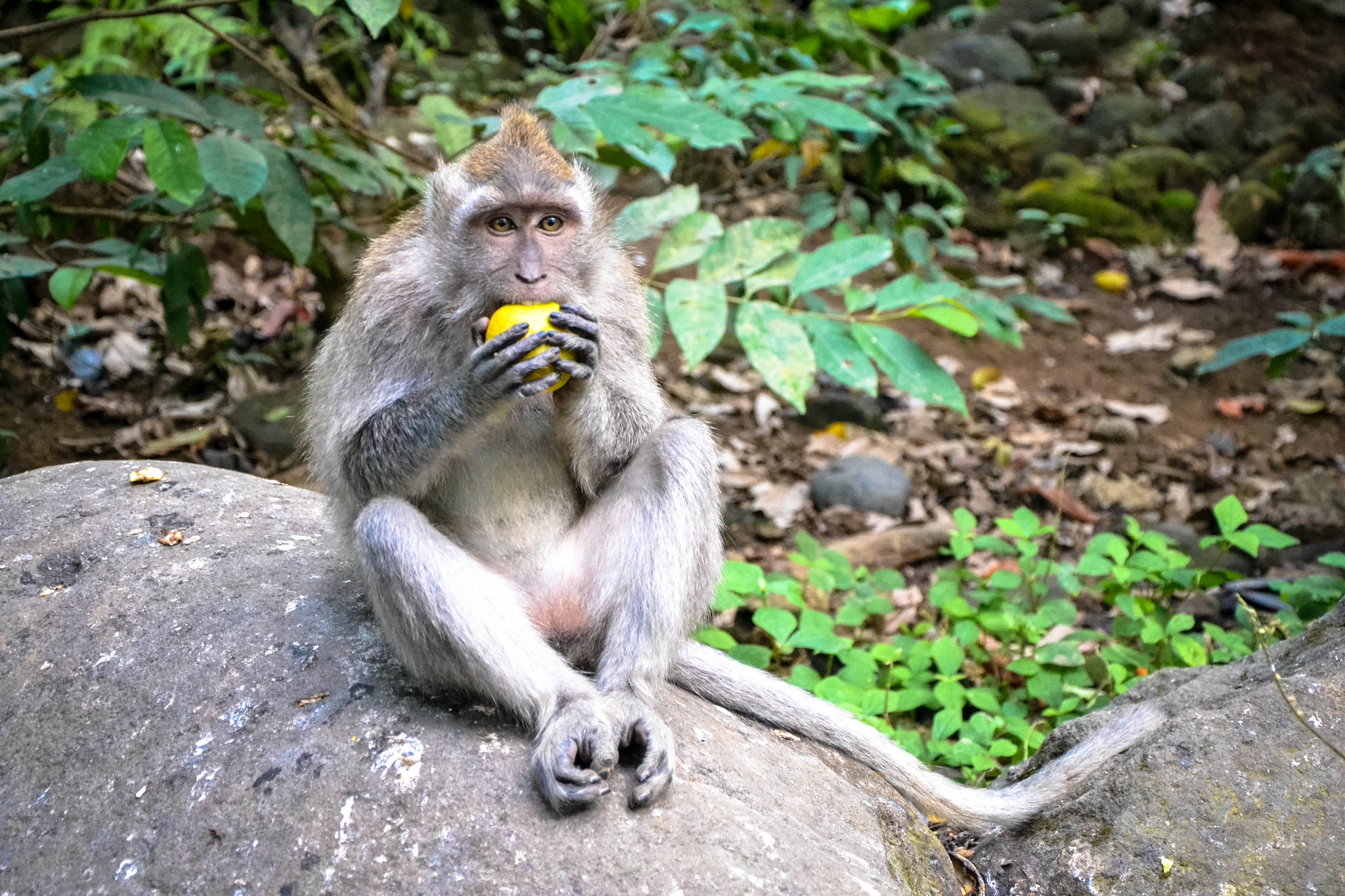
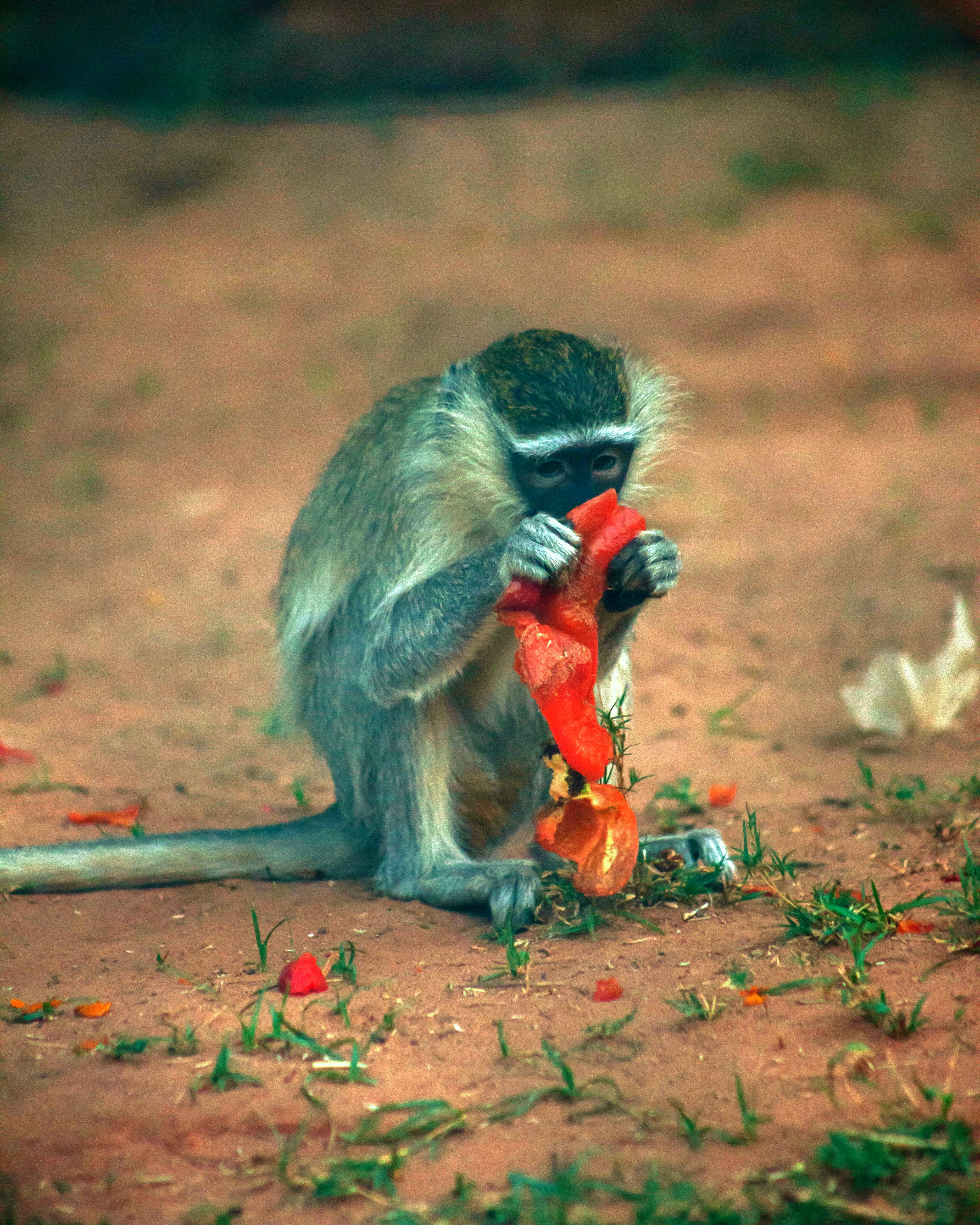
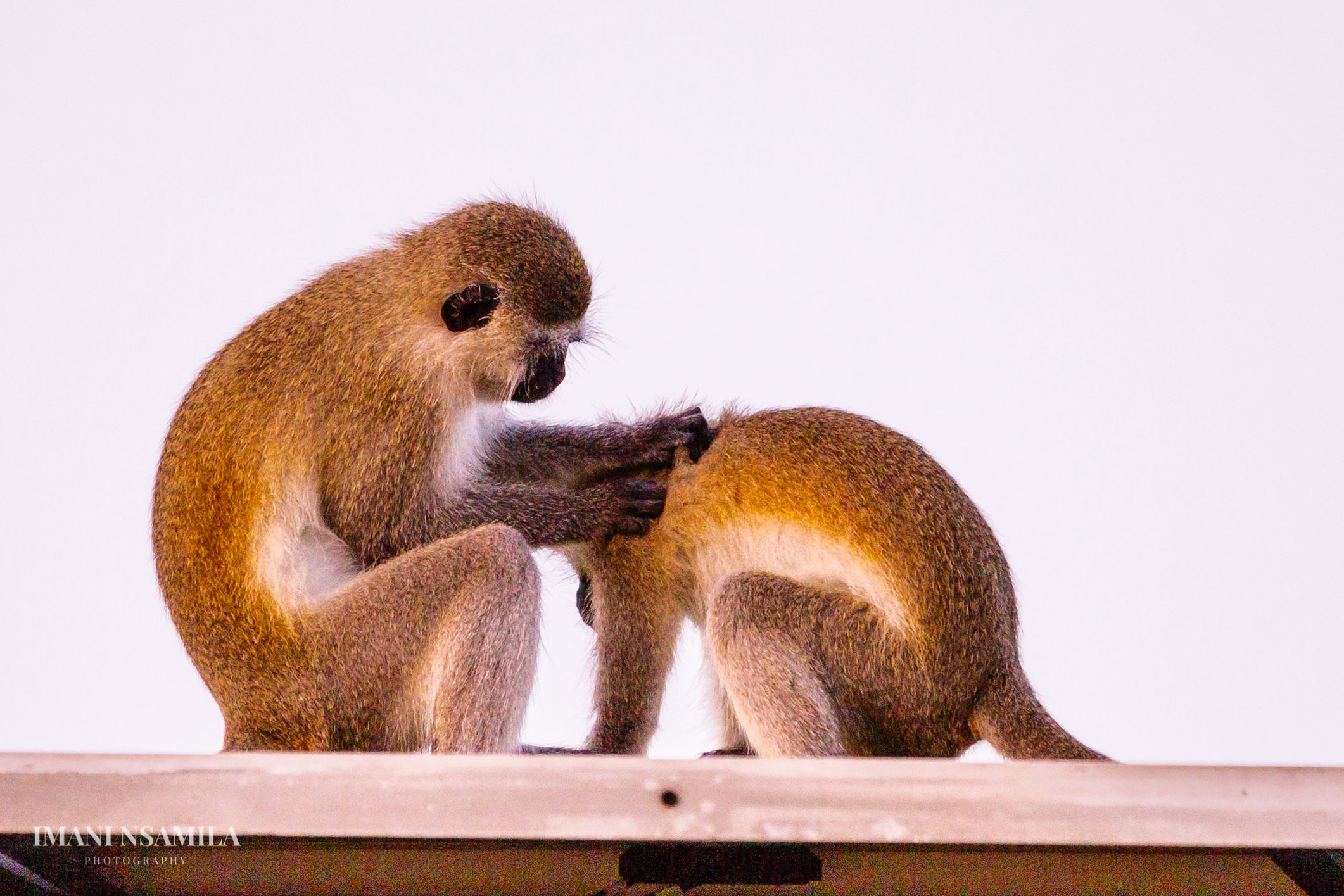
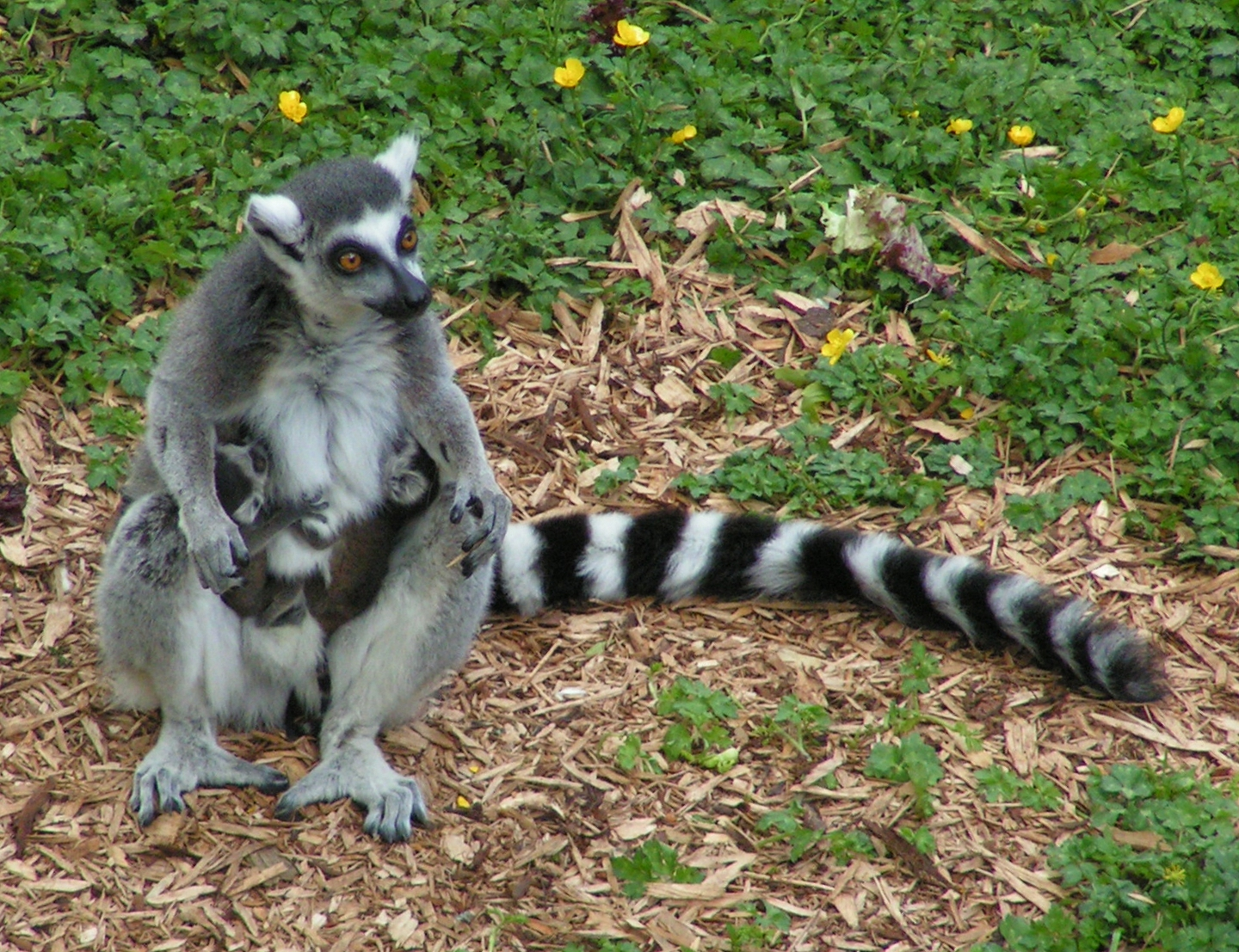

De entre los monos antropomorfos (los más cercanos evolutivamente al ser humano) destaca que, particularmente entre los gorilas, el sentarse en grupo es una actividad muy importante.

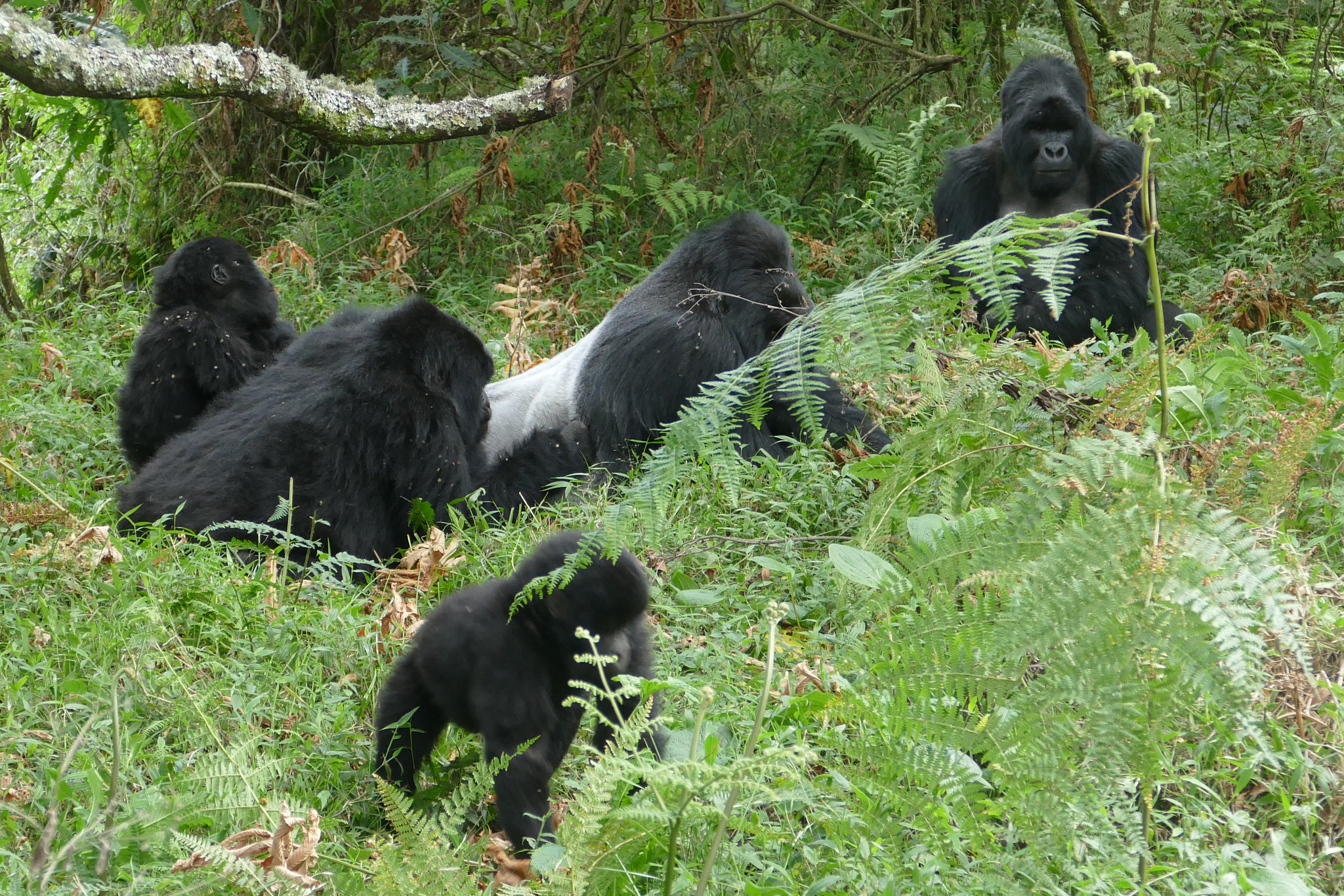
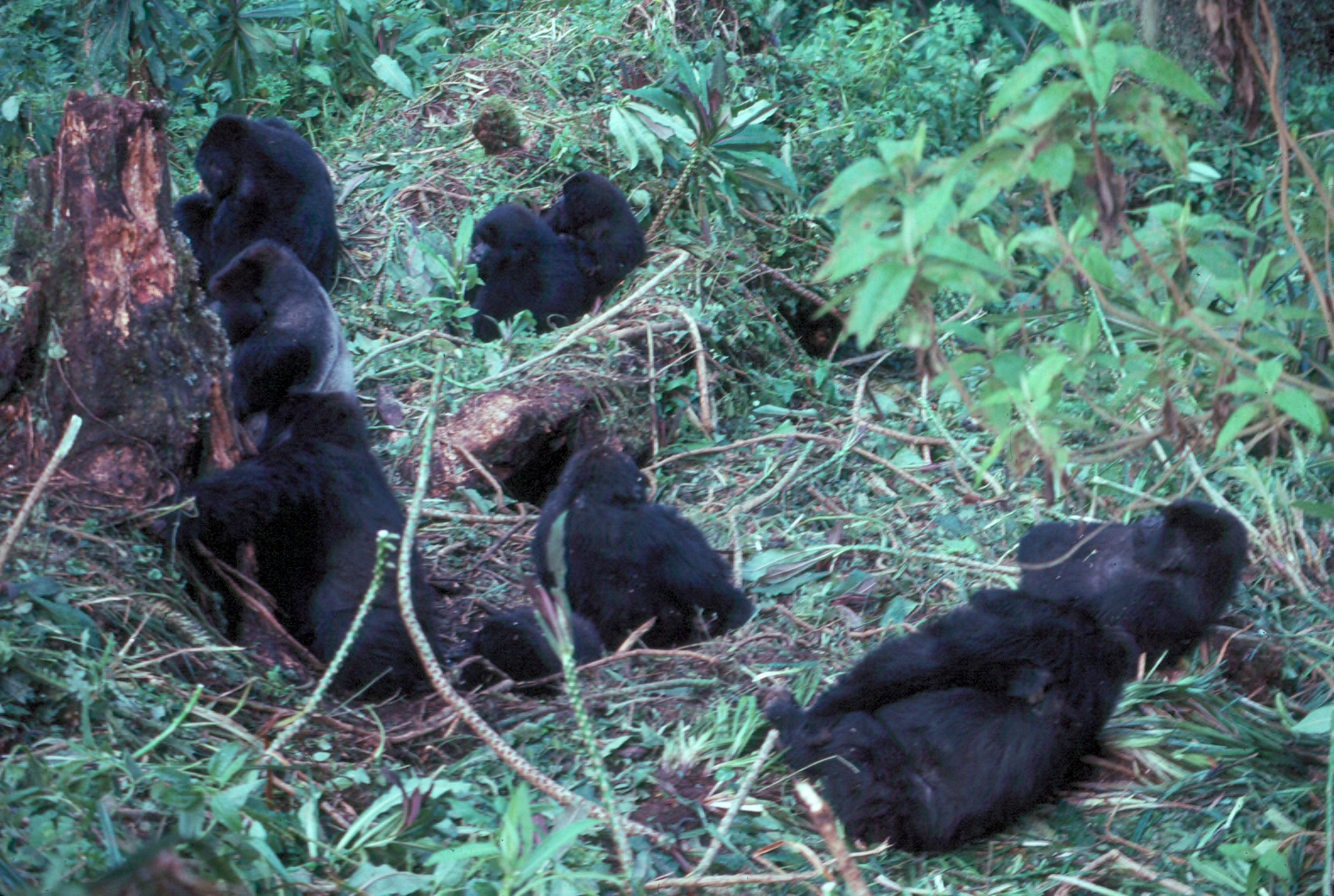
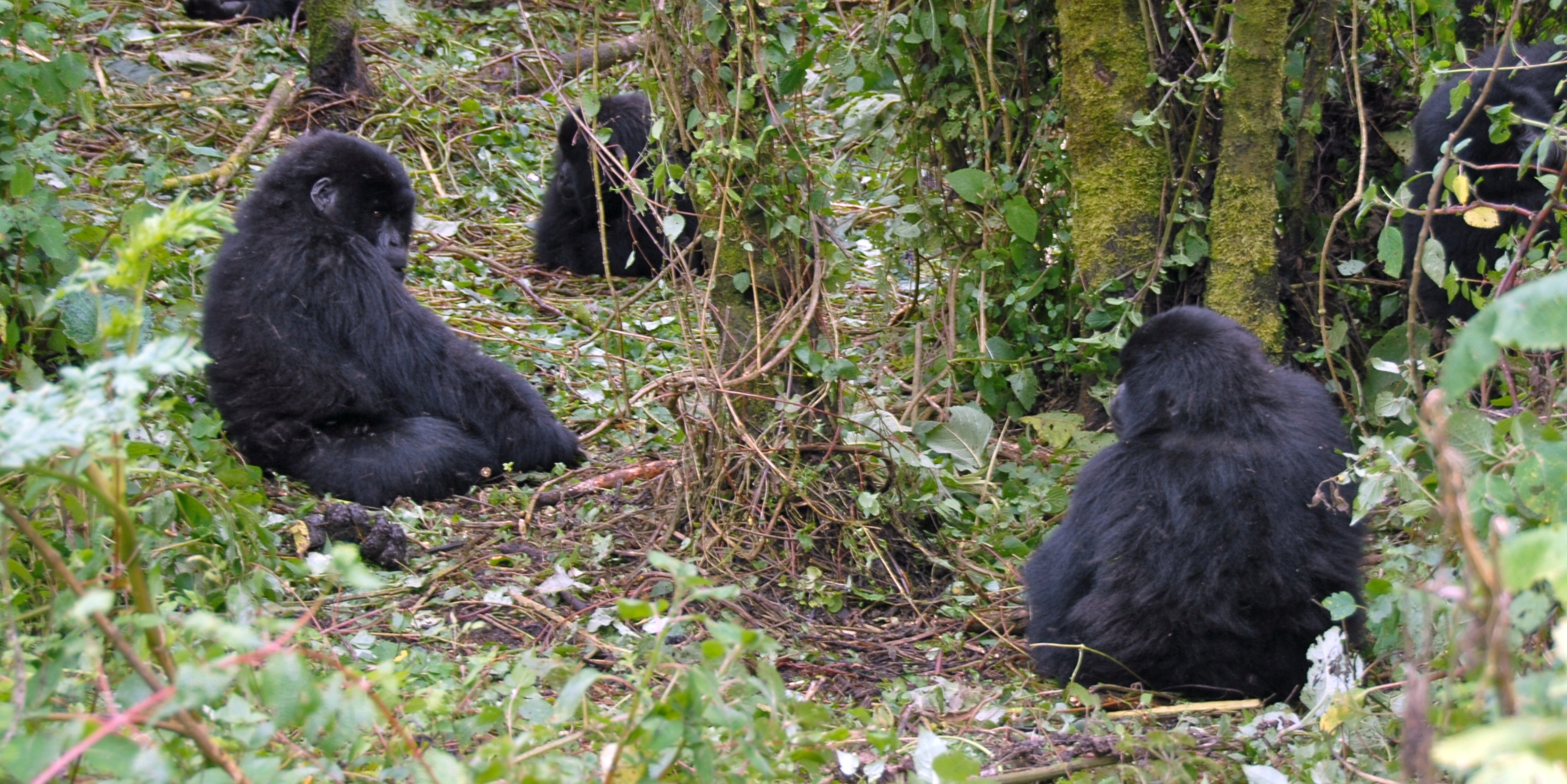

También se encuentra esa postura en otras especies de mamíferos, con distintos efectos, pero genéricamente con el resultado de obtener un punto de vista más elevado que en otras posiciones, lo que es una ventaja para la vigilancia, tanto en depredadores como en presas.

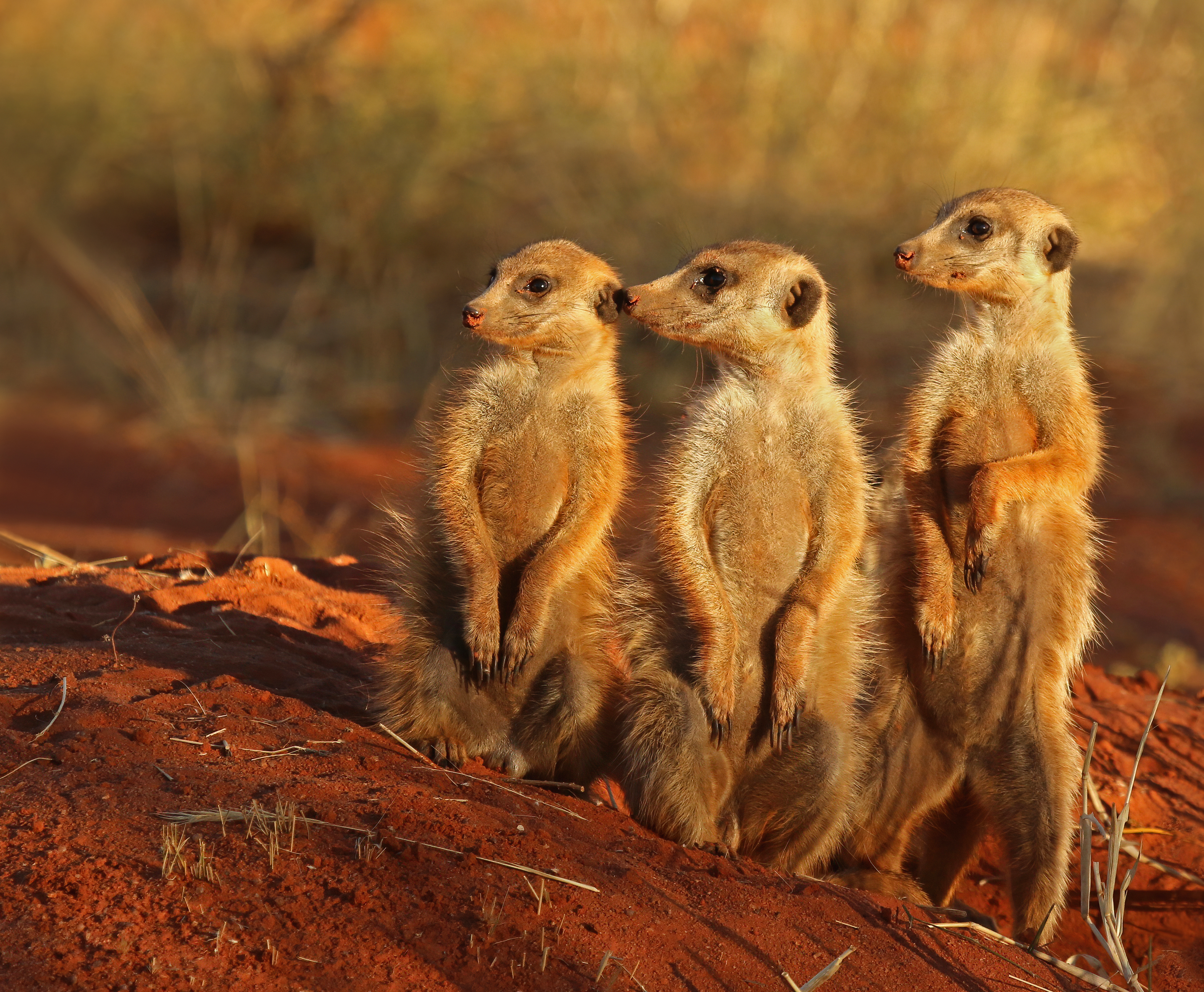
Suricatos.
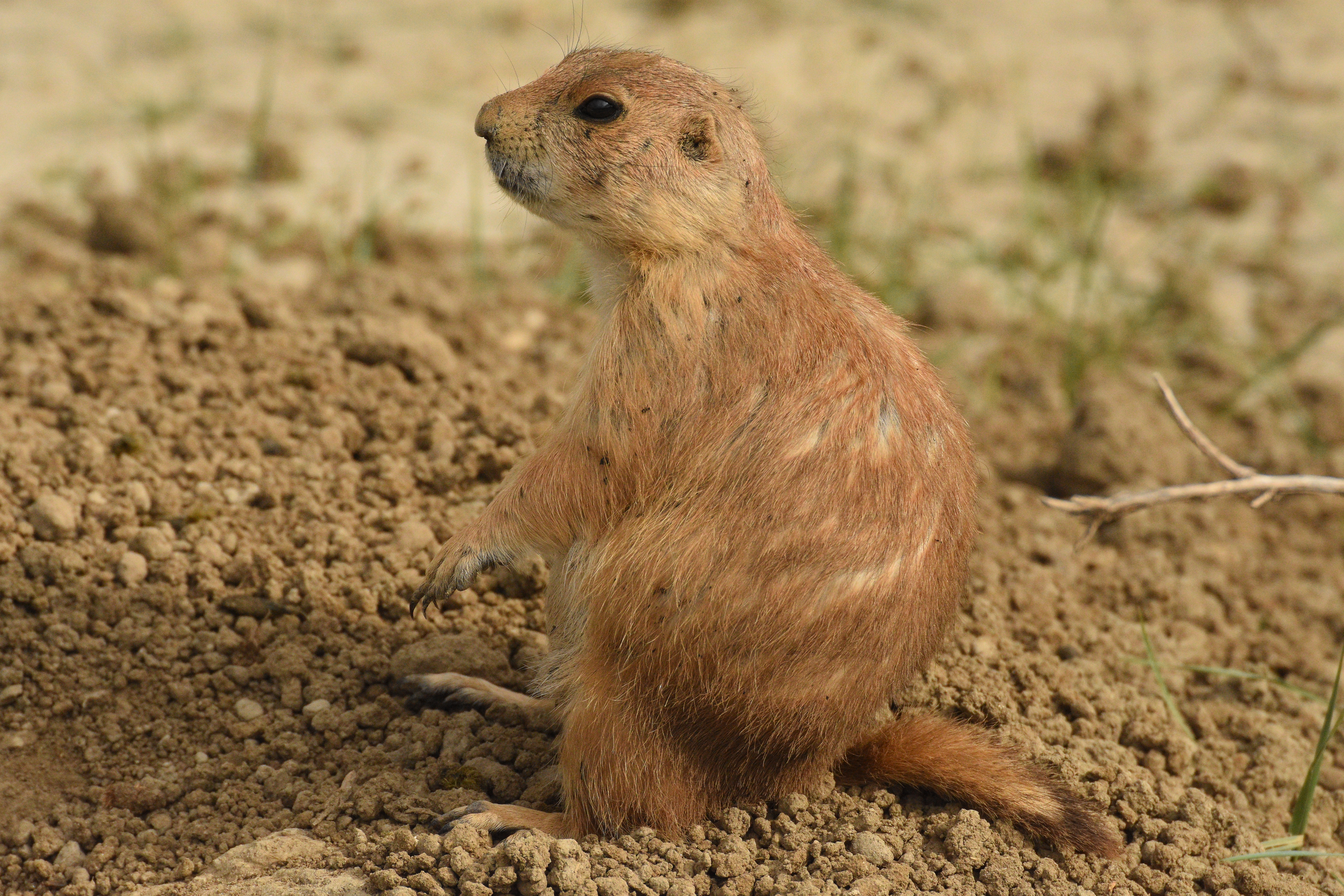
Perrito de las praderas.
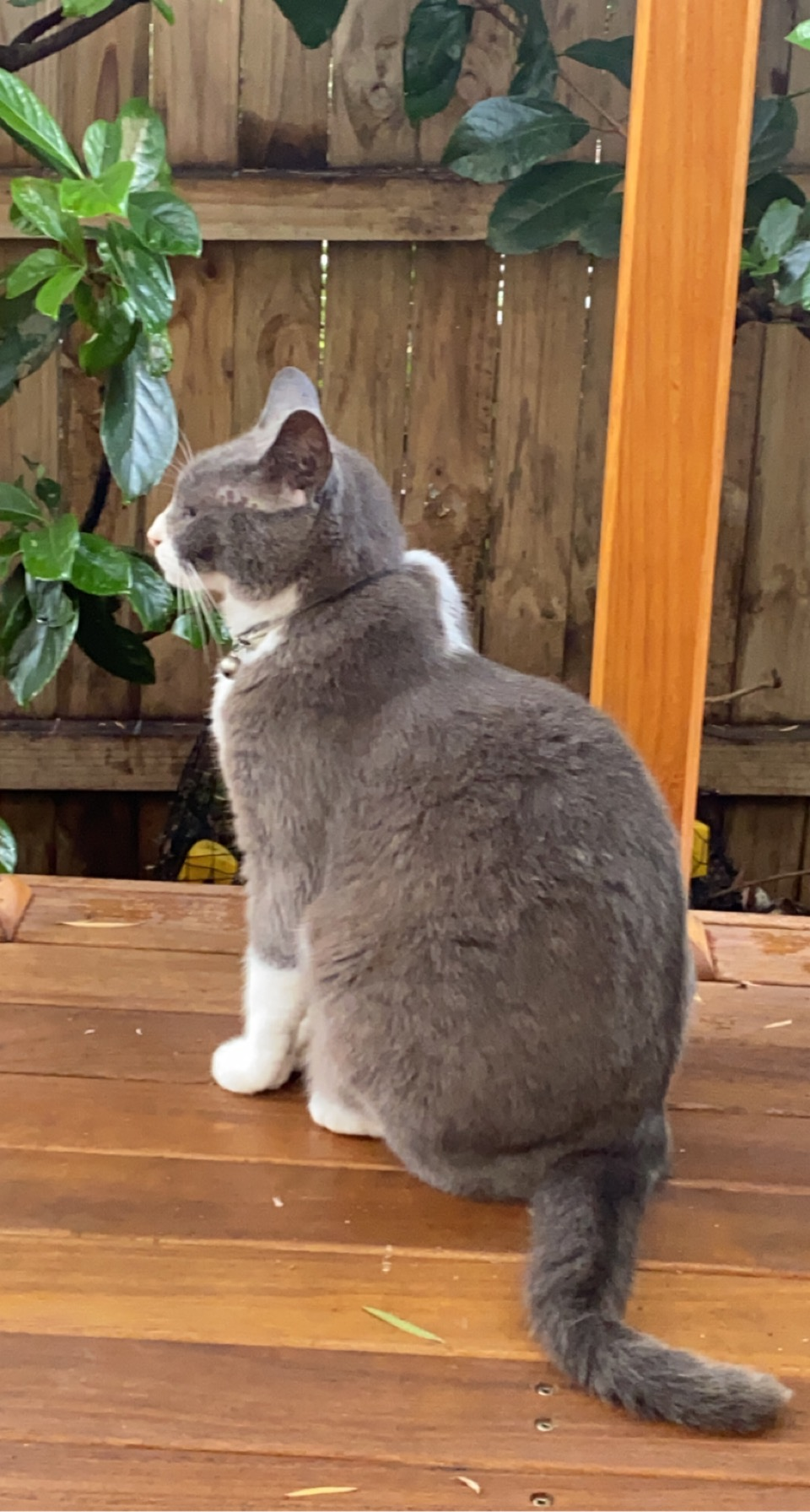
Gato.
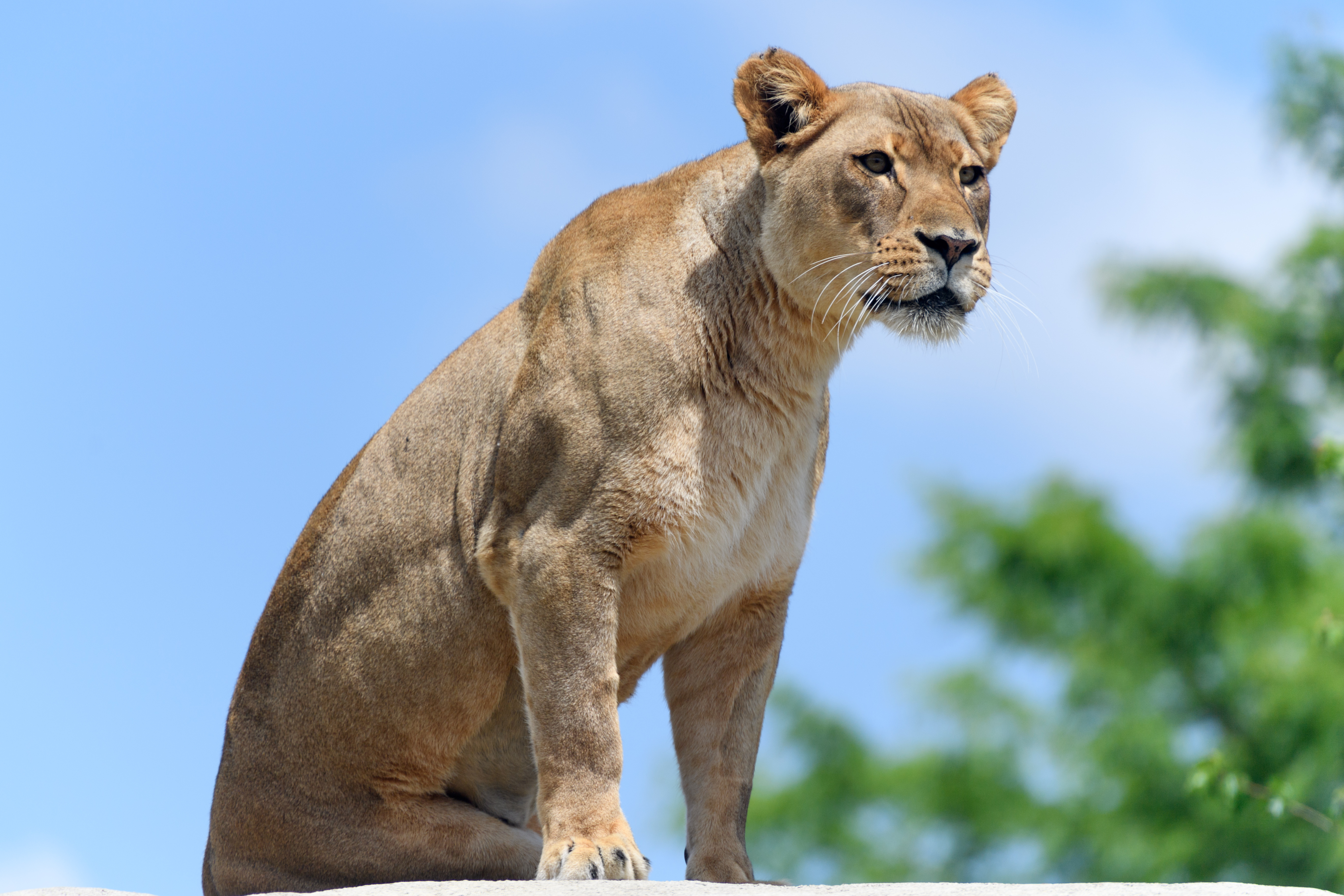
Leona.
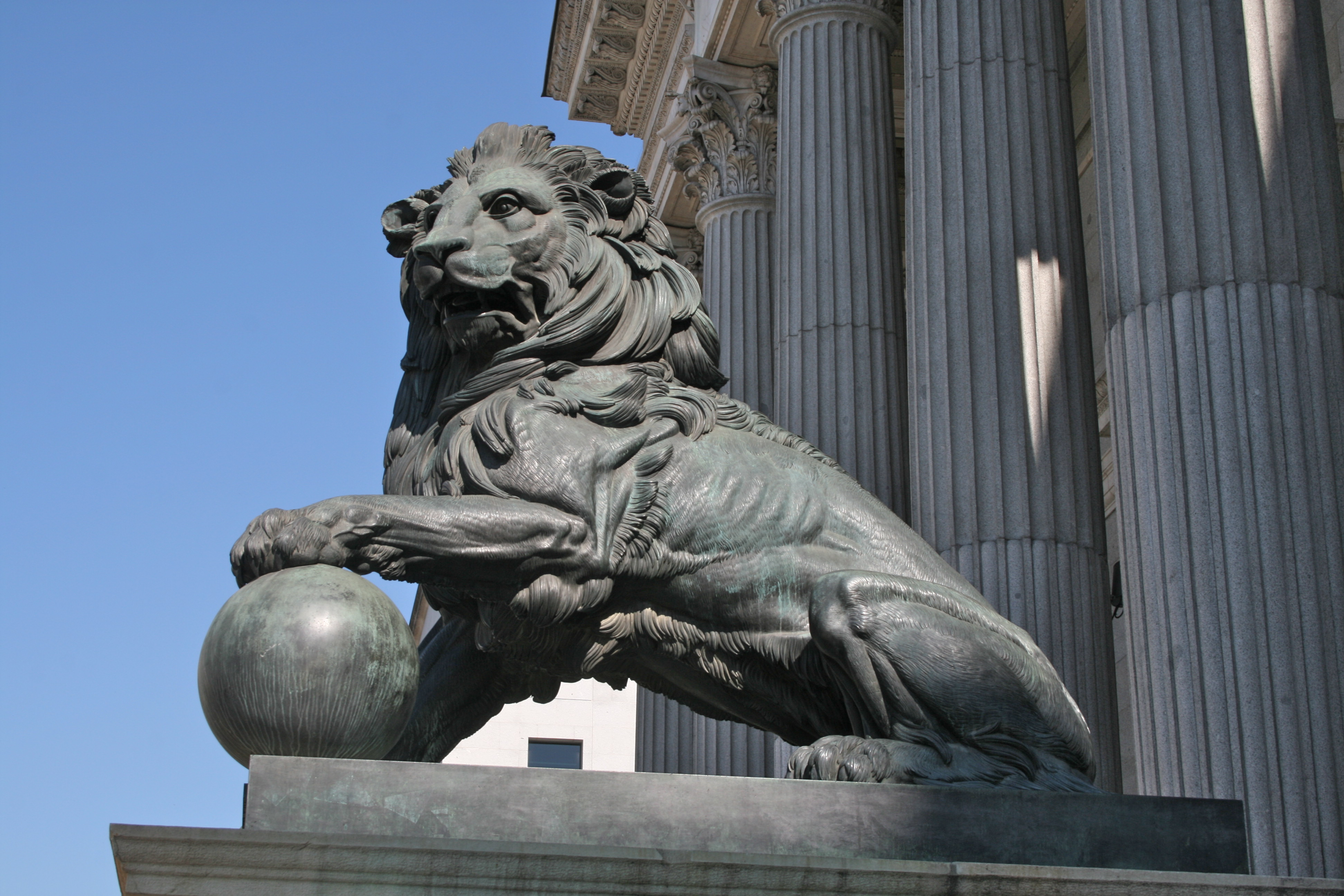
Leones de las Cortes (Madrid), escultura de Ponciano Ponzano, 1872.

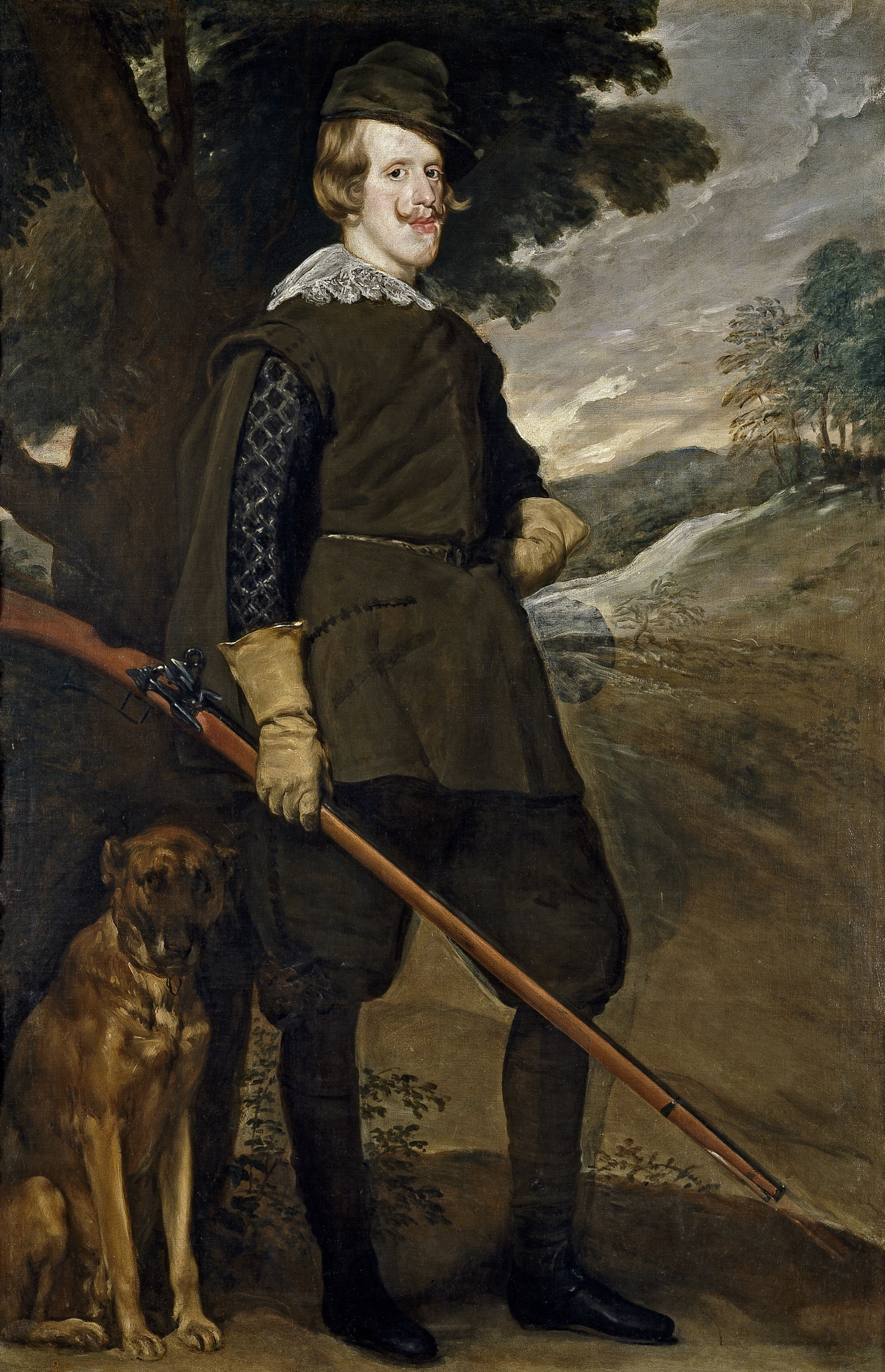
Felipe IV, cazador, de Diego Velázquez, ca. 1632-1634. Ver también el retrato similar del Cardenal Infante Fernando. Otros destacables retratos regios con perro tienen posturas distintas (el de Carlos V por Tiziano, el de Baltasar Carlos por Velázquez y el de Carlos III por Goya).

Los perros no solo se sientan de forma espontánea, sino que pueden ser entrenados para que lo hagan, obedeciendo a un mandato oral o gestual. Cuando de forma espontánea se sientan sobre los pies del humano con el que han desarrollado apego, de hecho lo están marcando. Se ha calculado que el tiempo promedio que permanece sentado es de 63 minutos a lo largo de un día. Anatómicamente, la forma de sentarse de los perros es, mientras mantienen las patas delanteras rectas hasta el suelo y la cabeza erguida, apoyar en el suelo el periné y las tuberosidades isquiáticas, con las piernas traseras plegadas, en el suelo y hacia delante, aunque la conformación física de algunas razas lo hacen variar.

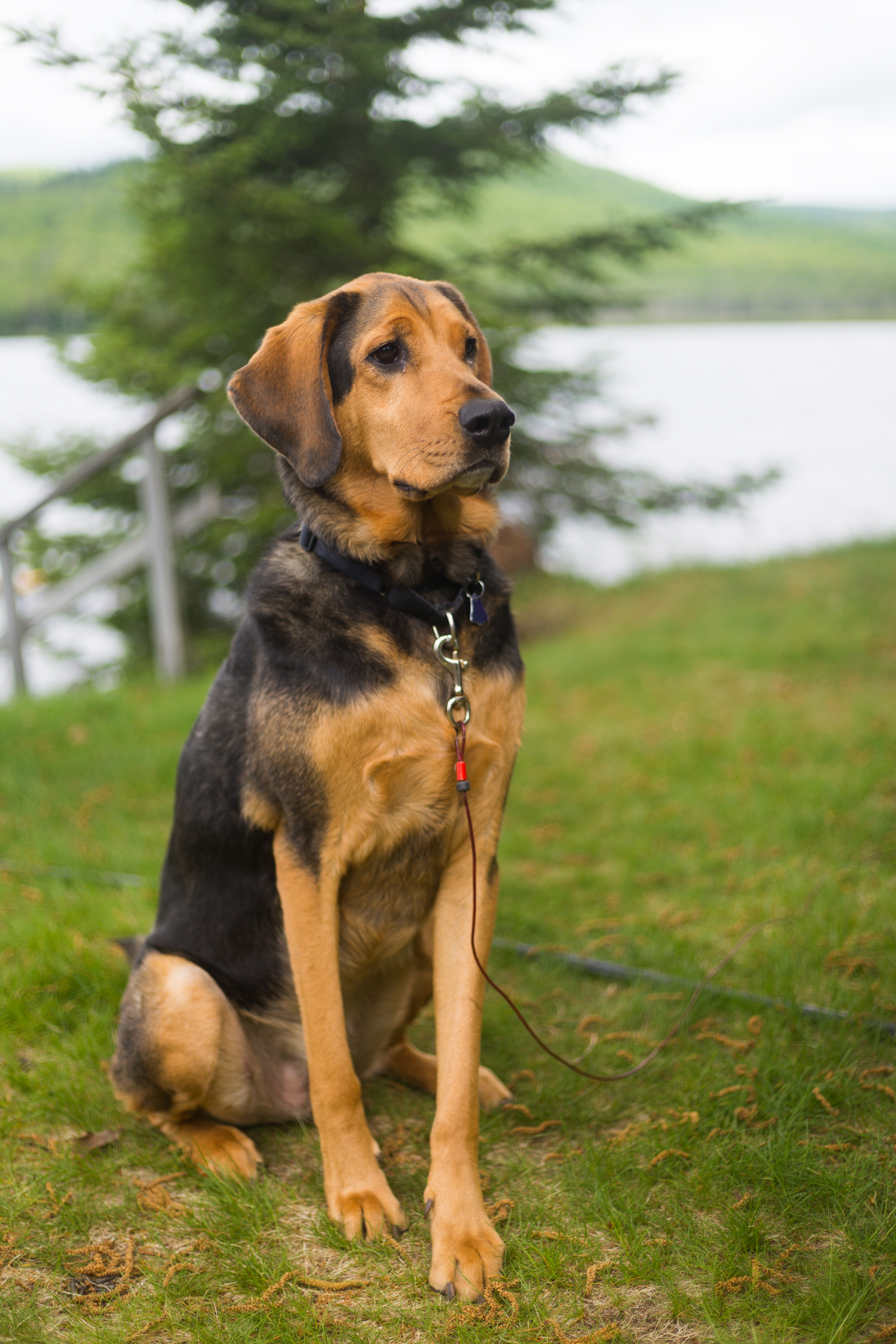
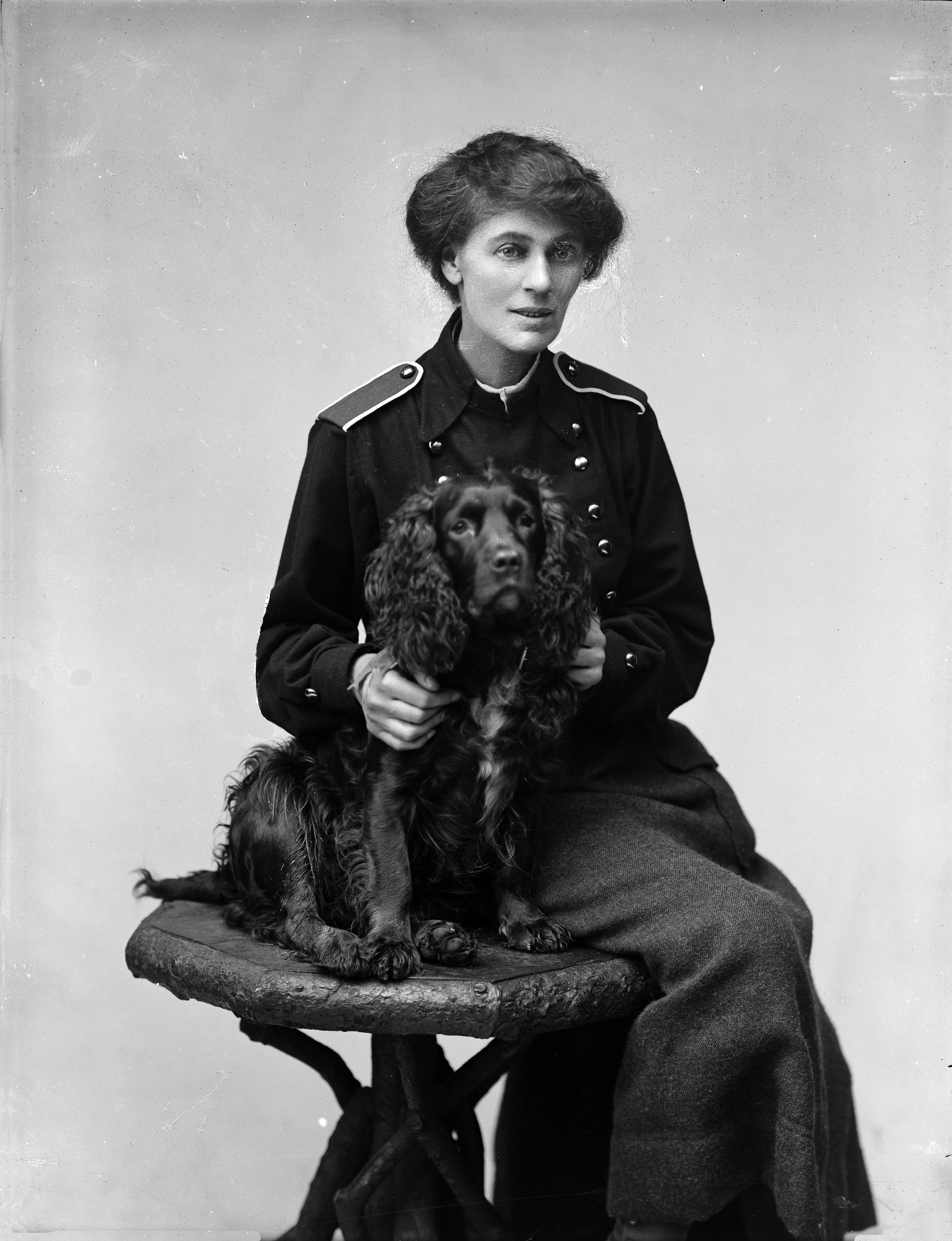
Retrato de Constance Markievicz con un perro sentado en una mesa, 1917.
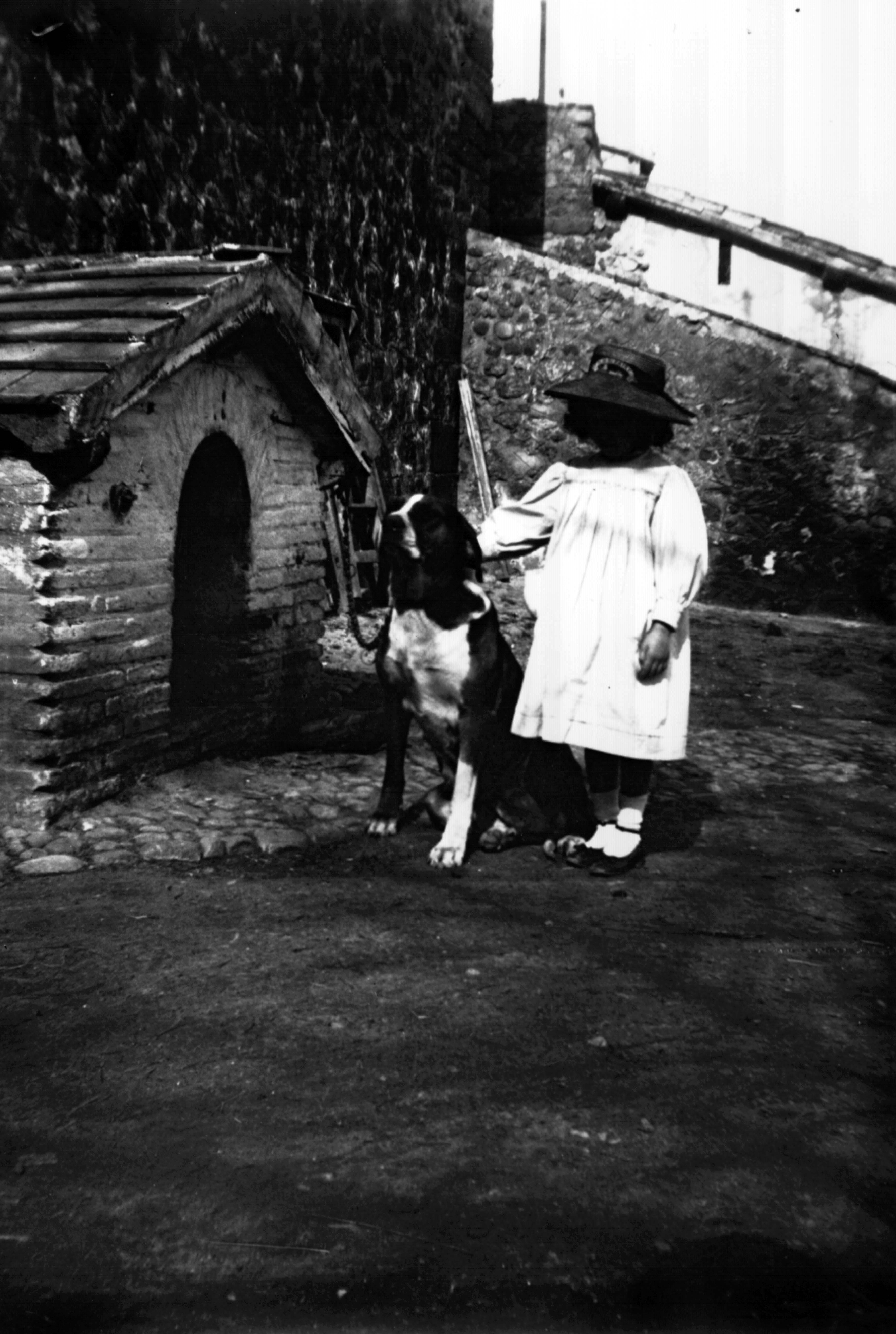
Fotografía de una niña con un perro sentado a sus pies, de Lorenzo Elorza, ca. 1890-1900
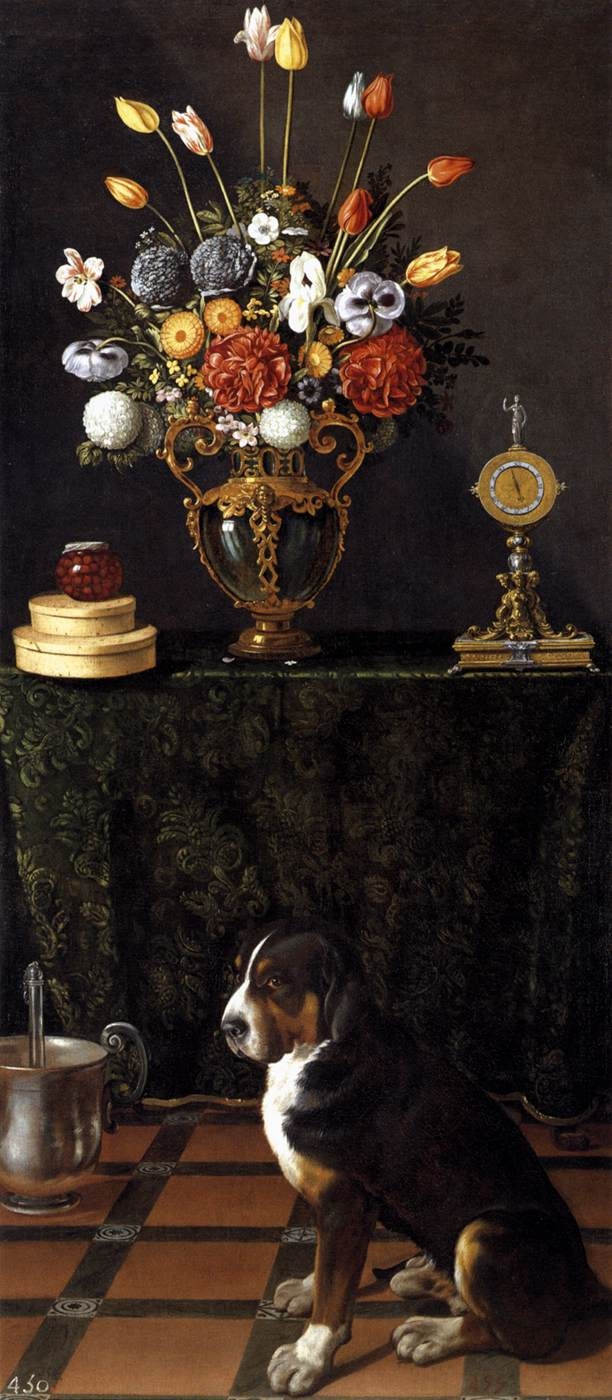
Bodegón con perro, de Juan van der Hamen, ca. 1625-1630.